# ぽかぽか
『ぽかぽか』は、フジテレビ系列で2023年1月9日から毎週月曜日から金曜日の11:50 - 13:50（JST）に、フジテレビ7階「ぽかぽかパーク」から生放送されているバラエティ番組。
ここでは派生番組の、直後ミニ番組『ぽかぽか延長戦』、ダイジェスト番組『今週のぽかぽか』、特別番組『ぽかぽかゴールデン』についても記述する。

## 概要
フジテレビでは2022年4月4日から生活情報番組『ポップUP!』を放送していたが、視聴率の低迷や同年6月28日付でフジテレビの社長に就任したバラエティ制作出身の港浩一による影響が重なり、同年12月23日でわずか9カ月で終了し、その後継番組としてスタートした。フジテレビ系列における平日昼帯の生放送番組としては、『バイキング』が2020年9月28日に『バイキングMORE』への改題に際して、第二製作室（当時）が撤退・情報制作局へ制作を移管して以来、2年3カ月振りに同局のバラエティ制作センターが担当する。港社長曰く「開局65周年記念イヤーを迎えるフジテレビの第1弾となる番組」。
番組開始時に総合演出を務めた鈴木善貴によると、初めて番組の立ち上げを聞かされたのは2022年8月末で港社長から何の前振りもなく直々に告げられ、「よし、善貴。お前に（2023年）1月からの昼の番組を命じる」とトップ辞令が下ったという。そして翌9月から本格的に動き始め、昼の生放送かつ帯番組としては準備期間が短すぎたため、スタッフ集めなどの課題は山積みだった。それでも鈴木は「どうせ何があっても（2023年）1月になればオンエアはやってくる」と開き直り準備を進め、鈴木の希望通りのディレクター5人が各曜日演出を担当することになり、チーフプロデューサーには編成から異動した南條祐紀が就任した。
2022年9月28日、新番組『ぽかぽか』の概要を発表。このタイトルは月曜演出（初代）の加藤智章が考えたもので、「昼」や「ランチ」などを使わずにお昼を表す言葉であるという。元々、鈴木は『まんぷく昼太郎』を推していたが、チーフプロデューサーの南條が却下。そこで各曜日の演出5人にも意見をもらい、『まんぷく昼太郎』と『ぽかぽか』で多数決投票にし最終的には『まんぷく昼太郎』は2票しか入らず、『ぽかぽか』に落ち着いた。ちなみに南條は『お台場ジャンジャン』というタイトル案も出していた。それでも『まんぷく昼太郎』の名称は捨てがたく、番組マスコットキャラクターのうちの1つに引き継がれた。
同日、MC陣にハライチ（岩井勇気・澤部佑）と神田愛花（NHK出身のフリーアナウンサー）の起用も発表され（ハライチが2人揃ってフジテレビでのレギュラー番組を担当するのは『ピカルの定理』以来9年3ヶ月ぶり）、2023年1月6日に番組レギュラー陣が発表された（白河れいは同年1月9日早朝の報道まで「ある大物著名人を両親に持つ“新星”」「大型新人二世タレント」と素性を隠されており、児嶋一哉（アンジャッシュ）も同年1月13日の金曜日初回オープニングにて発表）。放送開始に際して本社ビル外部の複数箇所に司会陣3人をフィーチャーした大々的な番組広告が掲示された（2023年3月1日からはスタジオ外部表面にも巨大番組広告が掲示されている）。
初回の2023年1月9日エンディングにて、「同4月3日から放送時間が11:50 - 13:50（5分繰下げ、1時間縮小）の2時間に短縮されること」を発表。これによって、2015年4月開始の『直撃LIVE グッディ!』から8年間続いてきた平日14時台の生放送番組（午後のワイドショー枠）の制作からも再び撤退。フジテレビでは再びドラマ再放送枠に戻ることになった（同時にローカルセールス枠に転換されたため編成は各局で異なる）。そのため、『グッディ!』時代から『ポップUP!』と同様に14時台に組んでいた最新ニュースコーナーを、時間短縮に伴って4月から廃止した。

### 観覧（ぽかぽかパーク）
本番組は、『バイキング』時代初期の2015年3月27日以来8年ぶりに観覧客を入れた公開形式の生放送（以前の朝・昼のワイドショーや裏番組『ヒルナンデス!』（日本テレビ）や『ひるおび』(TBS)で見られる「サロントーク型」のスタイル）となっている。
2014年3月31日に『森田一義アワー 笑っていいとも!』（以下、いいとも!）が終了して以来、『バイキング→バイキングMORE』・『ポップUP!』はフジテレビ本社内のスタジオを生放送で使用していたが、本番組は一転してフジテレビ7階の屋上庭園にあるオープンスタジオ（以前はレストランやイベントスペース「フジさんのヨコ」として使用していた）から生放送を実施。開始から暫定的に「特別会場」と呼ばれていたが、2023年6月21日の放送で「ぽかぽかパーク」と命名された事が明かされた。
総合演出の鈴木は、『いいとも!』の使用スタジオであった新宿・スタジオアルタを想定していた。フジテレビのスタジオの中でやったら外に向いていないと思い、渋谷・原宿を候補としたが条件に合う場所がなく、上層部と話し合ってフジテレビ7階屋上庭園にあったレストラン→イベントスペースだった場所を、外からも観覧できるオープンスタジオに改装する事となった。
スタジオ内観覧は計30人（10人×3列）。『いいとも!』と同様に18歳未満、および高校生による応募は（18歳以上の同伴者を伴った場合を含め）無効となっている（春夏冬休みや祝日のみ年齢制限が緩和）。
観覧にはフジテレビクラブへの登録が必要だが、外からの観覧は原則自由。来場者が著しく多数の場合や、「お台場冒険王」期間中は、入場規制を実施することもある。強風も含む悪天候時には、観覧中止やモニター設置なしの対応になることもある。2025年の夏休み8月中旬からは、最前をキッズ専用ゾーンとした日もあった。

## 出演者
出典：

### 現在
- ☆：フジテレビアナウンサー。
- ◎：『ポップUP!』から続投（コーナーレギュラーも含む）。
- △：隔週出演。
- ▲：2024年4月からレギュラー。
- ○：産休・育休中。

| 月曜日                                                       | 火曜日 | 水曜日                                                  | 木曜日                              | 金曜日                                             |
| メインMC                                                     | メインMC                                                                                                   | メインMC                                                | メインMC                            | メインMC                                           |
| ------------------------------------------------------------ | --- | ------------------------------------------------------- | ----------------------------------- | -------------------------------------------------- |
| - ハライチ（岩井勇気・澤部佑） - 神田愛花                    | |                                                         |                                     |                                                    |
| レギュラー                                                   | |                                                         |                                     |                                                    |
| - 伊集院光 - 横澤夏子◎▲ - 松田元太▲（Travis Japan）          | - 小杉竜一▲（ブラックマヨネーズ） - 花澤香菜 - 浦野秀太・中川勝就（OWV）△ - 栗田航兵・四谷真佑（OCTPATH）△ | - ゴリエ（ガレッジセール・ゴリ） - 辻希美▲○ - 加藤大悟▲ | - 島崎和歌子 - 髙橋大輔▲ - 白河れい | - 児嶋一哉（アンジャッシュ） - 真飛聖▲ - 犬飼貴丈◎ |
| 松﨑涼佳☆                                                    | 小室瑛莉子☆◎                                                                                               | 勝野健☆                                                 | 原田葵☆                             | 小室瑛莉子☆◎                                       |
| コーナーレギュラー                                           | |                                                         |                                     |                                                    |
| 古坂大魔王                                                   | 浜内千波KiLa                                                                                               | 水晶玉子                                                | - SHOW-WA - MATSURI                 | - 島田秀平 - 佐々木優太 丸山敬太桂田園子           |
| SHOW-WA MATSURI                                              | |                                                         |                                     |                                                    |
| サブスクレギュラー                                           | |                                                         |                                     |                                                    |
| 坂上忍                                                       | |                                                         |                                     |                                                    |
| ぐーたらマスコット                                           | |                                                         |                                     |                                                    |
| まんぷく昼太郎                                               | |                                                         |                                     |                                                    |
| キャラクター                                                 | |                                                         |                                     |                                                    |
| まんぷく昼二郎、まんぷく昼美、まんぷく昼四郎、まんぷく昼五郎 | |                                                         |                                     |                                                    |

### 過去
レギュラー
- 渡邊渚☆（木曜日、2023年1月12日 - 7月6日）[注 25]
- 桂二葉（水曜日、2023年1月11日 - 2024年12月25日[66]）[注 26]
- 岸本理沙☆（月曜日→火曜日、2023年1月9日 - 2025年3月25日）[注 27]
- 山本賢太☆◎（水曜日、2023年1月11日 - 2025年5月21日）[注 28]

ウィークリーレギュラー
- 林修（2024年4月15日 - 19日）[I]

ニュースキャスター
- 梅津弥英子☆（月曜日・火曜日、2023年1月9日 - 3月28日）
- 遠藤玲子☆（水曜日 - 金曜日、2023年1月11日 - 3月31日）

コーナーレギュラー
| 出演者                        | 曜     | 担当 | 出演     | 期間     |
| ----------------------------- | ------ | --- | -------- | -------- |
| ライオンちゃん◎               | 全曜日 | ライオンちゃんと行く!肉食さんぽ （VTR） | 23.1/9   | 23.9/29  |
| 野呂佳代                      | 月     | 飲みながランチ!主婦の会 （VTR） | 23.1/9   | 24.12/9  |
| 菊地亜美                      | 月     | 飲みながランチ!主婦の会 （VTR） | 23.1/9   | 24.12/9  |
| 山田裕貴                      | 火     | 午後一のヒーリングタイム ずっとみ （VTR） | 23.1/10  | 23.3/14  |
| 原田泰造（ネプチューン）      | 火     | 午後一のヒーリングタイム ずっとみ （VTR） | 23.1/10  | 23.3/14  |
| 小原ブラス◎                   | 火     | ぽかぽか おやつハンター （VTR） バツ2以上さんいらっしゃい!ラストカウンセリング （VTR）                                                          | 23.1/10  | 23.7/25  |
| 戦慄かなの                    | 火     | ぽかぽか おやつハンター （VTR） バツ2以上さんいらっしゃい!ラストカウンセリング （VTR）                                                          | 23.1/10  | 23.7/25  |
| アレン                        | 火     | ぽかぽか おやつハンター （VTR） バツ2以上さんいらっしゃい!ラストカウンセリング （VTR）                                                          | 23.1/10  | 23.7/25  |
| 勝俣州和                      | 木     | 最新商品使い方バトル!新家電プロレス （VTR） | 23.1/12  | 23.11/9  |
| 清野茂樹                      | 木     | 最新商品使い方バトル!新家電プロレス （VTR） | 23.1/12  | 23.11/9  |
| 清野茂樹                      | 木     | ダイソン欲しい人大集合!ぶら下がり王 | 23.12/7  | 23.12/21 |
| カミナリ                      | 金     | 秒で埋まる!予約ムズムズ調査隊 赤ちゃんハイハイレースぽかぽか杯                                                                                  | 23.1/13  | 23.5/5   |
| みやぞん（ANZEN漫才〈当時〉） | 金     | 秒で埋まる!予約ムズムズ調査隊 赤ちゃんハイハイレースぽかぽか杯                                                                                  | 23.2/3   | 23.2/3   |
| U字工事                       | 金     | 秒で埋まる!予約ムズムズ調査隊 赤ちゃんハイハイレースぽかぽか杯                                                                                  | 23.4/21  | 23.4/21  |
| 戸部真都里 齊藤オーレル翼颯   | 金     | パパvs.パパ 麻雀牌手積みサドンデス 澤部無表情チャレンジ                                                                                         | 23.1/19  | 23.9/29  |
| 井戸田潤◎（スピードワゴン）   | 火     | 芸人青田買い! 火曜笑市 | 23.1/17  | 23.12/26 |
| 伊藤友博                      | 水     | 芸能人の不満買い取ります。ぶうぶう発表会 | 23.1/25  | 23.5/24  |
| 紺野ぶるま                    | 月     | 明日使えるかもしれない!? 家庭のお悩み解決!ベストアドバイザー                                                                                    | 23.1/30  | 23.9/4   |
| サンシャイン池崎              | 金     | ぶらぶら!ストリートのど自慢 （VTR） | 23.2/3   | 23.2/17  |
| さくらまや                    | 金     | ぶらぶら!ストリートのど自慢 （VTR） | 23.2/3   | 23.2/17  |
| どぶろっく                    | 金     | ぶらぶら!ストリートのど自慢 （VTR） | 23.2/24  | 23.6/30  |
| May J.                        | 金     | ぶらぶら!ストリートのど自慢 （VTR） | 23.2/24  | 23.6/30  |
| キンタロー。                  | 水     | クイズ!なりきりメイク館 誰に変身してるでSHOW | 23.3/22  | 23.10/25 |
| 松崎しげる                    | 木     | 甦れ!マイメモリー 記憶の数だけ歌謡ショー | 23.3/23  | 23.4/27  |
| 高橋ジョージ                  | 木     | 昭和生まれ芸能人クイズ!記憶の数だけ歌謡ショー                                                                                                   | 23.5/25  | 23.6/22  |
| 青嶋達也☆                     | 火     | うまうまダービー | 23.5/23  | 24.5/28  |
| 西山喜久恵☆                   | 月     | 西山喜久恵アナ54歳の挑戦!世界マスターズ水泳への道 （VTR）                                                                                       | 23.6/19  | 23.8/14  |
| 岡本宗史                      | 月     | クイズ!日本一イヴ・サンローランを買った男! 真剣婚活プロジェクト 超絶ナルシスト ドクター岡本は結婚できるのか? Dr.岡本presents ナルシスト健康診断 | 23.7/3   | 25.4/28  |
| フタリシズカ                  | 月     | 明日使えるかもしれない!? 家庭のお悩み解決!ベストアドバイザー                                                                                    | 23.7/24  | 23.9/4   |
| 渡部陽一                      | 火     | 渡部陽一の3分でわかるお台場冒険王中継 | 23.7/25  | 23.8/22  |
| 赤井勝                        | 火     | フラワーアーティスト赤井勝の愛をこめて花束を | 23.8/15  | 23.8/15  |
| 堀池亮介☆                     | 金     | 電動自転車ほしい人大集合!ママチャリ王 | 23.9/1   | 24.3/15  |
| 錦野旦                        | 木     | 昭和生まれ芸能人クイズ!記憶の数だけ歌謡ショー                                                                                                   | 23.9/7   | 23.10/5  |
| サンプラザ中野くん            | 木     | 昭和生まれ芸能人クイズ!記憶の数だけ歌謡ショー                                                                                                   | 23.10/19 | 23.11/30 |
| 犬飼リンボーサンバ隊          | 金     | 犬飼貴丈のリンボーコマーシャル | 23.10/27 | 24.12/13 |
| りんごちゃん◎                 | 月     | 山手線 駅近!ひざに優しいグルメ | 23.10/30 | 24.11/11 |
| 村重杏奈                      | 火     | 家宅捜索クイズ ぽいぽいホーム | 23.11/7  | 23.11/7  |
| 山本あきこ                    | 金     | GUで夫婦をオシャレに生改造 | 23.11/17 | 24.7/19  |
| ツカケン                      | 全曜日 | ハト胸時計 | 23.11/27 | 24.1/8   |
| 芳賀セブン                    | 全曜日 | ハト胸時計 | 23.11/29 | 23.12/29 |
| マンティ福原                  | 全曜日 | ハト胸時計 | 23.12/4  | 24.1/12  |
| タイムマシーン3号             | 火     | 持ち主は誰っぽい?ぽいぽいバッグ タイマの持ち物検査クイズ                                                                                        | 23.12/12 | 24.2/13  |
| 岡田美里                      | 木     | ジェネレーション戦隊 合わせルンジャー | 23.12/14 | 24.1/25  |
| チャンカワイ（Wエンジン）     | 金     | 1歳の赤ちゃんをお祝い!背負い肉 | 24.2/2   | 24.3/1   |
| 高橋名人                      | 金     | 目隠しで妻の手を当てろ!利き妻の手 | 24.2/2   | 24.8/30  |
| 東幹久                        | 金     | 俳優・東幹久が料理を美味しそうに撮影 箸あげ幹久                                                                                                 | 24.2/23  | 24.4.26  |
| 東幹久                        | 金     | 俺の演技を見ろ!クイズ幹久 | 24.6/7   | 24.6/7   |

### キャスティングの備考
MCのハライチの起用は、総合演出の鈴木は何よりコンビのバランスがよく加えて若い30代の人がいいなと思い起用した。中でも岩井は毒舌があって中心にすると新しく見えると思い、番組ポスターでも真ん中に据え、鈴木がかつて担当していた『アウト×デラックス』的な要素がほしいと思った時に、毒舌のある岩井が浮かんだという。
神田は進行役ではなくMC側なのは最初から（MCとしての）「プレイヤー」側でのオファーだったという。同局で『まっちゃんねる』の『IPPON女子グランプリ』で世の中に広まり、『クレイジー』『偏見』『知的』と脳内で検索したら神田がヒットし、神田の可能性を最大限活かすには（MCとしての）プレイヤーと思ってオファーした。
番組開始時点のレギュラー陣は、白河れいや桂二葉といったテレビバラエティにはまだ馴染みのない存在も抜擢されたのは逆張りという部分もある。少数精鋭で芸人の割合も少ないのは芸人がいっぱいいる番組はやめようと思い、特有のわちゃわちゃ感じが時代に合っておらず、（出演者が多すぎて何を言っているのか）聞こえないというのが（視聴者側にとって）ストレスと感じたため、鈴木は最大でも5人くらいまでに限定。そのため当番組は基本的に1曜日5人、MC以外のレギュラーは2組までにとどまっていた（1組なのは木曜日）。
しかし一転、2024年4月1日から5つの曜日で計7人、新レギュラーを投入することになった。中嶋優一編成部長は、番組の方向性が定着したことを理由の一つに挙げている。同年3月1日にうち6人を発表。辻希美と髙橋大輔と真飛聖の3人は、その曜日の「ぽいぽいトーク」ゲスト経験者でもある。加藤大悟は、金曜コーナー「芸能人NUMBERS」の出演経験者（2023年8月13日の音楽イベント「ぽかぽか SUMMER FES」にも出演）。横澤夏子と小杉竜一（ブラックマヨネーズ）は、『バイキング→バイキングMORE』の曜日レギュラーだった。最後の一人は松田元太（Travis Japan）で、3月29日の放送内で発表された。また、従来レギュラーの曜日移動は白河のみ（月曜→木曜）で、降板者はゼロとなった。
なお、マツコ・デラックスと坂上忍は、好きな時に番組出演できる「サブスクレギュラー」として総合演出の鈴木から打診を受けており、その事例はこれまで3回ある（坂上の2023年2月16日・7月6日・2025年7月3日）。また、木曜日では2023年6月8日のみ「週替わりゲスト」が導入された（この日のゲストはふぉ〜ゆ〜の4名で3月20日の「ぽいぽいトーク」に出演していた）。2024年4月15日からは1週間限定の「ウィークリーレギュラー」として、林修が出演した。

### 欠席・遅参・早退の状況
別の仕事による欠席
急遽始まった番組のため、特に3時間時代は出演者に先約の仕事があり、やむを得えず休む事が少なくなかった。2023年1月13日には金曜レギュラーの児嶋一哉（アンジャッシュ）が欠席したが理由は発表されず（等身大パネルが設置されてエンディングに電話で生出演した）。
この事例が初めて正式に起きたのは1月25日で、MCの澤部が仕事の都合で生放送中に途中退席しただけでなく水曜レギュラーのゴリエ（ガレッジセール・ゴリ）と桂二葉も所用で欠席となった。そのため、水曜進行の山本から今後はレギュラー陣が欠席の場合に代打ゲストが来る事を明らかにされた。この日は、二葉の代打で松嶋尚美、ゴリエの代打でみなみかわが出演した。
2024年4月に水曜レギュラー入りした一人の加藤大悟は、『ミュージカル『刀剣乱舞』 〜陸奥一蓮〜』出演のため3週目の4月17日からの参加で、5月1日も欠席となった。5月15日には早退した中で急遽、次のぽかぽか出演予定が6月12日となった（次の舞台の稽古のためで次期公演でも同様）。2025年は、3月12日・7月23日・30日に舞台の仕事で欠席。
火曜レギュラーではOWVが、2023年2月7日に中川勝就が別の仕事で欠席して浦野秀太のみ出演、逆に2月21日は浦野が舞台の仕事で欠席して中川のみ出演した。2025年7月22日は中川がファンタジア国際映画祭ワールドプレミア登壇のため休み、浦野と佐野文哉が出演。
2023年3月以降は花澤香菜が本業の声優業を優先して欠席するケースが度々見られた。
木曜レギュラー（2024年4月に加入）の髙橋大輔は、アイスショーのため3週欠席。5月23日（アレン）、5月30日（岡本宗史）、6月6日（Matt）と、美容男子枠の助っ人が出演した。7月25日は再びアレンが代役を務めた。8月29日もアイスショーで、2025年3月6日もアイスショーの準備で欠席。2025年もアイスショーで3週欠席し、6月19日（横山だいすけ）、6月26日（松井大輔）、7月3日（織田信成）と、週替りで助っ人が出演した。
月曜レギュラー（2024年4月に加入）の松田元太（Travis Japan）は、9月2日と10月14日はワールドツアーのため、12月9日も海外での仕事（『ライオン・キング：ムファサ』ワールドプレミア）で、2025年1月6日と5月5日は国内コンサートで、欠席。海外での仕事で休んだ7月21日からの3週は、中間淳太（WEST.）、佐々木大光（KEY TO LIT）、佐野晶哉（Aぇ! group）が代打出演した。
金曜レギュラーの犬飼貴丈は、2025年5月2日（小池徹平が助っ人出演）と5月16日に、別の仕事のため欠席した。
体調面による欠席
- 23年4月4日から6日（澤部） - 体調不良（4月6日放送分でウイルス性胃腸炎と発表）[137]。4日はハリウッドザコシショウ[注 6]、5日はクロちゃん（安田大サーカス）に代役となったのは火曜日演出の石川のアイデアで、『フォルムが似ている』という事で起用された。鈴木は企画をやるときには目線が1個ないと訳が分からず、ピンチをチャンスに変えるのが生の醍醐味と語っている[138]。
- 23年4月14日（犬飼） - 自身の公式サイトで体調不良での活動休止を発表。代打ゲストは小池徹平[139][140]。翌週21日に番組復帰[注 18]。
- 23年5月23日（隔週レギュラーのOCTPATH四谷） - 扁桃腺治療。栗田航兵のみ出演した[143]。6月6日に番組復帰[144]。
- 23年6月21日（桂二葉） - 新型コロナウイルス感染による体調不良。代打ゲストは菊地亜美[145][146]。
- 23年6月15日・22日、7月13日から10月19日（木曜進行の渡邊） - 体調不良。代打で6月15日は松﨑、7月13日は岸本、8月17日は生野陽子[147]、それ以外の放送分は松村未央が担当した。しかし長期休養により復帰の目途がたたないため、23年10月26日放送分より、原田葵がレギュラー担当となる[65]。そのため渡邊は同年7月6日放送分を最後に復帰する事なく、本人不在のまま降板となった。
- 23年8月29日（火曜進行の岸本）[67] - 体調不良。松﨑が担当。
- 23年10月13日・20日（金曜進行の小室）[58] - 体調不良。松﨑が担当。
- 「ぽいぽいトーク」のゲストでは、23年11月14日に浅田美代子が体調不良で欠席し、清水ミチコの単独出演となった（浅田はその後12月19日に単独出演）[注 39]。12月12日には松居直美が体調不良で欠席し、磯野貴理子と森尾由美のみが出演[148]（松居はその後25年7月8日に松本明子と出演）。25年4月21日には北川景子が風邪で咳が止まらず声が出ないため欠席し、大森南朋の単独出演となった[149]（北川はその後6月30日に大森と出演）。
- 24年2月14日（神田） - 体調不良[49]。
- 24年3月8日（澤部・岩井・神田） - 放送300回のこの日は、澤部が体調不良（後に腹痛と公表）のため欠席[150]したほか、リハーサルに参加した岩井と神田も、念のために休みと直前で決まり、MC3人不在で放送開始。番宣ゲストとして「麻雀牌手積みランキング」のみに出演予定だった坂上忍[D]が急遽、代打MCを務めた[151][44][152][153]（後述の内容を参照）。
- 24年8月7日・14日（桂二葉） - 慢性扁桃炎の手術に伴うもの[154][155]。
- 24年11月18日（神田） - 体調不良[51]。
- 24年12月11日（桂二葉） - 体調不良[156]。
- 25年2月13日（木曜進行の原田） - 体調不良で途中退席。各コーナー進行は澤部が担った[157]。
- 25年3月11日（花澤香菜） - 体調不良[158]。

夏休み→代役
2023年
- 8月28日から9月1日の5回 - 神田→番組そして自身とゆかりの深い5名（野呂佳代・永島優美・阿部知代[159]・神田うの・安藤優子[注 10]）が日替わり[48]
- 9月22日 - 金曜進行の小室→西山喜久恵[56]
- 9月29日から10月3日の3回 - 澤部→田中卓志（アンガールズ）[C]・坂上忍[D]・田中裕二（爆笑問題）[E]が日替わり[45]
- 11月13日 - 月曜進行の松﨑→岸本[55]

2024年
- 2月13日 - 火曜進行の岸本→松﨑[160]
- 2月29日 - 木曜進行の原田→椿原慶子[161][162]
- 8月2日・5日 - 澤部→おぎやはぎ[注 7]・坂上忍[D]が日替わり
- 8月21日 - 水曜レギュラーの辻希美[163]
- 8月26日から30日の5回 - 神田→その曜日の「ぽいぽいトーク」ゲスト経験者である4名（杉田かおる・石田ひかり・野々村友紀子・渡辺えり）と去年に続き安藤優子[注 10]が日替わり[50]
- 9月9日・10日 - 岩井→中山秀征[A]・河合郁人[B]が日替わり[164]
- 9月20日 - 金曜進行の小室→西山喜久恵[57]
- 11月11日 - 月曜進行の松﨑→岸本[165]（小室の予定だったが[166]当日の貧血を受けて[167][168]急遽変更）

2025年
- 2月25日 - 火曜進行の岸本→山本[169]
- 7月21日 - 月曜進行の松﨑→小室
- 8月15日から19日の3回 - 澤部→中山秀征[A]・坂上忍[D]・飯尾和樹（ずん）[J]が日替わり。

その他の欠席→代役
- 23年3月22日 - 澤部（娘の卒園式で遅参 車で迎えに行き山本アナと共に来局[170]）→コカドケンタロウ（ロッチ）
- 23年10月9日 - 月曜進行の松﨑（『第35回出雲全日本大学選抜駅伝』のリポーター担当）→岸本[54]
- 24年7月26日から8月9日 - 金曜進行の小室（2024パリオリンピック取材）→7月26日は生野陽子[171]、8月2日・9日は西山喜久恵[172][173]
- 24年10月14日 - 月曜進行の松﨑（『第36回出雲全日本大学選抜駅伝』のリポーター担当）→小室
- 24年11月12日 - 火曜進行の岸本（担務の兼ね合い[注 40]）→山本[174]
- 24年12月25日 - 水曜レギュラーの辻希美（家庭の事情）[175]
- 25年1月29日 - 水曜進行の山本（年次休暇）→榎並大二郎[176]
- 25年3月6日 - 木曜進行の原田（年次休暇）→岸本[177]
- 25年3月12日 - 水曜レギュラーのゴリエ（家庭の都合）[52]
- 25年3月27日 - 木曜進行の原田（フィギュアスケート取材）→松﨑
- 25年4月2日・9日 - 水曜レギュラーの辻希美（家庭の事情）[178]→保田圭（2日[注 41]）・坂下千里子（9日）
- 25年4月7日 - 澤部（息子の入学式で13:07に遅参）→伊藤利尋[179]
- 25年5月20日 - 火曜進行の小室（海外取材）→山本[180]
- 25年5月28日から7月9日 - 水曜進行の山本（番組内では理由触れず）→松﨑（5月28日・6月11日[181]・7月2日）・勝野健（6月4日・18日・25日・7月9日） ※7月16日から勝野が正式に引き継ぐ[注 22]
- 25年6月4日から - 水曜レギュラーの辻希美（第5子の産休入り）[182]→助っ人ゲスト：柳原可奈子（6月18日以降）・坂下千里子（7月9日以降）・野々村友紀子（7月16日）

### 番組キャラクター
ぐーたらマスコットの「まんぷく昼太郎」という発話しないピンク色のキャラクターが、着ぐるみで毎日スタジオに出演している（上手の小部屋もしくはセット裏に待機している時間帯もある）。
全国送出の左上カスタム時刻では、常時番組ロゴと共に、頬杖を左手でついて横たわる昼太郎のイラストがアニメーションつきで出現している。このポーズのイラストは「昼太郎ピンバッジ」など各種番組グッズの多くの他、2023年大相撲五月場所（夏場所）に掲出した番組懸賞旗にも描かれた。
なお、昼太郎には4名の弟妹がおり、セット内にイラストパネルが配置されている他、セットの冷蔵庫にそれぞれの名前が書かれており、一部のコーナータイトル表示にも登場する。
誕生の経緯
「まんぷく昼太郎」という名称は元々、番組タイトル案の1つだったがスタッフの多数決で敗れた。しかし、この名前を引き継いでマスコットキャラクターを急遽制作することとなり、総合演出の鈴木がアーティストの青山哲士にデザインを依頼した（タイトルロゴも青山が手掛けている。）。鈴木は『四畳半タイムマシンブルース』っていうアニメ映画に、ぐーたらしたキャラをモチーフにし、「食べすぎて眠たくなっちゃうぐーたらなやつなんで、だらしない感じ」・「ぐーたらの指示待ち人間で、放送中にいっぱい歩いて、最初はずっと部屋で寝てて、出番になると呼びに起こすみたい」であるという。
番組内外での活動
オープニングに引き続いて「ぽいぽいトーク」ではアシスタント的役割を果たし（「牛肉ぴったんこチャレンジ」の「お肉の入場」の他にも25年5月30日まではボードの質問文を手で示すのを担った）、途中のCM明けにゲストと接触したりもする。また、エンディングにも参加し、「愛花を万博に連れてって!」（旧「愛花を紅白に連れてって!」）の観客集計発表や「ハイリスクハイリターンチャレンジ ハラハラ1万円」など他の一部コーナーにも登場してきた（「ジェネレーション戦隊 合わせルンジャー」では悪の怪人「ヒル・ターロ」という類似キャラクターが出演）。
普段の衣装は、I will start a diet tomorrowと黄色で書かれた黒の長袖でヘソ出し・水色のボトムス・白の紐靴。9月16日開幕の2023年ワールドカップバレーボール応援として、同11日から22日は日本女子代表の、同25日から10月6日は日本男子代表の、トップスは赤いユニフォームを重ね着して出演した。また、12月20日開幕の全日本フィギュアスケート選手権2023応援として同18日から、トップスはフィギュアのシースルー衣装を直接着て出演した。
2023年4月3日放送内にて、「出張!まんぷく昼太郎!」という企画の募集を告知した。この一事例DDTプロレスデビューの模様は、8月24日に放送された。
『ぽかぽかゴールデン』第1弾放送の2023年6月29日は『めざまし8』に出演して、ほりもんと共演した。『ぽかぽか』放送中での他キャラクターとの共演も数例ある。同11月30日スタジオでミャクミャク（大阪・関西万博開幕500日前の広報活動で上京）と、同12月29日にスタジオ外でくまモン（元旦『有吉弘行のプライベートジェット爆食ツアー!』の番宣）と、2024年4月2日にスタジオ及び外でガチャムク（この日が誕生日）と、同5月15日にスタジオ外でキュウソネコカミのネズミくんと。映画『逃走中 THE MOVIE:TOKYO MISSION』（2024年7月19日公開予定）にも出演し、多数のキャラクターと共演。
2023年6月までには「ぽかぽかクリアファイル」「ぽかぽか昼太郎ハンドタオル」「養生テープ」などの番組グッズが販売開始された、7月には「エコバッグ」「昼太郎マスコットキーホルダー」も登場、12月にはLINEスタンプも誕生した。
2025年の夏休み中には放送後に連日15分ほど、「ぽかぽかパーク」のそばにあるフジテレビショップ「フジさん」台場店に登場。
特徴
黒縁眼鏡（伊達眼鏡）をかけて八字髭を貯えており、頭には小ぶりの王冠。
「まんぷく昼太郎」のトレードマークは「へそ」で、着ぐるみにも付けられている。これに対して、太田光（爆笑問題）は当番組へゲストに招かれるたびに、オープニングパートで「まんぷく昼太郎」の着ぐるみにタックルを敢行。通算で2度目の出演になった2024年1月23日放送分では、着ぐるみにタックルを仕掛けた勢いで、「へそ」を着ぐるみから引きちぎってしまった。
太田は、「まんぷく昼太郎」の着ぐるみから「へそ」を引きちぎるまでの経緯を、当日の深夜に『爆笑問題カーボーイ』（TBSラジオの生放送番組）で釈明。当番組への初出演（2023年1月24日放送分）に際して「『まんぷく昼太郎』は何をされても大丈夫なキャラクター」との説明、2度目の出演に際して「『まんぷく昼太郎』の着ぐるみの全身をプロテクターで覆った」との説明を当番組のスタッフから受けていたことを暴露した。太田曰く、「（2度目の出演では）着ぐるみの『へそ』がタックルの勢いでたまたま手の中に入ってしまった。着ぐるみの腹部にプロテクターを付けていないことも分かったので、『腹部からへそを引きちぎれば、「着ぐるみに何かやってくれ」と散々言っていたスタッフに喜んでもらえる』と思っていたが、スタッフはそこまでの事態を想定しなかったらしい。現に、へそを取ってみたら、『なんてことをするんだ』と言わんばかりにスタッフからも観覧客からもドン引きされた」とのことである。

## コーナー
一般参加のコーナーが一時期は多く、観覧客参加コーナーもある。
※：一般参加コーナー。　●：観覧客参加コーナー。

### タイムテーブル
時間はおおよそ。日によりコーナー数に変動はある。
2024年10月21日 -
| 時間     | タイムテーブルA                                                  | タイムテーブルB                                                  |
| -------- | ---------------------------------------------------------------- | ---------------------------------------------------------------- |
| 11:50:00 | 番組開始                                                         | 番組開始                                                         |
| 11:50:00 | オープニング                                                     |                                                                  |
| 12:03頃  | ぽいぽいトーク                                                   | ぽいぽいトーク                                                   |
| 13:15頃  | ぽいぽいトーク                                                   | 曜日コーナー                                                     |
| 13:40頃  | 愛花を万博に連れてって!                                          | 愛花を万博に連れてって!                                          |
| 13:49頃  | エンディング                                                     | エンディング                                                     |
| 13:50:00 | 番組終了（一部の局は『旬感LIVE とれたてっ!』へステブレレス接続） | 番組終了（一部の局は『旬感LIVE とれたてっ!』へステブレレス接続） |

2023年10月3日 - （2024年1月8日 - ）2024年10月18日
| 時間     | タイムテーブルA                      | タイムテーブルB                      | タイムテーブルC                      | タイムテーブルD                      | タイムテーブルE                      |
| -------- | ------------------------------------ | ------------------------------------ | ------------------------------------ | ------------------------------------ | ------------------------------------ |
| 11:50:00 | 番組開始                             | 番組開始                             | 番組開始                             | 番組開始                             | 番組開始                             |
| 11:50:00 | オープニング                         |                                      |                                      |                                      |                                      |
| 11:50頃  | オープニングトーク                   | オープニングトーク                   | オープニングトーク                   | オープニングトーク                   | オープニングトーク                   |
| 12:00頃  | ぽいぽいトーク                       | ぽいぽいトーク                       | ぽいぽいトーク                       | ぽいぽいトーク                       | ぽいぽいトーク                       |
| 12:30頃  | ぽいぽいトーク                       | ぽいぽいトーク                       | 特別企画、曜日コーナー①              | ぽいぽいトーク                       | ぽいぽいトーク                       |
| 12:50頃  | 曜日コーナー①                        | ぽいぽいトーク                       | 特別企画、曜日コーナー①              | 曜日コーナー①                        | 曜日コーナー①                        |
| 13:15頃  | 曜日コーナー①                        | ぽいぽいトーク                       | ぽいぽいトーク                       | ぽいぽいトーク                       | 曜日コーナー①                        |
| 13:20頃  | 曜日コーナー②                        | 曜日コーナー①                        | 曜日コーナー②                        | 曜日コーナー②                        | 曜日コーナー②                        |
| 13:35頃  | 曜日コーナー②                        | 曜日コーナー①                        | 曜日コーナー②                        | 曜日コーナー②                        | ぽいぽいトーク                       |
| 13:45頃  | 愛花を紅白に連れてって! エンディング | 愛花を紅白に連れてって! エンディング | 愛花を紅白に連れてって! エンディング | 愛花を紅白に連れてって! エンディング | 愛花を紅白に連れてって! エンディング |
| 13:50:00 | 番組終了                             | 番組終了                             | 番組終了                             | 番組終了                             | 番組終了                             |

2023年4月3日 - 9月29日
| 時間     | タイムテーブルA                         | タイムテーブルB                         |
| -------- | --------------------------------------- | --------------------------------------- |
| 11:50:00 | 番組開始                                | 番組開始                                |
| 11:50:00 | オープニング                            |                                         |
| 12:00頃  | ぽいぽいトーク                          | ぽいぽいトーク                          |
| 12:50頃  | 曜日コーナー （1コーナー or 2コーナー） | ぽいぽいトーク                          |
| 13:10頃  | ライオンちゃんと行く!肉食さんぽ         | ライオンちゃんと行く!肉食さんぽ         |
| 13:20頃  | 曜日コーナー （1コーナー or 2コーナー） | 曜日コーナー （1コーナー or 2コーナー） |
| 13:45頃  | エンディング                            | エンディング                            |
| 13:50:00 | 番組終了                                | 番組終了                                |

番組開始 - 2023年3月31日
| 時間     | タイムテーブル                          | タイムテーブル                          | タイムテーブル                          | タイムテーブル                          | タイムテーブル                          |
| -------- | --------------------------------------- | --------------------------------------- | --------------------------------------- | --------------------------------------- | --------------------------------------- |
| 11:45:00 | 番組開始                                | 番組開始                                | 番組開始                                | 番組開始                                | 番組開始                                |
| 11:45:00 | オープニング                            |                                         |                                         |                                         |                                         |
| 12:00頃  | ぽいぽいトーク                          | ぽいぽいトーク                          | ぽいぽいトーク                          | ぽいぽいトーク                          | ぽいぽいトーク                          |
| 12:30頃  | 曜日コーナー （1コーナー or 2コーナー） | 曜日コーナー （1コーナー or 2コーナー） | 曜日コーナー （1コーナー or 2コーナー） | 曜日コーナー （1コーナー or 2コーナー） | 曜日コーナー （1コーナー or 2コーナー） |
| 13:00頃  | ライオンちゃんと行く!肉食さんぽ         | ライオンちゃんと行く!肉食さんぽ         | ライオンちゃんと行く!肉食さんぽ         | ライオンちゃんと行く!肉食さんぽ         | ライオンちゃんと行く!肉食さんぽ         |
| 13:10    | 曜日コーナー （1コーナー or 2コーナー） | 曜日コーナー （1コーナー or 2コーナー） | 曜日コーナー （1コーナー or 2コーナー） | 曜日コーナー （1コーナー or 2コーナー） | 曜日コーナー （1コーナー or 2コーナー） |
| 14:00頃  | 日本中に知って欲しい!FNSおすすめジモTV  | 日本中に知って欲しい!FNSおすすめジモTV  | 日本中に知って欲しい!FNSおすすめジモTV  | 日本中に知って欲しい!FNSおすすめジモTV  | 日本中に知って欲しい!FNSおすすめジモTV  |
| 14:30頃  | ニュース                                | ニュース                                | ニュース                                | ニュース                                | ニュース                                |
| 14:40頃  | エンディング                            | エンディング                            | エンディング                            | エンディング                            | エンディング                            |
| 14:45:00 | 番組終了                                | 番組終了                                | 番組終了                                | 番組終了                                | 番組終了                                |

### 月曜日 - 金曜日
※生放送のため、曜日コーナー・企画は必ず毎週放送するとは限らない。
オープニング
番組開始と同時に流れるテーマ曲の『ぽかぽか』に合わせてセット中央からMCのハライチ・神田が登場する（主に月・火曜日は、ゲスト・スタッフ・まんぷく昼太郎によるコント仕立てのオープニングが行われてからテーマ曲が流れてMCが登場する。また、ぽいぽいトークのゲストがアーティストの場合は、番組開始と共に持ち歌を披露してから開始する場合がある）。その後、澤部の呼び込みで曜日レギュラー陣が登場する。
それより先の最冒頭で、バックヤードのSNS用撮影背景の前でゲストが「ぽかぽかポーズ」を見せる日も多くなった（2024年4月に番組公式Instagramを開設してから）。
2023年3月頃までは毎日、4月から12月までは月曜・金曜のみ、アナウンサーが口頭で「本日のラインアップ」（心がぽかぽかする企画）を紹介していた。2024年1月以降はテロップのみでの紹介となったが、これも夏休み時期に入るとなくなり、月曜のみが（ほぼ毎週）表示を続けてきた。その後、水曜では演出担当が変わった25年1月8日から表示復活した。
2024年初回の1月8日からは毎日オープニングトークが行われ（2023年5月8日以降オープニングトークが行われる日も不定期では有った）、掛け軸にゲスト・曜日レギュラー（月曜のみMCのハライチ・神田も行う）が週単位でテーマに沿ったものを発表していたが、24年8月27日で終了（10月28日のみ「一番好きな歴史上の偉人」25年1月6日週のみ「今年の抱負」を実施）。8月29日には木曜新コーナー「ラッキー晩ご飯占い」（叶ここ）を代わりに実施。そして、金曜のみで8月16日から毎週実施していた観覧客による「っぽい」の紹介を、9月2日からは全曜日で導入した（8月28日も）。
ぽいぽいトーク
原則12時台前半に放送される、ゲストを招いてのトークコーナー。「○○っぽい」というゲストに対する勝手なイメージを基に素顔を深掘りするもので、澤部が「私たち勝手にこう思ってました!ぽいぽいトーク」とタイトルコールをしていたが、現在は毎日タイトルコールが省略され、すぐにゲストを呼び込むことが多い。曜日レギュラーは2023年9月まではこのコーナーに原則参加しなかったが、木曜は同年10月19日から島崎がフルで毎週、月曜も2024年3月4日から全員がフルで加わる週も出てきており、同年4月以降は火曜の花澤とOWV・OCTPATHと水曜の加藤を除いた全員が、その後は全曜日の全員が毎週フルで参加するようになった。
「っぽい」は番組が一般人から事前に聞いてボードに羅列したものに加え、岩井と神田、曜日レギュラーが即興でフリップに書いて発表するもの、前日のゲストが考えたもの（23年9月まで）があり、23年10月25日のみXのハッシュタグを用いて視聴者生募集をした。ゲストは、手元にある「〇（その通り）」「×（違う）」「△（どちらでもない、判断できない）」の札を出して判定する。さらに前述の通り、観覧客が事前にフリップに書いた「っぽい」も紹介されるようになった。
日によっては、1日に別ゲストを迎えて2回コーナーを行うこともある。
23年2月15日は『ライオンのごきげんよう』仕様で、同年12月12日は『はやく起きた朝は…』仕様で実施した。
24年7月21日の朝には、『FNS27時間テレビ 日本一たのしい学園祭!』内で、「めざましテレビ×ぽかぽか コラボSP」として、『めざましテレビ』のスタジオから早朝ぽいぽいトークを生放送した。
「ぽいぽいトーク」では、以下のコーナーも内包する。
- 目指せ300g 牛肉ぴったんこチャレンジ

番組初回の23年1月9日より実施。「たぶん自分が1番ランキング」が同年9月29日で廃止されてからは、「ぽいぽいトーク」の締めのコーナーとなり、曜日コーナーにゲストも参加する場合が多くなった現在では、木曜を除いて番組終盤の歌唱コーナー直前に行われる日が多い。25年8月6日（他に7月28日も）からは、ゲストが終盤まで出る日は、肉の計量はエンディングで行う。
ゲストが、毎日高級店から提供される牛肉約2kgをカット（基本的に2回まで）し、その重さが300gの誤差±10g以内ならそのカットした分の牛肉を、ぴったりだと牛肉2kg全てをお持ち帰りできる（10月25日の野口聡一の439gなど初期はゲスト自身が切る重さを自由指定できたが300g固定に戻された）。
当初は1ヶ月限定の企画として予定されていたが、2月15日ゲストの小堺一機が事前の打ち合わせで「肉切りたい」と発言し小堺まで延長することになり、他の人も「私なら出来る」と言ったことによりその後も継続されることとなった。肉は原則、まんぷく昼太郎が運んでくる（木曜のみ25年6月5日からSHOW-WAまたはMATSURI）。なお、カットの際の掛け声の主は、木曜レギュラーの白河れい（録音・24年3月以前は月曜レギュラー）である。
稀に用意された肉が2kg未満の場合があり（25年では6月5日）、その場合は進行アナウンサーからその旨が伝えられる。複数人のゲストがそれぞれ挑戦する場合は、2人目以降は前のゲストが切った残りの肉で挑戦する。なお、挑戦しないゲストがいたり、家族がいるゲストの場合は、誤差±10g以内成功でカットしたお肉を人数分、ハライチの費用負担でお持ち帰りできることがある（失敗の場合でも稀に）。
24年11月27-29日、25年1月17-21日および4月23-25日、6月5日-9日は、3日連続で成功した。松田元太（うち1回は300g）と向井理は2度成功している。「ザブトンチャンス」だった23年11月29日は2人共成功した。
- 23年1月13日と特別編成かつ60分短縮の24年10月29日は、実施されず（10月31日は放送時間が1分20秒のみ）。12月20日も無かった。
- 23年8月9日放送の「ポカジノ」でQuizKnockが勝利したため、勝利者特典として「牛肉ぴったんこチャレンジ」が行われ、この日はぽいぽいトークと合わせて2回行われた。
- 23年8月17日放送の新コーナー「視聴者還元クイズ!人気ローカルチェーン店」でもハンバーグ店「フライングガーデン」の村田高則が挑戦した。
- 23年9月7日の牛肉の部位が「ザブトン」だった際、岩井が「ザブトンチャンス」と呼び（部位形状がカットの際に目測しやすい）、同じくザブトンだった9月27日・28日には牛肉登場の直前に「ザブトンチャンス」を報せるパチンコでのリーチ演出風の予告映像を流した。11月29日（いい肉の日）も同様の演出があり、さらに「いい肉の日CHANCE」も実施した。2024年は1月24日・2月9日（肉の日）・3月20日・3月21日・4月25日・8月7日・10月9日・11月29日（いい肉の日）・12月25日に、2025年は3月19日・3月21日・5月21日・8月6日に、「ザブトンチャンス」を実施した。
- 24年2月13日は、「超高級キャンピングカーはおいくら?」を行ったため、番組初の外で実施した。
- MLBワールドシリーズ2024の直前と最中に、特別編成として「ぽいぽいトーク」ではない形で実施された計8日のうち、10月23日（辻）・25日（児嶋）・28日（神田）・30日（加藤）・11月1日（「イクラぴったんこチャレンジ」犬飼、真飛）は挑戦者をゲストでなく、レギュラーメンバーの中から主にくじ引きによって決めた（24日はゲストの菰田欣也・29日は無し・31日は放送時間が1分20秒のみ）。

特例など
- 24年2月5日のみ、森脇健児の誕生日記念として、誤差±5g以内なら牛肉2kg、誤差±30g以内ならカットした分の牛肉を獲得できるルールとなった。
- 24年11月27日は、通常チャレンジの前に別途、「激甘!目指せ300g 牛肉ぴったんこチャレンジ」を実施。水曜アナの山本賢太が、通常の半分1kgから誤差±50g以内ならカットした分の牛肉を獲得できるルールで挑戦した。

牛肉以外を扱った特別企画も幾つかある。
- 「誕生日おめでとう!フォアグラぴったんこチャレンジ」（23年4月14日）別途萬田の誕生（放送前日）祝い（ルールは300gの誤差±100g以内）として実施（萬田久子）
- 「目指せ500g こんにゃくぴったんこチャレンジ」（23年12月25日）『ぽかぽかゴールデン』第2弾（チーム群馬の中山秀征）
- 「目指せ300枚 10円玉ぴったんこチャレンジ」（24年6月13日）別途実施（生駒里奈）
- 「目指せ1kg 大食いぴったんこチャレンジ」（24年7月2日）代わりに実施（MAX鈴木）
- 「トランプぴったんこチャレンジ」（24年8月13日）代わりに実施（KiLa）
- 「原稿ぴったんこチャレンジ」（24年9月17日）別途実施
- 「イクラぴったんこチャレンジ」（24年11月1日）代わりに実施（犬飼、真飛）
- 「目指せ300g シカ肉ぴったんこチャレンジ」 - 北海道文化放送『発見!タカトシランド』23年12月1日
- 「目指せ300g 豚肉ぴったんこチャレンジ」 - TBS『ラヴィット!』23年7月7日
- 「目指せ88g 牛すじぴったんこチャレンジ」 - TBS『ラヴィット!』24年7月17日
- 「目指せ40g 塩ぴったんこチャレンジ」 - TBS『ラヴィット!』25年2月10日

（「重さ半分ぴったりに切れ!超絶半々チャレンジ」も参照）
- 芸能人お宝鑑定 買った時より値段あがってるっぽい

24年3月25日に開始（当初は月曜と金曜のみだった）。事前に専門家が鑑定したゲストのお宝の値段を、スタジオで発表。特別編成の10月28日は服部半蔵と勝海舟の子孫を招いて「お宝鑑定スペシャル 偉人の末裔さんいらっしゃ～い」を、25年6月23日には「ぽいぽいトーク」の全体で「一番高いお宝を持っているのは誰だ!?芸能人のお宝鑑定SP」を実施。
以下、「12時台」に不定期で行われる企画（「13時台」の曜日コーナーにもゲストが継続参加する日も多い）
| 曜日 | 開始日   | コーナー名 | 担当者 | 概要 | 備考 |
| ---- | -------- | --- | --- | --- | --- |
| 不定 | 24.5.29  | ゲスト両者（3/20・7/24以外）が、フリップで答える企画。 「夫婦愛検証フィーリング アンサー」（24.5/29水） 「コンビ愛ぴったんこチャレンジ」（9/30月） コーナー名なしで急遽実施（11/14木） 「相方のことはなんでも知っているっぽい?コンビ愛 確かめチェックテスト診断」（25.1/7火） 「兄弟愛は本物!?思い出ぴったんこチャレンジ」（1/23木） 「答えは揃うのか!?コンビ愛 徹底検証!」（2/13木） 「奥さまはどう思ってるっぽい?以心伝心クイズ」（3/4火） 「夫婦愛は本物か!?以心伝心チャレンジ!」（3/13木・4/10木・7/24木） 「ヒデちゃん夫婦の愛は本物か!?以心伝心クイズ!!」（3/20木） 「奥さまはどう思ってる?以心伝心クイズ」（5/6火） 「姉妹愛は本物か!?以心伝心チャレンジ!」（5/15木） 「ハライチvsタイムマシーン3号コンビ愛は本物か!?以心伝心チャレンジ!」（8/7木） | ゲスト両者（3/20・7/24以外）が、フリップで答える企画。 「夫婦愛検証フィーリング アンサー」（24.5/29水） 「コンビ愛ぴったんこチャレンジ」（9/30月） コーナー名なしで急遽実施（11/14木） 「相方のことはなんでも知っているっぽい?コンビ愛 確かめチェックテスト診断」（25.1/7火） 「兄弟愛は本物!?思い出ぴったんこチャレンジ」（1/23木） 「答えは揃うのか!?コンビ愛 徹底検証!」（2/13木） 「奥さまはどう思ってるっぽい?以心伝心クイズ」（3/4火） 「夫婦愛は本物か!?以心伝心チャレンジ!」（3/13木・4/10木・7/24木） 「ヒデちゃん夫婦の愛は本物か!?以心伝心クイズ!!」（3/20木） 「奥さまはどう思ってる?以心伝心クイズ」（5/6火） 「姉妹愛は本物か!?以心伝心チャレンジ!」（5/15木） 「ハライチvsタイムマシーン3号コンビ愛は本物か!?以心伝心チャレンジ!」（8/7木） | ゲスト両者（3/20・7/24以外）が、フリップで答える企画。 「夫婦愛検証フィーリング アンサー」（24.5/29水） 「コンビ愛ぴったんこチャレンジ」（9/30月） コーナー名なしで急遽実施（11/14木） 「相方のことはなんでも知っているっぽい?コンビ愛 確かめチェックテスト診断」（25.1/7火） 「兄弟愛は本物!?思い出ぴったんこチャレンジ」（1/23木） 「答えは揃うのか!?コンビ愛 徹底検証!」（2/13木） 「奥さまはどう思ってるっぽい?以心伝心クイズ」（3/4火） 「夫婦愛は本物か!?以心伝心チャレンジ!」（3/13木・4/10木・7/24木） 「ヒデちゃん夫婦の愛は本物か!?以心伝心クイズ!!」（3/20木） 「奥さまはどう思ってる?以心伝心クイズ」（5/6火） 「姉妹愛は本物か!?以心伝心チャレンジ!」（5/15木） 「ハライチvsタイムマシーン3号コンビ愛は本物か!?以心伝心チャレンジ!」（8/7木） | ゲスト両者（3/20・7/24以外）が、フリップで答える企画。 「夫婦愛検証フィーリング アンサー」（24.5/29水） 「コンビ愛ぴったんこチャレンジ」（9/30月） コーナー名なしで急遽実施（11/14木） 「相方のことはなんでも知っているっぽい?コンビ愛 確かめチェックテスト診断」（25.1/7火） 「兄弟愛は本物!?思い出ぴったんこチャレンジ」（1/23木） 「答えは揃うのか!?コンビ愛 徹底検証!」（2/13木） 「奥さまはどう思ってるっぽい?以心伝心クイズ」（3/4火） 「夫婦愛は本物か!?以心伝心チャレンジ!」（3/13木・4/10木・7/24木） 「ヒデちゃん夫婦の愛は本物か!?以心伝心クイズ!!」（3/20木） 「奥さまはどう思ってる?以心伝心クイズ」（5/6火） 「姉妹愛は本物か!?以心伝心チャレンジ!」（5/15木） 「ハライチvsタイムマシーン3号コンビ愛は本物か!?以心伝心チャレンジ!」（8/7木） |
| 不定 | 25.1.13  | 「成人の日特別企画 クイズ!二十歳の時に流行ったあれ覚えてる?」（25.1/13月） 「クイズ!人生のターニングポイントあれ覚えてる?」（2/6木） 「昭和・平成・令和タイムスリップクイズ!あの時 流行ったアレ、覚えてる?」（2/17月） 「昭和100年タイムスリップクイズ!あの時 流行ったアレ、覚えてる?」（3/17月） 「みんなのデビューへタイムスリップ!クイズ!当時流行したアレ、覚えてる?」（7/14月） | 「成人の日特別企画 クイズ!二十歳の時に流行ったあれ覚えてる?」（25.1/13月） 「クイズ!人生のターニングポイントあれ覚えてる?」（2/6木） 「昭和・平成・令和タイムスリップクイズ!あの時 流行ったアレ、覚えてる?」（2/17月） 「昭和100年タイムスリップクイズ!あの時 流行ったアレ、覚えてる?」（3/17月） 「みんなのデビューへタイムスリップ!クイズ!当時流行したアレ、覚えてる?」（7/14月） | 「成人の日特別企画 クイズ!二十歳の時に流行ったあれ覚えてる?」（25.1/13月） 「クイズ!人生のターニングポイントあれ覚えてる?」（2/6木） 「昭和・平成・令和タイムスリップクイズ!あの時 流行ったアレ、覚えてる?」（2/17月） 「昭和100年タイムスリップクイズ!あの時 流行ったアレ、覚えてる?」（3/17月） 「みんなのデビューへタイムスリップ!クイズ!当時流行したアレ、覚えてる?」（7/14月） | 「成人の日特別企画 クイズ!二十歳の時に流行ったあれ覚えてる?」（25.1/13月） 「クイズ!人生のターニングポイントあれ覚えてる?」（2/6木） 「昭和・平成・令和タイムスリップクイズ!あの時 流行ったアレ、覚えてる?」（2/17月） 「昭和100年タイムスリップクイズ!あの時 流行ったアレ、覚えてる?」（3/17月） 「みんなのデビューへタイムスリップ!クイズ!当時流行したアレ、覚えてる?」（7/14月） |
| 火曜 | 24.4.9   | この便利グッズどう使うっぽい?クイズ | 小杉竜一 岸本理沙 | 便利グッズを各チーム（1人または2人組）に配布。どう使うか実演して答える。 | 25年5月6日はトークが盛り上がったため延期され、5月20日に実施。 |
| 火曜 | 24.6.11  | ウルトラ2択 | 岸本理沙 →小室瑛莉子 | 究極の2択質問。B'z『ultra soul』のサビが流れて最後の掛け声のタイミングで、MCと火曜メンバー（岸本アナも参加）とゲストが、ステージ左右に分かれて理由などを語り合う。25年1月7日からは、視聴者のdボタン投票を導入し、2択の割合を発表し始めた。 | 火曜の放送終了後に観覧客向けに何度か実施され、その模様は未公開トークとして『今週のぽかぽか』で放送されたことがあった。 |
| 火曜 | 24.11.26 | お風呂のお湯をこぼしちゃダメよ!ギリギリ洗面器 | 岸本理沙 →小室瑛莉子 | 通称「ギリ洗」。水曜コーナー「芸能人考案ゲーム ポカジノ」発祥の「脳汁ひたひたチキンレース」（酒井貴士考案）に、類似したゲーム。ビー玉は1回につき3個まで。 | |
| 水曜 | 23.12.13 | クイズ!○○ inソング♪ | 澤部佑 | 歌詞の中にとあるワードが「入っている」「入っていない」かを当てるクイズ。制限時間は10秒。タイトルの○○部分は、23年12月13日・20日が「クリスマス」、24年1月10日～2月14日が「冬」、2月21日から「卒業」、4月3日から「桜」。12月25日は「サンタ」。25年1月29日は「風」。 | |
| 水曜 | 24.2.14  | 地元グルメ!危機一位髪 | 澤部佑 | 地元グルメの1位以外を選ぶクイズ。解答の際は黒ひげ危機一髪と同様に穴に刺す。1位を選ぶと海賊に扮する山本賢太に電流が流れ、地元グルメは没収される。 | 3月20日は「ぽいぽいトーク」ゲストの一人の長谷川雅紀（錦鯉）が、久々に実施された25年1月29日は山本が休みでゴリエが、代わりに樽を模したセットに入った。 |
| 水曜 | 24.11.20 | ○○の未来を勝手に占ってもいいですか? | | タイトルの○○部分は、11月20日「ウエンツ瑛士」、12月11日「野々村家」、25年2月12日「東方神起」、3月26日「増田貴久」、8月13日「マルシア」。水晶玉子による占いが発表され、自著の宣伝で締める。 | |
| 水曜 | 24.12.11 | プレッシャー教科SHOW | 澤部佑 山本賢太 →勝野健 | 東京書籍と教育出版の小学校教科書（対象は5教科）より、各学年から1問ずつ出題。ゲスト・レギュラーのうち6人が書いて当てる。全問正解すると、駄菓子を出演者と観覧客に贈呈。 | 4月2日の「常識王決定戦」では、英語と家庭科からも出題。 |
| 水曜 | 25.1.29  | 歌っているのは誰?カバーでドン! | 山本賢太 →勝野健 | カバー曲の歌唱者4-6人を当てる。初回のみ「歌っているのは誰?涙そうドン!」。次の3月19日に改題。 | 7月9日は、ゲストが帰った13時台後半に行われた。 |
| 水曜 | 25.8.6   | 今週の辻ちゃんニュース | 勝野健 | 水曜レギュラー辻本人の各SNS記事を紹介し、産休中の近況を伝える。 | |
| 木曜 | 25.1.9   | チーム対抗!だるま落としチャレンジ | 原田葵 | MC・ゲスト・レギュラーの三つ巴。優勝チームには、1人1万円。 | だるま落としは、24年1月9日の火曜コーナー「愛花のカフカ」でも実施されていた。 |
| 木曜 | 25.6.12  | 吹いて吹いて吹きまくれ!ピンポン球 フーフー対決 | 澤部佑 | | 初回は「吹いて吹いて吹きまくれ!ピンポン球 息吹き対決」。 |
| 金曜 | 23.7.14  | 芸能界手積み王は誰だ!?麻雀牌手積みランキング※ | ハライチ 小室瑛莉子 | これまで「心臓バクバク!ファミリープレッシャー」で実施してきた手積みに、ゲストも挑戦する。試技は2回（当初は3回）で、記録の良かった個数がランキングに載る。 定規を用いた牌並べは、背中に三元牌の何れかが書かれた緑色のブルゾンを羽織った番組ADが各回2人体制で担当してきたが、24年6月28日放送内で、番組公式サイトでの一般公募開始が発表された（20歳～満80歳、謝礼金交通費込み1万円）。 早速翌週7月5日には、58件の応募から選ばれた1人が担当した（AD1人はフォロー待機）。7月12日以降も、毎回新たな応募者が担った（緑色のブルゾンの背には初心者マーク）。25年5月23日のみ金曜レギュラーの真飛聖が、6月20日のみ番組AD（「發」2名）が務めた。 | 投扇興企画が始まるまでは毎週のように実施された。本来金曜日に行われるが、23年6月29日（『ぽかぽかゴールデン』）・10月16日にも行われた（沢村一樹）。 24年3月15日は手積みを成功すれば、その個数に応じた秒数（1牌1秒）の告知ができる「麻雀牌手積み告知」が実施され、「麻雀牌手積みランキング」同様ランキングにも載った。 |
| 金曜 | 24.8.23  | お悩み解決!神社処方&最強手相診断 | 澤部佑 小室瑛莉子 | ゲストへ、佐々木優太がお勧めの神社を紹介し、島田秀平が事前診断した手相の解説をする。 | 12月20日は年の瀬クイズバトル「神社参拝王は俺だ!」を実施。 |
| 金曜 | 25.1.24  | 毛ガニUFOキャッチャー® | カニダ愛花 小室瑛莉子 | 当初は4人のうち1人でも成功すれば後日ゲストに、毛蟹を配送で贈呈するルール。5月9日からはペアを組んでの挑戦に。 | 初回はコーナーの最後に、神田に似たカニダ愛花と小室が、ケロポンズの『エビカニクス』に合わせて踊った。 |
| 金曜 | 25.2.28  | 円王岩井よりキレイに円を描け! | 小室瑛莉子 | ゲストとレギュラー陣が、無料ブラウザゲーム「Draw a Perfect Circle」に挑戦。 | 当初は「キレイに円を描けるのは誰だ!?円王」、4月4日は「円王・岩井よりもキレイな円を描ける!?」で、7月11日に改題。 |
| 金曜 | 25.7.18  | わかって当然!芸能人 恥舌チェック | 澤部佑 小室瑛莉子 | | |

#### 「ぽいぽいトーク」ゲスト
◎&太字：「目指せ300g 牛肉ぴったんこチャレンジ」、300gピタリ成功者。
○：「目指せ300g 牛肉ぴったんこチャレンジ」、誤差±10g以内成功。
 ：レギュラーコーナーのSP。
 ：放送日が、国民の祝日および振替休日。
▼：短縮放送（▼▼：放送休止）。
| 放送週             | 「ぽいぽいトーク」ゲスト                                                              | 「ぽいぽいトーク」ゲスト                                                        | 「ぽいぽいトーク」ゲスト                                                | 「ぽいぽいトーク」ゲスト                        | 「ぽいぽいトーク」ゲスト                                                       |
| 放送週             | 月曜日                                                                                | 火曜日                                                                          | 水曜日                                                                  | 木曜日                                          | 金曜日                                                                         |
| ------------------ | ------------------------------------------------------------------------------------- | ------------------------------------------------------------------------------- | ----------------------------------------------------------------------- | ----------------------------------------------- | ------------------------------------------------------------------------------ |
| 2023年 1月9 - 13日 | 北川景子[L] 山田裕貴[M]                                                               | マツコ・デラックス[注 66]                                                       | 岸谷五朗                                                                | 菜々緒 鈴木伸之[N]                              | 竹野内豊 黒木華[注 59]                                                         |
| 16 - 20日          | 草彅剛                                                                                | ヒロミ（B21スペシャル）                                                         | 竜星涼水沢林太郎[注 67]                                                 | 古田新太[O]                                     | ダチョウ俱楽部[P]                                                              |
| 23 - 27日          | GACKT○[Q] K[注 68]                                                                    | 爆笑問題○[E]                                                                    | DJ KOO （TRF）                                                          | ともさかりえ                                    | 葵わかな 山崎紘菜                                                              |
| 30 - 2月3日        | 三宅健                                                                                | 尾上右近                                                                        | 槙野智章[R]                                                             | 坂上忍[D]                                       | 二所ノ関親方 （元横綱・稀勢の里）                                              |
| 6 - 10日           | 相田翔子[S]                                                                           | 紫吹淳                                                                          | 伊藤沙莉                                                                | 中村獅童[T]                                     | みやぞん[U] （ANZEN漫才）                                                      |
| 13 - 17日          | 野口健 野口絵子                                                                       | 小手伸也                                                                        | 小堺一機[注 69][注 70]                                                  | 純烈○ [D]                                       | 桂由美                                                                         |
| 20 - 24日          | 八代亜紀○                                                                             | 中村勘九郎○                                                                     | 生田斗真                                                                | 勝地涼[V]                                       | 別所哲也[W]                                                                    |
| 27 - 3月3日        | 髙嶋政宏[X] シルビア・グラブ                                                          | 丘みどり                                                                        | 山内惠介                                                                | 武田真治                                        | 笑福亭鶴瓶                                                                     |
| 6 - 10日           | 林家三平                                                                              | 宮野真守                                                                        | 中村ゆり[Y] 和田正人                                                    | 平野レミ[Z]                                     | ウエンツ瑛士[AA]                                                               |
| 13 - 17日          | 魔裟斗 矢沢心                                                                         | 吉田沙保里[AB]                                                                  | 鬼龍院翔 （ゴールデンボンバー）                                         | 山本舞香（◎）[注 71]                            | 竹中直人○                                                                      |
| 20 - 24日          | ①ふぉ〜ゆ〜[AC] ②白河れい[注 72]                                                      | さらば青春の光[AD][注 73]                                                       | 関根勤[AE]                                                              | 柳沢慎吾[AF]                                    | 朝倉未来                                                                       |
| 27 - 31日          | 森脇健児[AG]                                                                          | ①杉浦太陽 辻希美○[G] ②ヒコロヒー[注 74]                                         | ①大友康平 ②桂二葉[注 72]                                                | 戸次重幸                                        | Tani Yuuki[注 75]                                                              |
| 4月3 - 7日         | 峰竜太[AH]                                                                            | 井上咲楽                                                                        | 鈴木雅之                                                                | 伊沢拓司[AI]                                    | ROLAND[AJ]                                                                     |
| 10 - 14日          | 山下真司                                                                              | アンタッチャブル[AK]                                                            | 波瑠[AL] 高杉真宙                                                       | 奈緒[AM] 岩田剛典                               | 萬田久子[K]（特別企画○）                                                       |
| 17 - 21日          | 天海祐希 松下洸平○[AN]                                                                | ロッチ[AO]                                                                      | 柳原可奈子[AP]                                                          | 森泉[AQ]                                        | IKKO[AR]                                                                       |
| 24 - 28日          | 林家たい平○                                                                           | 梅沢富美男[AS]                                                                  | 柏木由紀 板野友美                                                       | 石田純一 いしだ壱成                             | 具志堅用高[AT]                                                                 |
| 5月1 - 5日         | 土屋アンナ                                                                            | みちょぱ○[AU]                                                                   | 登坂淳一 八木亜希子[AV]                                                 | 春風亭昇太                                      | コムドット                                                                     |
| 8 - 12日           | 加藤綾菜 鈴木奈々[AW]                                                                 | MEGUMI                                                                          | ベッキー                                                                | 田中みな実[AX]                                  | 成田悠輔                                                                       |
| 15 - 19日          | ラモス瑠偉                                                                            | 武井壮 古閑美保                                                                 | 近藤春菜[AY] （ハリセンボン）                                           | 神田うの[AZ] 神田伸一郎 （ハマカーン）          | ▼ 真飛聖[H]                                                                    |
| 22 - 26日          | 野々村友紀子○[BA]                                                                     | YOU                                                                             | 松下由樹[BB]                                                            | 相川七瀬                                        | 坂下千里子[BC]                                                                 |
| 29 - 6月2日        | さとう珠緒                                                                            | 風間トオル[BD]                                                                  | ケイン・コスギ                                                          | 山村紅葉                                        | SAM （TRF）                                                                    |
| 5 - 9日            | 坂本冬美                                                                              | 徳光和夫 ミッツ・マングローブ[BE]                                               | 小野真弓                                                                | 大塚寧々                                        | マルシア[BF]                                                                   |
| 12 - 16日          | 森公美子[BG]                                                                          | 郷ひろみ                                                                        | DA PUMP[BH]                                                             | 山寺宏一[BI]                                    | 芳根京子[BJ]                                                                   |
| 19 - 23日          | 内山信二 山崎裕太[注 76]                                                              | EXILE NAOTO                                                                     | 遠藤久美子 横尾初喜                                                     | 田原俊彦[BK]                                    | 中尾彬 池波志乃                                                                |
| 26 - 30日          | 東国原英夫                                                                            | 山口もえ 中村仁美                                                               | 藤森慎吾 [注 77] （オリエンタルラジオ）                                 | 天童よしみ[注 78]                               | Matt[注 38]                                                                    |
| 7月3 - 7日         | 北斗晶[BL] 佐々木健介                                                                 | 多岐川裕美 多岐川華子                                                           | 清水アキラ[BM] コロッケ[BN]                                             | 君島十和子[BO] 君島憂樹 [D]                     | 岡田将生 清原果耶                                                              |
| 10 - 14日          | HANDSIGN 足立梨花                                                                     | 小田井涼平 LiLiCo[BP]                                                           | 杉野遥亮[BQ]                                                            | 原田龍二[BR] 原田愛○                            | 上川隆也○[BS]                                                                  |
| 17 - 21日          | 成田凌 小芝風花[BT]                                                                   | 本並健治 丸山桂里奈                                                             | 武田鉄矢[BU] ホリ[BV]                                                   | ダイアン                                        | 川嶋あい○                                                                      |
| 24 - 28日          | 小林幸子                                                                              | 中尾明慶[BW] 宮崎莉里沙[注 68]                                                  | キャイ〜ン[BX]                                                          | 中村江里子                                      | 船越英一郎[BY]                                                                 |
| 31 - 8月4日        | 坂井真紀 福地桃子                                                                     | 徳永ゆうき[BZ] ほいけんた                                                       | ゆうちゃみ ゆいちゃみ                                                   | 大河内奈々子 小沢真珠[CA]                       | 本田望結[CB] 本田紗来[CC]                                                      |
| 7 - 11日           | 早見優[CD] 五条院凌                                                                   | 近藤サト 小島奈津子                                                             | 鈴木紗理奈 濱口優（よゐこ）                                             | 荒川静香[CE] 髙橋大輔[注 16]                    | 増田貴久[CF] （NEWS） 浮所飛貴 （美 少年）                                     |
| 14 - 18日          | 河合郁人○[B] （A.B.C-Z）                                                              | 飯島直子 松本明子[CG]                                                           | 三遊亭好楽 春風亭一之輔                                                 | 片岡鶴太郎 レッツゴーよしまさ                   | 古舘伊知郎                                                                     |
| 21 - 25日          | 岸優太                                                                                | 飯尾和樹○[J] （ずん）                                                           | 安めぐみ○ 近藤千尋[CH]                                                  | 佐藤弘道 茂森あゆみ[CI] 横山だいすけ[CJ]        | 明石家さんま 宮里藍○[注 79]                                                    |
| 28 - 9月1日        | 奥菜恵                                                                                | 西川貴教（T.M.Revolution）○                                                     | 田中卓志 （アンガールズ）[C]                                            | 蝶花楼桃花[312] 桂宮治[CK]                      | 高岡早紀○                                                                      |
| 4 - 8日            | かたせ梨乃[CL]                                                                        | 林修[I]                                                                         | 太田光代 井口浩之（ウエストランド） 水川かたまり（空気階段）            | 佐久間大介[CM] （Snow Man）                     | 宮近海斗[CN] 松田元太○[F] （Travis Japan）                                     |
| 11 - 15日          | 岩城滉一 横山めぐみ                                                                   | 林遣都[CO] 山本耕史[CP]                                                         | 若村麻由美[CQ] マキタスポーツ                                           | ルー大柴 ラッキィ池田                           | 大山加奈 栗原恵                                                                |
| 18 - 22日          | 竹下佳江 荒木絵里香                                                                   | ①つんく♂[191][注 80] ②南野陽子[CR]                                              | 菊川怜○ 古市憲寿                                                        | 剛力彩芽○[CS]                                   | 清塚信也                                                                       |
| 25 - 29日          | チャン・グンソク                                                                      | 川合俊一[CT] 武田修宏                                                           | 向井理○[CU] 上白石萌歌[CV]                                              | 氣志團[CW]                                      | 美川憲一 研ナオコ                                                              |
| 10月2 - 6日        | 田中美佐子◎[注 71]                                                                    | 渡辺美奈代 西村知美[CX]                                                         | 日髙のり子 大塚明夫                                                     | 東関親方 （元小結・高見盛）                     | 真木よう子                                                                     |
| 9 - 13日           | 二宮和也（嵐） ▼                                                                      | 吉岡里帆 永山瑛太（○）[注 81]                                                   | 門脇麦○[CY]                                                             | 多部未華子 松下洸平[AN]                         | 的場浩司 東幹久[注 37]                                                         |
| 16 - 20日          | ①橋本環奈 沢村一樹[CZ] ②あの[DA]                                                      | 中山秀征[A]                                                                     | 中島健人[DB] （Sexy Zone）                                              | 羽田圭介○ 加藤シゲアキ （NEWS）                 | 本仮屋ユイカ 本仮屋リイナ                                                      |
| 23 - 27日          | MAX○[注 82]                                                                           | 浅野ゆう子[DC] 陣内孝則○                                                        | 野口聡一[DD]                                                            | 榊原郁恵○[DE]                                   | 北乃きい 佐野史郎[DF]                                                          |
| 30 - 11月3日       | 宮本亞門 LiLiCo[注 68][BP]                                                            | 吉川美代子[DG] 国山ハセン                                                       | 神保悟志 鈴木砂羽[DH]                                                   | 瀬川瑛子 山川豊                                 | 槙原寛己 元木大介[DI]                                                          |
| 6 - 10日           | 磯村勇斗[DJ]                                                                          | 永瀬廉[DK] （King & Prince）                                                    | 安東弘樹 山本里菜                                                       | 細川たかし 田中あいみ[DL]                       | 松本まりか○                                                                    |
| 13 - 17日          | 羽田美智子[DM]                                                                        | ①清水ミチコ[注 39] ②朝日奈央                                                    | 2丁拳銃○[注 83] 野々村友紀子[BA]                                        | 中尾ミエ[DN] 井筒和幸                           | 武内陶子                                                                       |
| 20 - 24日          | 柴田理恵                                                                              | 中田喜子 野村真美                                                               | 工藤阿須加 鈴木浩介                                                     | GACKT[Q] 二階堂ふみ                             | 橋下徹                                                                         |
| 27 - 12月1日       | 河合郁人[B] 塚田僚一 橋本良亮（A.B.C-Z）                                              | 山本未來                                                                        | 野々村真○[DO] 和泉元彌○                                                 | 東尾修 東尾理子[DP]                             | 池畑慎之介[DQ] RIKACO[DR]                                                      |
| 4 - 8日            | 志穂美悦子                                                                            | 薬丸裕英[DS] （元・シブがき隊） すみれ                                          | 保阪尚希○[318]                                                          | 小柳ルミ子[DT] 松木安太郎[DU]                   | 伊藤かずえ 田中美奈子                                                          |
| 11 - 15日          | おぎやはぎ[注 7]                                                                      | 磯野貴理子[DV] 森尾由美 [注 84]                                                 | ももいろクローバーZ○[注 85]                                             | 美保純 村上純[注 68] （しずる）                 | とよた真帆 中山忍                                                              |
| 18 - 22日          | 西村誠司                                                                              | 浅田美代子[注 39] 井川修司[注 68] （イワイガワ）                                | 藤あや子 はるな愛[DW]                                                   | 安藤和津[DX] 安藤桃子                           | いっこく堂 マギー司郎                                                          |
| 25 - 29日          | ママタルト[注 78][注 86] スタミナパン                                                 | 柿澤勇人 宮澤エマ 迫田孝也[DY]                                                  | 中澤裕子[DZ] 保田圭[注 41] 辻希美[G]                                    | ①米村でんじろう[EA] ②浦沢直樹○                  | みやぞん○[U] （ANZEN漫才）                                                     |
|                    |                                                                                       |                                                                                 |                                                                         |                                                 |                                                                                |
| 2024年 1月8 - 12日 | 山田裕貴[M] 遠藤憲一[EB]                                                              | 中島健人[DB] （Sexy Zone） 髙橋ひかる                                           | 八嶋智人○                                                               | 髙地優吾 （SixTONES）                           | 原田泰造[EC] （ネプチューン）                                                  |
| 15 - 19日          | 奈緒[AM] 深澤辰哉[ED] （Snow Man）                                                    | みちょぱ[AU]                                                                    | 福田麻貴 （3時のヒロイン） 野村周平                                     | ①市川右團次 ②小芝風花[BT] 亀梨和也 （KAT-TUN）  | 小野あつこ 茂森あゆみ[CI] 速水けんたろう                                       |
| 22 - 26日          | 木嶋真優[EE]                                                                          | 爆笑問題[E]                                                                     | 武田久美子○                                                             | 竹田啓介[EF] 西川礼華 森まどか[注 87]           | 山田涼介[EG] （Hey! Say! JUMP） 浜辺美波                                       |
| 29 - 2月2日        | 池上季実子 賀来千香子○[EH]                                                            | 南果歩○[EI]                                                                     | ①勝地涼[V] さとうほなみ （ゲスの極み乙女） ②詩羽 （水曜日のカンパネラ） | 山本譲二[EJ] 水森かおり[EK]                     | 登坂絵莉 倉本一真                                                              |
| 5 - 9日            | ①森脇健児[AG] 豊ノ島 馬場ももこ ②中野信子[注 88]                                      | マイケル富岡 黒田アーサー                                                       | 夏樹陽子 工藤夕貴                                                       | 神奈月 原口あきまさ ホリ[BV]                    | 武蔵川親方 琴ノ若                                                              |
| 12 - 16日          | 菊池風磨 （Sexy Zone） 長谷川忍[注 89] （シソンヌ）                                   | 梅沢富美男[AS] 小山慶一郎[EL] （NEWS）                                          | マーク・パンサー 田中律子                                               | 高畑淳子[EM] 渡辺えり[EN]                       | 今井翼                                                                         |
| 19 - 23日          | 佐藤仁美 鈴木拓[EO] （ドランクドラゴン）                                              | 市村正親○[EP] 加藤諒[注 90]                                                     | 斉藤由貴                                                                | スキマスイッチ                                  | 土屋太鳳 佐久間大介[CM] （Snow Man）                                           |
| 26 - 3月1日        | 泉ピン子                                                                              | 熊谷真実[EQ] 松田ゆう姫                                                         | 田中哲司 でんでん                                                       | 細川直美 佐藤藍子                               | 堀内健 （ネプチューン）                                                        |
| 4 - 8日            | 紺野美沙子 尾木直樹                                                                   | 鳥谷敬 武尊                                                                     | カンニング竹山[ER] 千秋                                                 | 阿川佐和子                                      | 秋川雅史 川﨑麻世[ES]                                                          |
| 11 - 15日          | ①本田真凜[ET] ②松本若菜[EU] 真飛聖[H]                                                 | いしのようこ○ 飯尾和樹（ずん）[J]                                               | 泉房穂○                                                                 | 濵田崇裕 藤井流星 （WEST.）                     | どぶろっく○[注 91]                                                             |
| 18 - 22日          | 永野芽郁[EV] 山田裕貴[M]                                                              | 小倉優子                                                                        | 錦鯉[EW]                                                                | 神田うの[AZ] コルファージュリア                 | 一青窈                                                                         |
| 25 - 29日          | 光石研[EX] 筒井真理子 影山優佳                                                        | 中島知子 波田陽区 井上晴美                                                      | 岡田圭右[EY] （ますだおかだ） パンチ佐藤                                | 堤真一[EZ] 野間口徹                             | 小野伸二[FA] 坪井慶介                                                          |
| 4月1 - 5日         | ①堺正章[FB] ②横澤夏子[注 92] 松田元太[F] （Travis Japan）                             | 京本大我○ （SixTONES） 田辺桃子                                                 | 鈴木蘭々 山田まりや                                                     | 松村雄基 麻倉未稀                               | 木南晴夏 浜野謙太                                                              |
| 8 - 12日           | 広瀬アリス[FC] 眞栄田郷敦                                                             | さまぁ〜ず                                                                      | 平野レミ[Z] 和田明日香                                                  | 小池徹平[注 93]                                 | 前川清[FD] 岸本加世子                                                          |
| 15 - 19日          | 杉咲花 生田絵梨花                                                                     | 江口のりこ                                                                      | 筧利夫[FE] 水野真紀○                                                    | 野村弘樹 上重聡                                 | 東尾理子○[DP] 吉岡美穂                                                         |
| 22 - 26日          | 吉田栄作                                                                              | さくらまや 小林星蘭 高橋成美○                                                   | 山下智久 出口夏希[FF]                                                   | 山崎育三郎                                      | 由紀さおり                                                                     |
| 29 - 5月3日        | 岩崎宏美[FG] 岩崎良美                                                                 | 西川きよし 西川ヘレン○                                                          | コロッケ[BN] 松浦航大 よよよちゃん                                      | 中畑清 柳沢慎吾[AF]                             | ダチョウ俱楽部[P] 土田晃之[FH]                                                 |
| 6 - 10日           | 峰竜太&下嶋兄[AH] 村重公亮&村重杏奈 新山千春&新山もあ Mr.マリック&LUNA                | 戸田恵子                                                                        | 松岡充 （SOPHIA） 辰巳雄大[AC] （ふぉ〜ゆ〜）                           | 堀内孝雄 堀内孝太                               | 松本幸四郎 中村ゆり[Y]                                                         |
| 13 - 17日          | 秋野暢子○                                                                             | 西田ひかる 中川晃教                                                             | 千堂あきほ 有森也実[FI]                                                 | 波乃久里子[FJ] 渡辺えり○[EN]                    | Aぇ! group[FK]                                                                 |
| 20 - 24日          | 三宅裕司[FL] 江口ともみ[FM]                                                           | 京本政樹                                                                        | 加藤紀子○ 辺見えみり[FN]                                                | 橋本さとし 羽野晶紀                             | 安藤和津[DX] 池畑慎之介[DQ]                                                    |
| 27 - 31日          | いとうまい子 生島ヒロシ                                                               | 佐藤隆太 岡田義徳 塚本高史                                                      | 澤穂希[FO] 辻上裕章                                                     | はなわ夫婦                                      | 勝村政信                                                                       |
| 6月3 - 7日         | 生田智子 森口瑤子                                                                     | HY                                                                              | 平泉成 市毛良枝                                                         | 榊原郁恵[DE] 東ちづる                           | 森公美子[BG] 別所哲也[W]                                                       |
| 10 - 14日          | 里崎智也 杉谷拳士○                                                                    | 長谷川京子 宮近海斗[CN] （Travis Japan）                                        | 中山秀征[A] 磯野貴理子[DV] アキラ100%                                   | 前田美波里 生駒里奈                             | 桂文枝 山瀬まみ                                                                |
| 17 - 21日          | 髙嶋政伸○                                                                             | 浜内千波[FP] はらゆうこ                                                         | 林家木久扇 林家木久蔵                                                   | 石井明美 高橋洋子                               | 遠藤航 槙野智章◎[R]                                                            |
| 24 - 28日          | 杉田かおる[注 94] 斉藤こず恵                                                          | 石田ひかり[FQ] 桜田ひより○                                                      | 青木厚 石原新菜[注 95] 竹田啓介[EF]                                     | はいだしょうこ[FR] 井上芳雄                     | 渡辺正行                                                                       |
| 7月1 - 5日         | 目黒蓮 （Snow Man）                                                                   | ジャイアント白田 MAX鈴木[注 62]（特別企画○）                                    | 小池栄子 仲野太賀                                                       | 松岡茉優 田中みな実[AX] 滝沢カレン              | 山田涼介[EG] （Hey! Say! JUMP） 志田未来[FS]                                   |
| 8 - 12日           | 杉野遥亮○[BQ] 大森南朋[FT]                                                            | デビット伊東○ はるな愛[DW]                                                      | 林マヤ 富永美樹                                                         | 渡辺直美                                        | 島田秀平[注 96] 佐々木優太[注 96]                                              |
| 15 - 19日          | 近藤真彦                                                                              | 高橋ひとみ[FU] 床嶋佳子[FV]                                                     | つるの剛士[FW] 二階堂高嗣○ （Kis-My-Ft2） 森風美                        | うつみ宮土理 西村知美[CX]                       | ハナコ[FX]                                                                     |
| 22 - 26日          | 入江陵介                                                                              | コジマジック 荒井詩万                                                           | 渡辺いっけい[FY] 浜中文一 三倉佳奈                                      | 片岡愛之助○                                     | NiziU○[注 97]                                                                  |
| 29 - 8月2日        | 蛍原徹                                                                                | 林修[I]                                                                         | 具志堅用高○[AT] ISSA[BH] 知花くらら                                     | 荒川静香[CE] 鈴木明子                           | ラウール[FZ] （Snow Man） 出口夏希[FF]                                         |
| 5 - 9日            | ①加藤茶[GA] （ザ・ドリフターズ） 錦鯉[EW] ②吉沢恋[注 98]                              | 中野美奈子 本田朋子                                                             | 金田朋子 森渉 [注 99]                                                   | 阿部祐二 長谷川まさ子 渡辺裕太                  | 松尾貴史 一条もんこ                                                            |
| 12 - 16日          | 藤原紀香[GB]                                                                          | ①KiLa[GC]（特別企画○） ②萱和磨[注 98] 橋本大輝[注 98]                           | 假屋崎省吾 森泉[AQ]                                                     | 鎧塚俊彦 菰田欣也[GD]                           | 山里亮太 （南海キャンディーズ）                                                |
| 19 - 23日          | 北村晴男 本村健太郎                                                                   | 雨宮塔子                                                                        | 東貴博[GE] （Take2） 水森かおり[EK] 城咲仁                              | 三上丈晴 原田龍二[BR]                           | ①尾上松也[GF] 段田安則 ②江村美咲[注 98]                                        |
| 26 - 30日          | ①金田一秀穂 齋藤孝[GG] ②向井康二 （Snow Man）                                         | ①筒井道隆 ②角田夏実[GH][注 98]                                                  | 髙橋藍[注 98]                                                           | 横山だいすけ[CJ] ハラミちゃん[GI]               | 出口クリスタ[注 100]                                                           |
| 9月2 - 6日         | 仁支川峰子[注 101] 風間トオル[BD]                                                     | かたせ梨乃[CL] 髙嶋政宏[X]                                                      | ①渡嘉敷勝男 竹原慎二 ②SHOW-WA                                           | 元木大介[DI] 大久保嘉人                         | 中澤裕子[DZ] ゴリけん[注 102] パラシュート部隊[注 102] カンニング竹山[ER]      |
| 9 - 13日           | 武田双雲[注 103]                                                                      | 内海光司（元・光GENJI） 佐藤アツヒロ（元・光GENJI）                             | 高畑淳子[EM] 生瀬勝久                                                   | 浅香唯 新田恵利                                 | 長澤まさみ 三谷幸喜                                                            |
| 16 - 20日          | 井ノ原快彦○                                                                           | 青井実 尾崎里紗 福田典子                                                        | モト冬樹 清水アキラ○[BM] 荒牧陽子[注 104]                               | 山本譲二[EJ] 田中あいみ[DL]                     | 狩野舞子 迫田さおり                                                            |
| 23 - 27日          | 松田丈志 清水宏保○[GJ] 森脇健児[AG]                                                   | 三宅正治☆ 伊藤利尋☆                                                             | 中村俊介 中山エミリ                                                     | 春風亭小朝 瀧川鯉斗                             | 茂出木浩司[339] 辻口博啓 みきママ[GK]                                          |
| 30 - 10月4日       | ハリセンボン[AY]                                                                      | 八神純子 世良公則                                                               | 川合俊一[CT] 鈴木大地                                                   | 室井滋○                                         | ①叶美香 たかの友梨 ②永瀬廉[DK] （King & Prince） 坂東龍汰 前田拳太郎           |
| 7 - 11日           | 鈴鹿央士◎ 松本穂香 櫻井淳子                                                           | 観月ありさ                                                                      | 藤原竜也○ 広瀬アリス[FC]                                                | 鈴木伸之[N] 坂東彌十郎                          | 柳葉敏郎○[GL]                                                                  |
| 14 - 18日          | 趣里[GM] ジェシー （SixTONES） ▼                                                      | ケンドーコバヤシ 野々村友紀子[BA] ハリウッドザコシショウ[注 6]                  | 長谷川理恵 中林美和                                                     | 松本若菜[EU] 深澤辰哉[ED] （Snow Man）          | 福澤朗 市川紗椰 吉川正洋 （ダーリンハニー）                                    |
| 21 - 25日          | 植草克秀 （少年隊）                                                                   | 大竹しのぶ[GN]                                                                  | [注 60] 中野めぐみ 矢野きくの[GO]                                       | [注 60] 菰田欣也○[GD] 尾身奈美枝[GP]            | [注 60] 辨野義己 國澤純                                                        |
| 28 - 11月1日       | [注 60] 河合敦[注 61]                                                                 | [注 60]▼ 桝谷周一郎 浜内千波[FP] みきママ[GK]はいだしょうこ[FR]                 | [注 60]▼ 中村美咲[GQ] 尾崎真                                            | [注 60]▼ ハラミちゃん[GI]                       | [注 60] 戸田佳孝 伊藤和磨[340]                                                 |
| 4 - 8日            | ウルフ アロン[注 105]                                                                 | 西岡德馬○ 優妃                                                                  | 伊沢拓司[AI] ふくらP                                                    | 谷亮子                                          | 小谷実可子 青木愛○                                                             |
| 11 - 15日          | 澤穂希[FO] 吉田沙保里[AB]                                                             | 平島利恵 笹山幸平加藤夏希                                                       | 中澤佑二[注 106] 松井大輔[注 106]                                       | 川﨑麻世[ES] 花音                               | 柳葉敏郎[GL] 筧利夫[FE]                                                        |
| 18 - 22日          | 池谷幸雄 村上茉愛                                                                     | パパイヤ鈴木 TAKAHIRO akane                                                     | ウエンツ瑛士[AA]                                                        | 荻野目洋子 長山洋子                             | 川栄李奈 小澤征悦                                                              |
| 25 - 29日          | 中村獅童[T] 尾上菊之助                                                                | 早坂信哉 松永武 [注 107]                                                        | 原晋○                                                                   | 倖田來未○                                       | 森田正光○ 矢澤剛                                                               |
| 12月2 - 6日        | 宮近海斗[CN] 中村海人 松倉海斗 （Travis Japan） [注 108][注 109]                      | ロッチ[AO] 我が家[注 110]                                                       | 小林雄二 安井レイコ                                                     | 浅田真央 浅田舞[注 111]                         | 池森秀一 （DEEN） 桂宮治[CK]川端里実                                           |
| 9 - 13日           | おおたわ史絵 友利新○                                                                  | 中井美穂 木佐彩子                                                               | 野々村真[DO] 野々村俊恵                                                 | ハラミちゃん[GI]                                | 宇野昌磨 岡本知高[注 112]                                                      |
| 16 - 20日          | 古田新太[O] 趣里[GM]                                                                  | 桑田真澄レッド吉田                                                              | 森山良子○                                                               | 高橋ジョージ[注 35] 澤田知可子 日浦孝則 DOZAN11 | 菰田欣也[GD] 村田明彦                                                          |
| 23 - 27日          | 柳沢正史加藤茶[GA] 高木ブー （ザ・ドリフターズ）                                      | May J. chay                                                                     | 野口聡一[DD] 平原綾香[注 113]                                           | 米村でんじろう[EA]                              | 安藤優子[注 10]                                                                |
|                    |                                                                                       |                                                                                 |                                                                         |                                                 |                                                                                |
| 2025年 1月6 - 10日 | 東儀秀樹 東儀典親                                                                     | ますだおかだ[EY] [DK]                                                           | 綾小路きみまろ○                                                         | 香取慎吾○ 志尊淳 [注 114]                       | 赤楚衛二[342] 上白石萌歌[CV]                                                   |
| 13 - 17日          | 清野菜名 瀬戸康史 山寺宏一[BI]                                                        | 三船美佳 北斗晶[BL]                                                             | 上川隆也[BS] 船越英一郎[BY]                                             | 国生さゆり ミッツ・マングローブ[BE]             | 鈴木拓[EO] （ドランクドラゴン） 虻川美穂子◎ （北陽） ゆってぃ [注 108][注 115] |
| 20 - 24日          | 板垣李光人○ 中島裕翔 （Hey! Say! JUMP） 門脇麦[CY]                                    | 平林都波瑠[AL] 山本耕史○[CP]                                                    | ①糸井嘉男 松田宣浩 ②MATSURI                                             | 大和田伸也 大和田獏                             | 間宮祥太朗[GR] 白石麻衣[注 116]                                                |
| 27 - 31日          | ROLAND[AJ] 山﨑康晃                                                                   | 久保純子                                                                        | 夏川りみ 元ちとせ                                                       | 上野由岐子 宇津木麗華                           | 田中要次 津田寛治                                                              |
| 2月3 - 7日         | 野村忠宏                                                                              | Bro.KORN 永井美奈子 神田うの[AZ]                                                | 大久保公裕 高島雅之 ※[注 117]                                           | 角野卓造 佐藤B作                                | JOY○[GS] ユージ[GS]                                                            |
| 10 - 14日          | 小林真作○ 矢澤一良                                                                    | 関根勤[AE] 飯尾和樹（ずん）[J] ウド鈴木（キャイ〜ン）[BX] ちゅうえい（流れ星☆） | 東方神起                                                                | アンガールズ[C]                                 | 土田晃之○[FH] 柳原可奈子[AP] 具志堅用高[AT] 横山由依                           |
| 17 - 21日          | 香坂みゆき RIKACO[DR]                                                                 | 勝野洋 キャシー中島 勝野洋輔                                                    | EXILE TAKAHIRO◎                                                         | 玉田太郎 国崎信江 ※[注 118]                     | 角田夏実[GH] 髙木菜那                                                          |
| 24 - 28日          | 髙田真希 馬瓜エブリン                                                                 | 堺正章[FB]                                                                      | 寺島進 金子貴俊 [注 119]                                                | カミナリ 鈴木奈々[AW] デーブ大久保              | 中島健人[DB] milet                                                             |
| 3月3 - 7日         | 近藤千尋[CH] peco Dream Ami [注 108][注 120]                                          | ガダルカナル・タカ 橋本志穂 つまみ枝豆 江口ともみ[FM]                           | 鶴見辰吾○ 冨家ノリマサ                                                  | 高橋ひとみ[FU] 大鶴義丹                         | 谷隼人 松岡きっこ                                                              |
| 10 - 14日          | 前川清[FD] 紘毅 前川侑那 [注 121]                                                     | 岡崎朋美○ 清水宏保[GJ]                                                          | ガレッジセール○[注 122]                                                 | 村井國夫 音無美紀子 村井麻友美                  | 中尾ミエ[DN] 坂上忍[D] 西山喜久恵☆                                             |
| 17 - 21日          | IKKO○[AR]                                                                             | 筒美由紀 ゆうきゆう松嶋尚美                                                     | 伊吹吾郎◎ 麻丘めぐみ                                                    | 薬丸裕英[DS] 中山秀征[A]                        | 【プレッシャーよわよわ王決定戦】 岩井勇気○[注 123] [注 37]                     |
| 24 - 28日          | 齋藤孝[GG]                                                                            | 新子景視                                                                        | 増田貴久[CF] （NEWS） [注 124]                                          | 木嶋真優[EE] ハラミちゃん[GI]                   | ビビる大木 クロちゃん クールポコ                                               |
| 31 - 4月4日        | 高橋惠子 賀来千香子[EH] [注 125]                                                      | 石黒賢                                                                          | 【常識王決定戦】 保田圭◎[注 41]                                         | 森田哲矢[AD] （さらば青春の光） 河合郁人[B]     | 田山涼成 山西惇                                                                |
| 7 - 11日           | 岸村康代[GT]                                                                          | 松田元太◎[F] （Travis Japan） 前田敦子                                          | 伊達公子○                                                               | 織田信成 織田茉由                               | 石田ひかり[FQ] 剛力彩芽[CS]                                                    |
| 14 - 18日          | HISASHI○ （GLAY） 綾小路翔[CW] （氣志團）                                             | 斉藤祥太・慶太 ザ・たっち はらぺこツインズ                                      | 島本美由紀 中村美咲[GQ]松本若菜[EU] 佐野晶哉[FK] （Aぇ! group）         | 八木亜希子[AV] 磯山さやか                       | 野口みずき 福士加代子 [注 126]                                                 |
| 21 - 25日          | 大森南朋[FT] [注 127]                                                                 | 天野浩成 雛形あきこ                                                             | 五十嵐亮太 内川聖一○                                                    | 芳根京子○[BJ] 本田響矢                          | 向井理○[CU] 上白石萌歌[CV]                                                     |
| 28 - 5月2日        | 古田敦也                                                                              | SHELLY Crystal Kay                                                              | 林寛子 大場久美子                                                       | 相田翔子[S] はいだしょうこ[FR]                  | 南果歩[EI] 佐野史郎○[DF]                                                       |
| 5 - 9日            | 鶴田真由 阿部亮平 （Snow Man）                                                        | なすなかにし 高田紗千子[注 128] （梅小鉢）                                      | 草刈民代                                                                | かとうかず子 床嶋佳子[FV]                       | 真琴つばさ 渡辺えり[EN]                                                        |
| 12 - 16日          | 南野陽子○[CR] クリス松村                                                              | 藤原紀香[GB] 酒井敏也[346]                                                      | 三宅裕司[FL] 羽田美智子[DM]                                             | 本田真凜[ET] 本田望結[CB] 本田紗来[CC]          | 桐山照史 （WEST.） 渡辺いっけい[FY]                                            |
| 19 - 23日          | 伊集院光[注 108] 山崎弘也[AK] （アンタッチャブル） ※ 周平魂○[注 129] （ツートライブ） | かもめんたる 岡部大[FX] （ハナコ） ラパルフェ[注 130] 友田オレ[注 131]          | 【常識王決定戦】 ※[348]                                                 | 勝俣州和 東貴博[GE] （Take2） はしのえみ        | 大地真央○ 黒谷友香 鈴木砂羽[DH]                                                |
| 26 - 30日          | 榊原郁恵[DE] 早見優[CD]                                                               | 内藤剛志 矢田亜希子                                                             | 達川光男 松木安太郎[DU]                                                 | 菰田欣也[GD] 尾身奈美枝[GP]                     | 柳沢慎吾[AF] 徳永ゆうき[BZ]                                                    |
| 6月2 - 6日         | 萬田久子[K] 槙野智章[R]                                                               | 近藤芳正 村田雄浩                                                               | 尾上松也[GF]宮下草薙[注 132]                                            | あの○[DA]                                       | 谷原章介○ 武田鉄矢[BU]                                                         |
| 9 - 13日           | 鈴木保奈美○                                                                           | オール阪神・巨人                                                                | 梨花永野[注 133]                                                        | 森公美子[BG] 岩崎宏美[FG]                       | 笹野高史 関口メンディー                                                        |
| 16 - 20日          | 大竹しのぶ[GN] 波乃久里子[FJ] ※[注 134]                                               | つるの剛士[FW] JOY[GS] ユージ[GS]                                               | 高島礼子 熊谷真実[EQ] [AP]                                              | 田原俊彦[BK]                                    | こっちのけんと                                                                 |
| 23 - 27日          | 【芸能人のお宝鑑定SP】 小材直由 丹羽健一 浅野優也松崎しげる[注 135] 小柳ルミ子[DT]    | 花江夏樹 下野紘 花澤香菜[注 108]                                                | Shie 矢野きくの[GO]坂下千里子[BC] 近藤千尋[CH]                          | 瀬戸朝香 辺見えみり[FN] [注 136]                | アリタ哲平[注 137] 吉川美代子[DG] 出口保行 五箇公一 齋藤孝[GG] 佐久間みなみ☆   |
| 30 - 7月4日        | 北川景子[L] 大森南朋[FT]                                                              | 本田翼 志田未来[FS]                                                             | 小野伸二[FA] 小野千恵子○ 小野夏蓮 [AP]                                  | 藤田朋子[注 138] 小林綾子 [注 139]              | 原田泰造[EC] （ネプチューン） 松下由樹[BB]                                     |
| 7 - 11日           | 福原遥 林遣都[CO] 柳葉敏郎[GL]                                                        | 松居直美[注 84] 松本明子[CG]                                                    | 藤木直人○ 迫田孝也[DY] [BC]                                             | 木村文乃 ラウール[FZ] （Snow Man）              | 川合俊一[CT] 大林素子○                                                         |
| 14 - 18日          | 磯村勇斗[DJ] 堀田真由[注 139]                                                         | 浅野ゆう子[DC] 小倉久寛                                                         | 風間杜夫 温水洋一 [BA]                                                  | 城彰二 岡野雅行                                 | 光石研[EX] 尾美としのり                                                        |
| 21 - 25日          | 所ジョージ [注 140]                                                                   | 森川葵 杉本哲太                                                                 | 小林尊 ギャル曽根 [AP]                                                  | 藤吉久美子 有森也実[FI]                         | 渡辺翔太 （Snow Man） 畑芽育                                                   |
| 28 - 8月1日        | 安田章大 （SUPER EIGHT） 伊原剛志                                                     | 植草美幸タイムマシーン3号[GU]                                                   | ▼▼ あべ静江[351] 水沢アキ[352] [BC] ▼▼                                  | 大桃美代子 君島十和子[BO]                       | 梅沢富美男[AS] 堀田茜                                                          |
| 4 - 8日            | 岸村康代[GT]                                                                          | 錦織一清 （少年隊） 中山優馬                                                    | 【常識王決定戦】 つるの剛士[FW] 具志堅用高[AT] misono [AP]              | 藤田ニコル タイムマシーン3号[GU]                | 陣内貴美子 小椋久美子                                                          |
| 11 - 15日          | 齋藤孝[GG] [注 130]                                                                   | KiLa[GC]SORA                                                                    | マルシア[BF] 小沢真珠[CA] [AP]                                          | 工藤公康                                        | ▼ 永尾柚乃                                                                     |
| 18 - 22日          | 上田竜也 （元・KAT-TUN） 大澄賢也                                                     | 堤真一[EZ] 中村倫也                                                             | みきママ[GK] 小山慶一郎[EL] （NEWS） [BC]                               | 荒川静香[CE] 村元哉中                           | 【投扇興トーナメント】                                                         |
| 25 - 29日          |                                                                                       |                                                                                 | 【芸能人考案ゲームSP】                                                  |                                                 |                                                                                |

#### 愛花を紅白に連れてって! → 愛花を万博に連れてって! →
「愛花を紅白に連れてって!」として2024年1月8日開始。「愛花を万博に連れてって!」と12月5日に改題。2025年4月18日に万博ライブイベント中止を発表するも（振替公演となった）、翌週21日からはコーナー名なしで生歌唱は継続。
SHOW-WA（秋元康プロデュースの新人男性6人組）に便乗し、神田愛花を年末の『第75回NHK紅白歌合戦』で再び古巣のNHKに出演させるための大型プロジェクトとして発足。毎日エンディングに7階の屋外エリアにて生歌唱する（2025年7月1日から9月中旬は1階の屋内）。歌唱前には毎回お客さんの人数を（悪天候時を除いて）カウントする。
当初の歌唱曲はオリジナル曲『君の王子様』（水曜など稀にカバー曲の場合もあった）。2025年1月16日からは新曲『外せないピンキーリング』に、4月14日からは合唱プロジェクトに関連して『僕らの口笛』に、変わった。2024年9月16日からは、ライバルのMATSURI（同じく秋元プロデュースの6人組）と、交互で歌うようになっている（『今さらカッコつけてられねえ』から『アヴァンチュール中目黒』を経て4月14日からはSHOW-WAと同じく『僕らの口笛』）。
古坂大魔王がアドバイザーに就任し、初回やイベント期などの要所では、共に出演する。毎週木曜は、密着VTR（菅井秀憲や仲宗根梨乃によるレッスンなどの近況）も13時台に放送してきた（後述の内容を参照）。
- 2024年3月30日 - 『ぽかぽか』主催の単独ライブイベントを、フジテレビ湾岸スタジオにて実施[361][362]。目標の「1000人集客」をクリア（2156人）したご褒美として、4月1日以降も6月某日まで毎日（4月の合宿中[363]など[364]は除く）、生歌唱継続が決定。古坂からは次の課題「観客動員数累計5万人」が命じられ、夜に数回実施したインスタライブの視聴者数も加算して6月7日にクリアした[365]。
- 4月29日週[366]・5月20日週[367]・ネット投票実施の6月10日週[368] - MATSURIも生歌唱し、どちらかのメジャーデビューをかけた6月15日の「SHOW-WA & MATSURIリアル投票イベント」[369][370][371]へ向けて対決した。6月20日の放送内で結果生発表[372][373]。敗れて涙するMATSURIへこの直後に古坂が「何かしてあげます」「今後何か絶対考えますので」と誓った通り、救済策が出された。7月5日から8月31日の2ヶ月弱で2万218以上の署名[374]を集めればメジャーデビューが決まるものだった[375]（期限を待たずに8月15日放送分でノルマ達成した[376]）。完勝したSHOW-WA（9月4日にデビューシングルCDをリリース）は、生歌唱継続も決定。7Fエリアでは6月28日まで[377]、以降の3週間は数日を除き、企業社内や日本大学[378]などから生中継歌唱した[379]。
- 7月22日から8月22日 - 「お台場冒険王2024」の平日午後にSHOW-WAかMATSURIがほぼ毎日ミニライブを行う1F「クルマ買取はソコカラ ステージ」から生中継[380]（23日はSHOW-WA&MATSURI お台場冒険王ファイナルライブを「ISLAND♥STADIUM」からの生中継[381]）。
- 8月26日からの3週 - SHOW-WAのVTR歌唱[382]（「ぽいぽいトーク」ゲスト出演のデビュー日・9月4日のみ生歌唱[383]）、あるいはMATSURIの生歌唱となる。
- 9月16日 - 7階の屋外エリアでの生歌唱を、古坂の提案で再開[384]。正式に、「SHOW-WAかMATSURIのどちらか」が歌うスケジュールになる。
- 11月19日 - 12時過ぎに紅白の出場歌手が発表され、番組終盤に岸本アナが、両グループとも名前が無かったことを報じた[385]。以降も生歌唱は継続。
- 12月5日 - 新章開幕として「愛花を万博に連れてって!」を放送内で発表。両グループが2025年5月18日に、大阪・関西万博会場のEXPOアリーナ・Matsuriにて「ぽかぽかプレゼンツ!SHOW-WA＆MATSURIスペシャルライブ」[386]を実施し、神田の参加も確定したことを受けたもの[387]。「紅白はいったん置いといて」という神田の要望で、コーナー名を変更。
- 12月6日 - 『旬感LIVE とれたてっ!』の放送300回記念コラボで第1部終盤に、カンテレ1階アトリウムにてSHOW-WAが生歌唱した[388]（集客769名[389]）。
- 12月31日 - 「SHOW-WA＆MATSURI 赤青歌合戦」をFODでLIVE配信[390]。
- 2025年4月18日 - フジテレビを巡る一連の不祥事・諸問題を受けて、前述の大阪・関西万博でのイベント開催を辞退し取り止めることを発表した[353][391]。なお、予定していた5月18日に大阪の別の場所（YAMATO ARENA）で振替公演をした[354]。
- 6月30日 - 生歌唱過去最高の1289名を集客[392]。
- 7月1日から9月中旬 - 前年の夏とは異なり、熱中症対策で生歌唱は「1階 フジテレビモール内 マルチシアター」にて行う（観覧はフジテレビクラブ会員を対象に抽選で各日100名）[356]。

#### エンディング
13:48頃。エンディングトークの後、出演者全員による「ぽかぽかポーズ」（LISA-P考案）で締める。
水曜日は2025年7月16日から、「ぽっかぽかレモンコインチャレンジ」も実施。

### 月曜日
| 開始日  | コーナー名 | 形式     | 担当者                   | 概要 | 備考 |
| ------- | --- | -------- | ------------------------ | --- | --- |
| 23.9.11 | 懐かし商品まだある?もうない?〜あのヒットは今〜                                                                   | スタジオ | 澤部佑 松﨑涼佳          | 現在も販売されているか否かを当てる。 初回は個人戦だったが、2回目（9月18日）・3回目（9月25日）は全員で1つの解答をする方式。不正解の場合はセンブリ茶の罰となる。 4回目（11月13日）以降は、6つのうち4つが正解である選択肢の中から、4人がくじで引いた順番で1人ずつ選択して4人連続正解を目指す。成功した場合は翌週の楽屋弁当が豪華になる。25年5月12日は2チーム対抗戦。 | 3回目まではアシスタントとして歴代いいとも!出演者が週替わりで担当した。岸田健作（元withT、9月11日）、工藤兄弟（9月18日）、ランディ・マッスル（9月25日）。                   |
| 24.5.27 | 難読漢字 力を合わせれば全部読めるっぽい!?                                                                        | スタジオ | 澤部佑 松﨑涼佳          | 漢字は10個。24年12月2日からは2チームの対抗戦となった。正解判定は、三省堂難読漢字辞典に準じる。 | 25年2月3日は12個（4月7日と同様に問題作成監修は卯月啓子）のうち10個正解を目指した。3月24日は「難読漢字対決 私これ読めるっぽい」。                                           |
| 24.8.26 | この言葉 辞書に載っている?載っていない?                                                                          | スタジオ | 松﨑涼佳                 | 初回のみ「この言葉 辞書に載ってる?載ってない?」で、次の10月7日に改題。三省堂国語辞典（第8版）に未掲載の言葉を回避する。 | |
| 25.5.19 | 正しいライフハックはどっち!?松田元太の嘘を見破れ!マツダウト! ↓ プロフェッショナルはどっち!?嘘を見破れ!マツダウト | スタジオ | 澤部佑 松田元太 松﨑涼佳 | 毎回専門家も出演（矢野きくの、中村美咲）。4月7日（春野菜SP）の「正しい保存方法はどっち!?春野菜マツダウト」のレギュラー化。 8月4日は松田の代打で出演した佐野晶哉による、「正しい情報はどっち?夏野菜サノダウト」を実施。 | 「芸能人のお宝鑑定SP」だった25年6月23日は武田双雲を招き、「高額なのはどっち!?松田元太よ!みんなをだませ!お宝マツダウト!」として実施。武田は改題した8月18日の1問目にも出演。 |
| 24.10.7 | アニメ『ねこに転生したおじさん』                                                                                 | VTR      | -                        | 『まめきちまめこニートの日常』以来、約1年ぶりに復活したショートアニメ枠。時間帯はエンディングトークの直前。 | 主人公・プンちゃんの声は、火曜レギュラーの花澤香菜が担当する。 |

### 火曜日
| 開始日                  | コーナー名                                    | 形式     | 担当者                                 | 概要 | 備考 |
| ----------------------- | --------------------------------------------- | -------- | -------------------------------------- | --- | --- |
| 24.7.2                  | 花澤修業                                      | スタジオ | 花澤香菜 浜内千波 岸本理沙 →小室瑛莉子 | 浜内の熱血指導を受け、花澤が生クッキングする。元は、浜内が「ぽいぽいトーク」のゲストだった6月18日に、特別企画として実施されたもの。 | |
| 24.9.17                 | 天才マジシャンKiLaとバトル マジックにらめっこ | スタジオ | 澤部佑 KiLa 岸本理沙 →小室瑛莉子       | 超絶マジックを披露するKiLaと、火曜メンバーやゲストが3番勝負。そのうち2組がリアクション（澤部が笛で判定する）をとってしまうとKiLaの勝利となり、観覧客全員に特注の「昼太郎ステッカー（キラ）」が贈呈される。 25年8月12日には全編を通して、「ぽかぽか真夏のマジックショー」を実施。                        | 10月22日は「牛肉ぴったんこチャレンジ」を終えた大竹しのぶが、1番手でKiLaと対戦してから退場した。当初は5番勝負（3勝制）だったが、12月3日以降は「ぽいぽいトーク」内包で3番勝負が基本となった。 |
| 24.12.24 25.2.11 25.5.6 | 運命の人と出会え!ぽかぽかマッチング※          | スタジオ | 澤部佑 岸本理沙 →小室瑛莉子            | 男女1人ずつ登場して「雰囲気テスト」と2択の「相性テスト」に挑戦。成立したカップルには「東京ジョイポリス」のペアチケットを渡し、そのままお台場デートに行くことを勧める。 | 初回は「クリスマスに運命の人と出会え!ぽかぽかマッチング」。5月6日は相手を変えて不成立者の2周目も実施した。                                                                                  |
| 25.1.28                 | 岩井を倒せ あるあるジャンケン※                | スタジオ | 澤部佑 あるあるゼウス岩井様            | ゲストとレギュラー数名が、番組公式サイト投稿フォームに寄せられた「あるある」から1つ事前に選んでおき、あるあるゼウス岩井様（後攻）とフリップ対決していく。2択のdボタン投票で、共感の割合が上回った挑戦者（応募者）は勝利となり、あるあるゼウスステッカー（デザインはビックリマンシール風）が贈呈される。 | 5月20日は特別編として一般応募ネタでなく、ゲスト芸人達vsゼウス。 |
| 25.4.8                  | 一般常識! Q&声ェA!                            | スタジオ | 澤部佑 →小室瑛莉子                     | 回答時のdBが点数になる。2チーム対抗。 | 2回目の6月17日は澤部はゲームに参加し、小室が進行。 |

### 水曜日
| 開始日  | コーナー名                              | 形式         | 担当者                  | 概要 | 備考 |
| ------- | --------------------------------------- | ------------ | ----------------------- | --- | --- |
| 23.9.13 | 名店探偵ドコナン?                       | スタジオ VTR | 澤部佑 山本賢太         | 店内の一部分を撮った3本のVTR（当初は「現場写真」3枚）をヒントに、その有名チェーン店名を当てる。先着正解者の数人までは、その店の商品が食べられる（24年3月20日は店舗商品券）。BGMにはアニメ『名探偵コナン』メイン・テーマを使用（『バイキング』でも同曲を用いたコーナー「名探偵忍の芸能人オーナーは誰だ!?」があった）。 | 初回は山本の単独進行で、2回目の10月11日からアシスタントに降格。24年6月5日は時間が押して放送延期。8月7日以降、「ぽいぽいトーク」内包が多くなる。 25年6月18日は店名でなく芸能人を当てる「名店探偵プロデューサーだれナン?」を実施。 |
| 24.3.13 | 名曲のサビまでつなげ!サビまでカラオケ●  | スタジオ     | 山本賢太 →勝野健        | レギュラー陣（とゲスト）が、名曲の歌詞の空欄を歌ってサビまでつなぐ。歌える空欄は1曲につき1人1回となる。つなぐことができれば成功となり、正解数に応じてはちみつ・のど飴など（3月13日）、駄菓子の詰め合わせ大・小（4月24日）が貰える。 | 初回は3月6日に放送予定だったが、時間が押して13日に延期。この日は澤部の提案で、答えが分かった観覧客にも参加してもらった（25年6月4日も）。 5月1日は「名曲のサビまでつなげ!サビだけモノマネ」として実施された。                     |
| 24.5.15 | 一文字でお題を伝えろ!!超超超超いい漢字● | スタジオ     | 澤部佑 山本賢太 →勝野健 | レギュラー陣・ゲストが『恋愛レボリューション21』のリズムに合わせて漢字1文字（合計5文字）を書いて次々に出す。これをヒントに解答者（岩井が主で時に二葉やゲストと交代）が、お題を当てる。ただし、お題に使われている文字を書いたり、2つの漢字で熟語を作ることは禁止。お題のカタカナ語を和訳したもの（例:カレンダー→暦）は可。漢字に変換したもの（例:ラーメン→拉・麺）は不明。 24年7月17日は2 - 4枠は1問ごと、ゲスト陣とレギュラー陣が3人単位で入れ替わって担当し、ほぼ10月2日以降は「ぽいぽいトーク」に内包となる。 | 加藤大悟が休みの日に第2枠を、初期は山本アナが、25年3月12日は観覧客（途中交代で計2名）が、担当した。 4月2日・5月21日の「常識王決定戦」では、5名とも観覧客が担当し、8月6日の第3回では阪口珠美が第5枠（「辻ちゃん席」）を担当。     |
| 25.2.19 | プレッシャー書道KAKIJUN                 | スタジオ     | 澤部佑 山本賢太 →勝野健 | 正答は「ナイスKAKIJUN」、誤答は「BAKAKIJUN」。判定は大修館書店刊新漢語林第二版に準ずる。 | 3月19日からレギュラー陣は、前回までに各々がBAKAKIJUNした漢字がプリントされた鉢巻きを着用。 |
| 25.5.7  | ぽっかぽかレモンコインチャレンジ        | スタジオ     | 加藤レモン大悟王        | エンディングに行うようになったのは、7月16日から（「ご縁」とかけて五円玉のみの挑戦）。当初は百円玉から一円玉までで13時頃に実施。 | 6月25日のみ、凍ったレモンを用いた「冷えっ冷えレモンコインチャレンジ」。 |
| 25.6.11 | 食リポクイズ!ワールドグルメリポート     | スタジオ VTR | 澤部佑 勝野健           | | |

### 木曜日
| 開始日  | コーナー名                              | 形式     | 担当者        | 概要 | 備考                                 |
| ------- | --------------------------------------- | -------- | ------------- | --- | ------------------------------------ |
| 25.6.19 | 隠れている芸能人はダレじゃ?ダジャレんぼ | スタジオ | 澤部佑 原田葵 | 正解発表した後に、書いた回答はオープンとなる。8月中旬から問題を公募（賞品は「昼太郎ピンバッジ」）。 | SHOW-WAまたはMATSURIもゲームに参加。 |
| 25.7.24 | 重さをそろえろ!天秤チョイス             | スタジオ | 澤部佑 原田葵 | 計測開始時のBGMは、SHOW-WA『君の王子様』のワンフレーズ。「和歌子チーム」vs「大輔チーム」。 2回目の7月31日からは、軽い場合も「ドボン」扱いで、10アイテムから2ゲーム6アイテムに変更。ほぼ同じ重さを「金のアイテム」から「ビタビタアイテム」と言い換えた。 | SHOW-WAまたはMATSURIもゲームに参加。 |

### 金曜日
| 開始日                   | コーナー名 | 形式         | 担当者              | 概要 | 備考 |
| ------------------------ | --- | ------------ | ------------------- | --- | --- |
| 23.6.9                   | 神田さん、来週着てください!                                                                                       | スタジオ VTR | 神田愛花 小室瑛莉子 | あるテーマでオリジナル衣装の制作依頼を受けた文化服装学院の生徒3名が登場しプレゼンする。次週金曜の放送で着用する衣装を、神田が1つ選ぶ。同校OBのファッションデザイナー丸山敬太がスタジオで解説もする。 | 「ぱくぱく!岩井のわんぱくワンスプーン」の、「真実の口」を模した等身大の箱型セットをアレンジして流用。 |
| 23.7.21                  | 70歳以上限定カラオケ 若者ソングで87点以上取れたら10万円!※                                                         | スタジオ VTR | いぬこじ            | 87点を超えない場合、参加賞として「ぽかぽか特製 孫の手」が犬飼から手渡される。 | 初回のみ、「 - 90点以上取れたら10万円!」。一旦85点まで下げるも合格者続出で番組の赤字が発生し、86点、87点（24年4月5日から）と変遷した。 |
| 24.10.11 - 25.4.425.7.18 | 8人で目指せ35点!みんなで投扇興にチャレンジ! 7人で目指せ30点!みんなで投扇興にチャレンジ!● 9人合計40点以上で10万円! | スタジオ     | 小室瑛莉子 桂田園子 | 投扇興でゲスト・レギュラーが合計35点または30点を超えれば、10万円を山分け。 点数の判定は、源氏物語式（「ゆらり」「手習」「こつん」含む全27銘定）で、和サロン「かつら荘」代表の桂田園子（番組では桂田先生と呼ばれる）が行う（桂田が名人チームの大将として参戦した回は3月28日が当銘定の考案者でもある京都「扇や 半げしょう」の吉尾佳世子で5月2日が京都「○△□乃徳」の徳地洋子）。 当初は「チャンスは2回 みんなで投扇興チャレンジ!」で、11月15日から改題し1ないし2ゲーム制となる。ゲスト退場後に実施された25年1月24日は観覧客1名が参戦。「ぽいぽいトーク」が押した3月14日は急遽中止。7月7日には月曜ながらゲストの柳葉敏郎のリクエストで特別に行われ（9人で35点）、11日の金曜にも実施（9人合計で40点）。どちらもスイーツがご褒美。7月18日には賞金制が復活。8月15日は8人合計で35点。 | 主な高得点 50「桐壺」島田秀平（4/25） 35「蓬生」森田正光（11/29）岩井（5/23） 35「澪標」神田（2/14）福原遥（7/7月）岩井（7/7月・7/18）中山秀征（8/15） 20「浮舟」児嶋（8/15） 15「若紫」真飛（6/13）こっちのけんと（6/20）派生企画 「告知投扇興」（1点＝1秒、2月21日） 「誕生日プレゼントチャレンジ」（エンディング、6月13日・7月18日） |
| 25.3.28                  | 名人vsぽかぽか 投扇興バトル※                                                                                      | スタジオ     | 小室瑛莉子 桂田園子 | 対戦相手を一般募集開始。3月28日・5月2日は桂田軍団と、4月25日は群馬の名人チームと、5月30日は京都の宏武さん率いる名人チーム（姫扇會）と、6月13日は東京・埼玉の名人チームと、6月27日は脱力タイムズチームと（いつもとは違い先攻）、8月8日はおもちゃ美術館チームと、対戦した。 4月11日以降のそれ以外では6月20日まで、「澤部チーム」vs「岩井チーム」形式となったが（賞品はスイーツで小室が進行しながら参加する回も）、従来の全員での総得点制へ戻った。 6月6日のみ約162cmの距離（従来は扇子4つ分の約90cm）で実施し、日本投扇興連盟公式の蝶・枕・競技扇を使用した。 | 主な高得点 50「桐壺」島田秀平（4/25） 35「蓬生」森田正光（11/29）岩井（5/23） 35「澪標」神田（2/14）福原遥（7/7月）岩井（7/7月・7/18）中山秀征（8/15） 20「浮舟」児嶋（8/15） 15「若紫」真飛（6/13）こっちのけんと（6/20）派生企画 「告知投扇興」（1点＝1秒、2月21日） 「誕生日プレゼントチャレンジ」（エンディング、6月13日・7月18日） |
| 25.1.31                  | 箸で世界中の豆をつまめ!                                                                                           | スタジオ     | 澤部佑 小室瑛莉子   | BGMは『まめのうた 〜小さなおともだち〜』と『マネー、マネー、マネー』。澤部と小室は豆側の立場で、言葉で圧をかけて失敗を期待する。 | 初回は「節分直前企画 箸で世界中の豆を運べ!」。次の2月14日に改題。 投扇興企画が無い日の13時台に行われることが多い。 |

### 期間限定企画
西山喜久恵アナ54歳の挑戦!世界マスターズ水泳への道
（月曜／23年6月19日 - 8月14日）
8月8日の「世界マスターズ水泳選手権2023九州大会」50メートル自由形に挑戦する西山。その密着取材VTR「きょうのきくえ 50代本気の挑戦」を流す。総合演出の鈴木は水泳に長く縁があり、西山を応援したい気持ちからコーナー化された。
山本賢太のFNS27時間テレビ100kmサバイバルマラソン優勝への道
（水曜／23年6月28日 - 7月19日）
山本も参加するFNS27時間テレビ（23年7月22日 - 23日に放送）の「100kmサバイバルマラソン」について、エンディングで伝える。
お台場冒険王2023中継
（月 - 金曜／23年7月23日 - 8月27日）
お台場冒険王2023開催期間中、毎日会場から、日替わりのリポーターが生中継を行う。
火曜は『渡部陽一の3分でわかるお台場冒険王中継』と題して、渡部陽一が「3分きっかりリポーター」として担当。
愛花を紅白に連れてって! → 愛花を万博に連れてって! →
（月 - 金曜／紅白 24年1月8日 - 12月4日、万博 24年12月5日 - 25年4月17日、無題 25年4月18日 - ）
エンディングの生歌唱コーナー。
木曜日は毎週、SHOW-WAの密着VTRも13時台に放送してきた。1月11日 - 25日は菅井秀憲による歌唱レッスン、2月1日 - 22日は仲宗根梨乃によるダンスレッスン、2月29日からは再び菅井による歌唱レッスン、その後は4月の合宿風景や新たなレッスン（野々村友紀子によるMCトークレッスン他）の様子などを放送。また、MATSURIの状況も扱うようになり、署名期間中は署名箱と共にスタジオ生出演もした。9月12日からは食リポ（彦摩呂）、体力系バラエティ（池谷直樹・森脇健児）、クイズ番組（矢野了平・伊集院光）、カラオケ番組（荒牧陽子）の、各種バラエティスキルレッスンを放送。その他、秋元康、ゆっこママ（合いの手の達人）などの出演があった。2025年には、大阪の3校（「清教学園中・高等学校合唱部」「阪南大学高等学校軽音楽部」「近畿大学附属高等学校英語同好会」）との合唱プロジェクトの様子も扱った。
25年6月5日からはVTRでなく、SHOW-WAまたはMATSURIが13時台の曜日コーナー（「棒を倒しちゃダメよ!アイス山崩し」等）に参加した後、外へ移動して生歌唱する流れとなった。
ぽかぽかJAPAN VS J.LEAGUE OB Legend 夢のPK対決
（月 - 金曜／24年10月28日 - 11月4日）
11月2日のPK対決イベント（Jリーグ側からのオファーで実現した）に向けた練習風景のVTRを流す。10月31日は放送時間が全体で1分20秒のみだったので休止。本番の模様は11月4日に放送した。
児嶋・松田・岩井・GK本並健治  VS 鈴木隆行・松井大輔・中澤佑二・GK小島伸幸。松井と中澤は11月13日の「ぽいぽいトーク」にゲスト出演もした。
納涼特別企画 YES風鈴LOVE!
（火曜／25年7月8日・15日・8月5日・19日）
BGMは『少年時代』。賞品はラムネ。

### 特別企画・緊急企画
| 放送日          | 曜 | 形式            | コーナー名                                                                        | 備考 |
| --------------- | -- | --------------- | --------------------------------------------------------------------------------- | --- |
| 23.1/9          | 月 | スタジオ        | 成人の日特別企画「お母さんありがとうラップバトル」                                | |
| 23.2/14         | 火 | スタジオ 生中継 | バレンタインデー特別企画「『逆1回目のプロポーズ』大作戦!」                        | |
| 23.3/14         | 火 | スタジオ        | 栗田くんはおバカなのか?検証                                                       | |
| 23.3/14         | 火 | スタジオ        | 第1回ポカデミー賞授賞式                                                           | |
| 23.3/20         | 月 | スタジオ        | 春休み特別企画「上京する娘が熱唱!お父さんサビ泣きカラオケ」                       | 23年3月20日は春休み特別企画、6月12日は父の日直前特別企画、6月26日は特別企画でない形で放送。 |
| 23.3/21         | 火 | スタジオ        | ネットニュースになったら賞金獲得!芸能人春のご報告記者会見                         | 『初詣!爆笑ヒットパレード2022』にて、同企画が行われている。23年6月6日の「ぽいぽいトーク」でも、ゲストの一人、徳光和夫を対象に実施。 |
| 23.3/21         | 火 | スタジオ        | 2023年「最強の開運日」特別企画!最強開運日をムダにするな!携帯番号別開運アドバイス! | |
| 23.3/22         | 水 | スタジオ 生中継 | 澤部が来るまでつなぎ隊（ふわふわ特技特別編）                                      | |
| 23.3/27         | 月 | スタジオ 生中継 | 春休み特別企画「求む!新入生 大学生部活サークル対抗!お台場大階段徒競走」           | |
| 23.4/7          | 金 | スタジオ        | 緊急記者会見!MC澤部3日間欠席の真相に迫る                                          | 番組放送開始と同時に、約7分間行われた。 |
| 23.5/2          | 火 | スタジオ        | ゴールデンウィーク特別企画「真っ昼間のゴールデンショー」                          | |
| 23.5/19         | 金 | スタジオ        | 澤部バースデーNUMBERS                                                             | |
| 23.5/26         | 金 | スタジオ        | 放送100回記念「牛肉ぴったんこチャレンジ感謝祭」                                   | |
| 23.6/5          | 月 | スタジオ        | 神田愛花43歳の誕生日プレゼント何もらったの発表会                                  | |
| 23.6/12         | 月 | スタジオ        | 父の日直前特別企画「上京する娘が熱唱!お父さんサビ泣きカラオケ」                   | 春休み特別企画として23年3月20日に、父の日直前特別企画として6月12日に、特別企画でない形で6月26日にも放送された。 |
| 23.7/26         | 水 | スタジオ        | 夏休み特別企画「本当にあったおっカネ〜話」                                        | 同じく水曜の23年10月4日には「不思議体験 おっカネ〜ミステリー」を実施した。 |
| 23.8/16         | 水 | スタジオ        | 夏休み特別企画「本当にあったおっカネ〜話」                                        | 同じく水曜の23年10月4日には「不思議体験 おっカネ〜ミステリー」を実施した。 |
| 23.8/30         | 水 | スタジオ        | 夏休み特別企画「本当にあったおっカネ〜話」                                        | 同じく水曜の23年10月4日には「不思議体験 おっカネ〜ミステリー」を実施した。 |
| 23.7/31         | 月 | スタジオ        | 祝37歳!岩井勇気 生誕祭                                                            | 木曜コーナー「イケメン大集合! 箱の中身はなにイケメン?」の集大成として放送。 |
| 23.8/1          | 火 | スタジオ        | 8月1日「肺の日」肺杯                                                              | |
| 23.8/23         | 水 | スタジオ        | 特別企画「スーパーザコシランド」                                                  | |
| 23.8/25         | 金 | スタジオ        | 宮里藍ゴルフパットチャレンジ!                                                     | |
| 23.10/31        | 火 | スタジオ        | ハロウィーン特別企画「全日本非仮装大賞」                                          | コーナーMC：タイムマシーン3号 仮装をしなくても似ているそっくりさんが登場。出演者6人が各2点の持ち点で審査し、10点以上の場合そっくりさんには金一封をプレゼント。 |
| 23.11/14        | 火 | スタジオ        | ハライチ岩井 緊急記者会見 隠密結婚の真相とは!?                                    | |
| 23.11/16        | 木 | スタジオ        | 目指せ新記録!ギネス世界記録®チャレンジ                                            | 「ギネス世界記録の日」である、翌年の11月21日にも別種目で実施。 |
| 23.12/20        | 水 | スタジオ 生中継 | 芸能人料理自慢対決! 映えクリスマスケーキ選手権                                    | |
| 23.12/25        | 月 | スタジオ        | クリスマスにイケメン大集合!岩井勇気結婚おめでとう祭!!                             | |
| 23.12/28        | 木 | スタジオ        | 冬休み特別企画!でんじろう先生と遊ぼう!                                            | |
| 23.12/28        | 木 | スタジオ        | 液体窒素風船爆弾!古今東西ゲーム                                                   | 古今東西ゲーム（24年10月29日の単発企画でも）。 |
| 24.1/9          | 火 | VTR スタジオ    | 新春特別企画!運勢ぽかぽか!?2024年を占おう～!!                                     | 実際は、岸本へのドッキリ企画（このコーナー名はニセ企画）であった。 |
| 24.1/12         | 金 | スタジオ 生中継 | 犬飼 vs 猫ひろし どっちが足速い?                                                  | |
| 24.2/8          | 木 | スタジオ        | 燃える闘魂!アントニオ猪木選手権                                                   | 「最新商品使い方バトル!新家電プロレス」に出演している、勝俣州和、清野茂樹が出演した。 |
| 25.6/27         | 金 | スタジオ        | 燃える闘魂!アントニオ猪木選手権                                                   | 「最新商品使い方バトル!新家電プロレス」に出演していた、清野茂樹が出演した。 |
| 24.4/2          | 火 | スタジオ        | 意外と知らないガチャムク○×クイズ ガチャムクvs昼太郎 下剋上バトル                  | ガチャピン、ムックの51周年記念として、出演した。 |
| 24.5/1          | 水 | スタジオ        | 30分でできるかな?辻ちゃんモノマネチャレンジ                                       | |
| 24.5/17         | 金 | スタジオ        | 澤部無表情チャレンジ                                                              | エンディングで実施（戸部真都里・齊藤オーレル翼颯が久々に登場）。 |
| 24.6/27         | 木 | 生中継          | 美容の悩みを生解決!?生放送中に美容整形                                            | 緊急企画。表参道レジュバメディカルクリニックにて平田玲奈院長から、和泉杏（ハルカラ）が放送中に施術（ベビーコラーゲン・ヒアルロン酸・糸リフト）を受け、どれだけ美しく変わったか13時台に公開する。夫の菊田竜大（ハナコ）も中継に共に出演。 |
| 24.11/21        | 木 | スタジオ        | 目指せ新記録!ギネス世界記録®チャレンジ                                            | 前年の「ギネス世界記録の日」とは、別種目で実施（今回は髙橋大輔・荻野目洋子ペアも挑んだが失格）。 |
| 24.11/27        | 水 | VTR スタジオ    | ヤマケン ベストボディ・ジャパンへの道 完結編                                      | ヤマケンこと山本賢太が、大会同様のパンツ一丁になり、仕上げた体をスタジオで生披露。11月24日の決勝のVTRを流した後、「激甘!目指せ300g 牛肉ぴったんこチャレンジ」で労った。失敗したが別の牛肉が提供され、服を着直してからセルフ焼肉を暫し白飯と共に満喫した。 |
| 24.12/27        | 金 | スタジオ        | このままじゃ年越しできない!年の瀬に大リベンジSP                                   | 「ぽいぽいトーク」ゲストの安藤優子が8月30日のパッティングに、茂出木浩司が9月27日の「最強オムライス」に、東幹久が2月23日の「箸あげ幹久」（痛風丼）に、スタジオで再挑戦する。 |
| 25.3/21         | 金 | スタジオ        | ぽかぽか特別企画 メンタルが一番弱いのは誰だ!?プレッシャーよわよわ王決定戦         | 「ぽいぽいトーク」は無く、東幹久が参戦。実況は黒瀬翔生。初実施となる「トルコアイス職人からアイスを取れ!」を含めて全5競技を予定していたが、4つ目の「箸で世界中の豆をつまめ」は、時間の関係で取りやめとなった。 |
| 25.3/25         | 火 | スタジオ        | カタカナーシ リベンジマッチ                                                       | カタカナーシチャレンジファイナル。 |
| 25.3/25         | 火 | スタジオ        | ご挨拶ぴったんこチャレンジ                                                        | この日で番組を卒業する岸本理沙が、時計を見ずに視聴者へ最後の挨拶。59秒00〜1分00秒99に入れば成功。 |
| 25.4/2          | 水 | スタジオ        | 常識王決定戦                                                                      | 「ぽいぽいトーク」は無し。4月2日の「脳の体操&タメになる知識!水曜メンバー常識王決定戦」では、辻希美の代打で保田圭が参戦し、新企画「THE FIRST LISTEN」の他、通常の水曜日コーナーを模した4つのクイズを実施。5月21日の「第2回ぽかぽか常識王決定戦」は、「正しいのはどっち?超常識2択クイズ」を始め6つ。8月6日の「第3回真夏の常識王決定戦」は、ぽかぽかチームvsヘキサゴンチーム（柳原可奈子を含む）の特別編で4つ。 |
| 25.5/21         | 水 | スタジオ        | 常識王決定戦                                                                      | 「ぽいぽいトーク」は無し。4月2日の「脳の体操&タメになる知識!水曜メンバー常識王決定戦」では、辻希美の代打で保田圭が参戦し、新企画「THE FIRST LISTEN」の他、通常の水曜日コーナーを模した4つのクイズを実施。5月21日の「第2回ぽかぽか常識王決定戦」は、「正しいのはどっち?超常識2択クイズ」を始め6つ。8月6日の「第3回真夏の常識王決定戦」は、ぽかぽかチームvsヘキサゴンチーム（柳原可奈子を含む）の特別編で4つ。 |
| 25.8/6          | 水 | スタジオ        | 常識王決定戦                                                                      | 「ぽいぽいトーク」は無し。4月2日の「脳の体操&タメになる知識!水曜メンバー常識王決定戦」では、辻希美の代打で保田圭が参戦し、新企画「THE FIRST LISTEN」の他、通常の水曜日コーナーを模した4つのクイズを実施。5月21日の「第2回ぽかぽか常識王決定戦」は、「正しいのはどっち?超常識2択クイズ」を始め6つ。8月6日の「第3回真夏の常識王決定戦」は、ぽかぽかチームvsヘキサゴンチーム（柳原可奈子を含む）の特別編で4つ。 |
| 25.4/18         | 金 | 生中継          | 生中継!元サッカー日本代表 中田英寿を深堀り                                        | 「ぽいぽいトーク」のゲスト2人がいる状態で、12:54から六本木ヒルズアリーナと中継を繋いだ。 |
| 25.5/27         | 火 | スタジオ        | プレゼントセンス王決定戦                                                          | |
| 25.6/23         | 月 | スタジオ        | 一番高いお宝を持っているのは誰だ!?芸能人のお宝鑑定スペシャル!                     | 「芸能人お宝鑑定 買った時より値段あがってるっぽい」の拡大版。 |
| 25.7/28         | 月 | スタジオ        | 夏休み特別企画! 天才キッズvs大人 史上最大のハンデバトル!                          | 「何秒持ちこたえられる?バランス耐久対決!」（岩井）「どっちが早く解ける?10桁割り算計算対決!」（神田）「30秒で何回跳べるか ダブルダッチ対決!」（澤部）の、3番勝負。 |
| 25.8/22（予定） | 金 | スタジオ        | 投扇興トーナメント                                                                | 「金曜コーナー」の拡大版。 |
| 25.8/27（予定） | 水 | スタジオ        | 芸能人考案ゲームSP                                                                | |

### ぽいぽいトーク内包コーナー（単発）
★：元または現役のアスリートや、スポーツが得意な芸能人ゲストが挑戦するコーナー。

### 過去のコーナー

#### 帯コーナー
日本中に知って欲しい!FNSおすすめジモTV
（2023年1月9日 - 3月17日）
原則14時台（日によっては行われず）。フジテレビ系列各局で放送中の、人気ローカル番組を紹介するコーナー。基本的に番組の本編をそのままオンエアするため、ローカル番組の事実上の全国放送・全国ネット進出（CS放送の『スパイストラベラー』は地上波進出）、とアピールされることもある（番組では「全国プレミア放送」と称した）。
日によっては、ローカル番組の司会者や紹介人として系列局のアナウンサーが生出演する。
2月3日・6日は特別編としてFOD配信の『フジアナ運動音痴女王決定戦』を放送。コーナー後期は、一度紹介した番組をリクエストとして再び放送する場合もあった。
| 放送週 （2023年）        | 紹介した番組                        | 紹介した番組       | スタジオ生出演 | 出典              |
| 放送週 （2023年）        | 番組名                              | 制作局             | スタジオ生出演 | 出典              |
| ------------------------ | ----------------------------------- | ------------------ | --- | ----------------- |
| 1/9 - 13、2/20、2/22・23 | どぶろっくの一物                    | サガテレビ         | 平川邦明アナ（1/9、2/20）、どぶろっく（1/12・13） | [660] [661]       |
| 1/16 - 20、3/1 - 3       | ゴリパラ見聞録                      | テレビ西日本       | 大谷真宏アナ（1/16）、ゴリけんとパラシュート部隊（1/20[注 102]） ※ 前編・後編（30分ずつ）の2本を1本にまとめた傑作選を放送                                            | [662] [663]       |
| 1/23 - 27                | 金バク!                             | 岡山放送           | 今川菜緒アナ（1/23）、ロッチ（1/27） | [664] [665]       |
| 1/30・31                 | スパイストラベラー                  | フジテレビ         | 桜井誠（Dragon Ash）とセントチヒロ・チッチ（BiSH）（1/30）、AKINO LEE（1/30・31） ※ 厳密にはフジテレビのCSチャンネル「フジテレビONE TWO NEXT」にて放送されている番組 | [666] [667] [668] |
| 2/1・2                   | サタデーファンキーズ                | 岩手めんこいテレビ | 三宅絹紗アナ(2/1・2) | [669]             |
| 2/7 - 10、3/15 - 17      | 西村キャンプ場                      | テレビ新広島       | 中西敦子アナ（2/7）、西村瑞樹（3/17） | [670] [671]       |
| 2/13 - 17                | さらば青春の光の青春ジャック!!      | テレビ愛媛         | 内木敦也アナ（2/13） | [672]             |
| 2/27・28                 | DJ KOOのどうぶつ最KOO!!             | テレビ静岡         | 大森万梨乃アナ（2/27）、DJ KOO（2/28） | [673]             |
| 3/6 - 10                 | 腹ペコ魔人のグルメな魔法 脂過多ブラ | 東海テレビ         | 森夏美アナ（3/6） | [674] [675]       |
| 3/13・14                 | 丸山礼の勝手に北海道応援隊長        | 北海道文化放送     | 福本義久アナ（3/13） | [676]             |
ニュース
（2023年1月9日 - 3月31日）
14:30過ぎ。報道フロアから梅津（月・火）、遠藤（水 - 金）が最新ニュースを伝える。『ポップUP!』より継続（厳密には『バイキングMORE』以前の『直撃LIVE グッディ!』より実施）。
これまでは番組専用テロップを使用していたが、当番組は異なり『Live News イット!』のテロップを使用している（一部ロゴなどは排除）。当コーナー時間帯は、全国送出のカスタム時刻の仕様が変更される（まんぷく昼太郎のイラストがなくなり、番組ロゴのアニメーションも停止）。
ライオンちゃんと行く!肉食さんぽ
（2023年1月9日 - 9月29日）
13時台前半。『ライオン奥様劇場』（1964年）から続く、ライオン一社提供のコーナー。同社のキャラクターのライオンちゃんが、2～3日ごとに替わるレポーターとともに、都内の肉料理専門店を巡るロケ企画。「くるくるルーレット」を使ってぽかぽかトークを行う。『バイキング』→『バイキングMORE』、『ポップUP!』のライオン提供枠でコーナータイトルの後に付与されていた「Presented by LION」の冠は外された。
VTR中、スタジオの様子がワイプで映されるがこのコーナーに限り澤部は退席していた（これは澤部がスポンサーの競合となる同業他社のCMへ出演している事への配慮）。約2～3日の頻度で交代となるレポーターも、花王やP&Gらライオンと競合している企業とCM契約を結んでいるタレントは起用されず。
2023年9月29日をもって終了し、同時にライオンも本枠から降板。59年間続いた平日昼のライオン一社提供枠は幕を下ろした。
アニメ『まめきちまめこニートの日常』
（2023年1月11日 - 9月27日）
前番組『ポップUP!』から継続し、同様に月曜日と水曜日に放送。第1弾は2023年1月11日から4月3日まで。第2弾は5月17日から放送し、2023年9月27日で最終回を迎えた。
ショートアニメ枠は約1年後の2024年10月7日、『ねこに転生したおじさん』で復活した（月曜日のみの放送）。
透明人間が潜入調査 企業秘密クイズ
（2023年10月9日 - 13日）。
正式コーナー名は不明。企業潜入用の新薬「透明人間になれる薬」の開発に成功し、渡部おにぎり（金の国）が透明人間になって企業に潜入する（という設定の）企画で、5日間にわたって成城石井の潜入VTRからクイズを毎日1問ずつ出題。
「ぽいぽいトーク」の前または直後に行われたが、わずか1週間でコーナー終了（自然消滅）した。
ハト胸時計
（2023年11月27日 - 2024年1月12日）
13:00をツカケン、芳賀セブン、マンティ福原（日によって異なる）がセット中央の両開きスライドドアからポージングトランクス一丁で登場し、お知らせする（時報）。スタジオの途中の場合は中断し、VTRの場合はVTR終了後にお知らせした。

#### 終了または休止中の曜日コーナー
公式サイトで募集継続中ながら、実際は長く放送されていない一般参加コーナーも含む。
| 曜日      | 期間 | コーナー名 | 形式            | 担当者                                          | 概要 | 備考 |
| --------- | --- | --- | --------------- | ----------------------------------------------- | --- | --- |
| 月曜 金曜 | 23.5.29 - ? | 神田さんって43才に見えないですね!って言われたい                                                                                       | スタジオ        | 〈月曜〉松﨑涼佳 白河れい〈金曜〉小室瑛莉子     | 6月23日からは「これだけ覚えれば恥をかかずにすむ!目指せ!ぴちぴち愛花クイズ!」も実施。NinKi Kids（ど～も剛・ど～も光一）がKinKi Kidsの替え歌（正解なら『愛されるより 愛したい』不正解なら『やめないで,PURE』）で、神田を称えたり労う。不正解の場合は與那嶺茂人が登場して足つぼが神田に施される。 | |
| 月曜      | 23.1.9 - 1.23 | お母さんありがとうラップバトル | スタジオ        | 岩井勇気                                        | | 出演するラッパーと母はホームページから募集。番組初回でもある1月9日は「成人の日特別企画」として放送された。 |
| 月曜      | 23.1.9 - 8.14 | ハライチ岩井の世界一かわいいネコちゃん連れてきて                                                                                      | スタジオ 生中継 | 岩井勇気                                        | フジテレビ社屋のどこかにあるという設定の「ぽかぽかネコちゃんカフェ」に無類の猫好きである岩井が訪れ、週替りの猫とただ只管に戯れる。澤部・神田・レギュラー陣はその様子を生中継で見守ることしか許されない。週替りの猫カフェ店員は、客の岩井相手にかなりあざとく、猫用のおもちゃの使用権などを高額で提供し、岩井も何の不満もなく支払う「お約束」のやり取りが毎回ある。 これまでに出演した『ぽかぽかネコちゃんカフェ 店員』は、石田たくみ（カミナリ）・加藤諒・益子卓郎（U字工事）・猪狩蒼弥・JOY・鈴木奈々・井上咲楽である。 | 出演するネコと飼い主はホームページからの応募によって、決まる。 |
| 月曜      | 23.1.9 - 24.12.9 | 飲みながランチ!主婦の会 | VTR             | 野呂佳代 菊地亜美                               | 主婦ゲストを1人招き、主婦3人がレストランで昼飲みトークをする。 | 23年3月27日放送分は、野呂と菊池がスタジオ生出演し、「飲みながランチ 月曜の会」と題してMC、月曜レギュラーと生放送でお酒を飲みながらトークした。 |
| 月曜      | 23.1.16 - ? | この人が似ている有名人 みんなで見つけてあげよう会                                                                                     | スタジオ        | 澤部佑 岸本理沙 →松﨑涼佳                       | 募集した視聴者の顔写真を並べ、それぞれの顔が誰に似ているのかをレギュラー陣やゲストが考えて回答する。その中からいくつかを最新AIシステムを利用して、どのくらい似ているのかを測定する。観覧客の挙手発言も、澤部によって募られる。 | |
| 月曜      | 23.1.30 - 9.4 | 明日使えるかもしれない!? 家庭のお悩み解決!ベストアドバイザー                                                                          | スタジオ        | 澤部佑 岸本理沙 →松﨑涼佳                       | 視聴者から集められた悩みに対して、岩井・神田・紺野ぶるまにゲストを加えた回答者たちがフリップに記入し答えるコーナーで、その解決法を伊集院が役に立ちそうか否かを判定する。建前上は「お悩み相談コーナー」ではあるが、レギュラー回答者は大喜利のような回答をすることから伊集院や澤部から突っ込まれることが名物となっている。 | 5月8日までは、「明日使えるかもしれない!? 主婦のお悩み解決!ベストアドバイザー」というタイトルだった。 白河は研究生として出演し、回答者の立場か伊集院と同じく判定者の立場かはっきり固定されていない。 7月24日以降「ぽいぽいトーク」に内包される形で放送される場合があり、伊集院が回答者に回ってぽいぽいトークのゲストが判定者となる。この回から、フタリシズカ の2人がお悩み再現で登場するようにもなった。 |
| 月曜      | 23.2.20 | デリバリー芸人が食べてみたかったグルメ どれ呼ぶイーツ                                                                                 | スタジオ 生中継 | 澤部佑 岸本理沙                                 | | |
| 月曜      | 23.5.22 - 10.16 | 日本一地味なグルメバトル 粉王 | スタジオ        | 伊集院光                                        | 伊集院が激ウマな粉末調味料を紹介する。 | 10月16日は「ぽいぽいトーク」の2本目に内包される形で実施。 |
| 月曜      | 23.6.5 | 伊集院セレクト!ぽかぽかショッピング!                                                                                                  | スタジオ        | 伊集院光                                        | 伊集院が本気で買ってよかったものを紹介する。 | |
| 月曜      | 23.7.3 - 8.28 | クイズ!日本一イヴ・サンローランを買った男!                                                                                            | スタジオ        | 澤部佑                                          | 岡本宗史が所有するコレクションに関するクイズ。 | |
| 月曜      | 23.8.28 | 本物を見極めろ!この芸能人の家族は誰?                                                                                                  | スタジオ        | 澤部佑 松﨑涼佳                                 | 3択の正解者には高級なお弁当をプレゼント。出題者である芸能人には、だませた人数×5000円分の旅行券を贈呈。 | |
| 月曜      | 23.10.30 - 24.11.11 | 山手線 駅近!ひざに優しいグルメ | スタジオ VTR    | 澤部佑 りんごちゃん 松﨑涼佳                    | 「膝弱調査員」の芸能人（りんごちゃん）が、毎回1つのテーマで駅近の数店を紹介。店ごとの「試食クイズ」や「試食ゲーム」の正解者・成功者は、その商品を食べられる。 | 当初は「膝にやさしい!山手線 駅から歩いて60秒グルメ」。「山手線 駅近!膝に優しいグルメ」と改題された23年12月11日や、"ひざ"と平仮名表記になった24年2月19日、9月16日以降などは「ぽいぽいトーク」に内包。 |
| 月曜      | 23.11.6 - 12.25 | 真剣婚活プロジェクト 超絶ナルシスト ドクター岡本は結婚できるのか?                                                                     | スタジオ VTR    | 澤部佑 岡本宗史                                 | 「クイズ!日本一イヴ・サンローランを買った男!」コーナーに出演してきた、Mr.サンローランこと岡本宗史42歳の結婚相手を探す企画。番組公式サイトに応募があった38名から書類審査で9名を選出し、岡本自身がVTRを見て3人の候補者に絞った。クリスマスまでに成就するのか番組が追っかける。 | 12月18日は総集編と未公開シーンが放送された。 |
| 月曜      | 23.12.18 - 24.2.12 | 高級マグロ争奪!家族対抗ツナ引き | 別スタジオ      | 澤部佑                                          | 家族同士でツナ引き（綱引き）を行う。4家族のトーナメント制で、1回戦を勝ち上がったら決勝に進む。優勝した家族にはマグロ2kg6万円分がプレゼントされる。家族へのインタビューを神田愛花と白河れいが担当。 | 当コーナーは、局内の別スタジオで実施。実況は12月18日が藤井弘輝、2月12日が倉田大誠。 |
| 月曜      | 24.1.29 - 7.29 | クイズ!波瀾万丈さん それでも心は折れま線グラフ                                                                                        | スタジオ        | 澤部佑                                          | ゲスト自らが芸能生活の折れ線グラフを作成。心が折れた瞬間についてのクイズを、レギュラー陣が答える。 | |
| 月曜      | 24.2.5 - 4.8 | 人は1時間でどれだけ変われるのか?白河れい1時間漬けチャレンジ ↓ 人は1時間でどれだけ変われるのか?Travis Japan松田元太1時間漬けチャレンジ | スタジオ        | 松﨑涼佳                                        | 白河が木曜に移動したため、4月8日は松田元太に引き継がれた。 | |
| 月曜      | 24.2.19 - 25.4.28 | Dr.岡本presents ナルシスト健康診断 | スタジオ        | 澤部佑 岡本宗史 松﨑涼佳                        | ゲストやレギュラーメンバーの健康診断を行う。 | 「東大院卒!岡本医師のナルシスト健康診断」として24年1月29日に放送予定するも、時間が押して2月19日に延期。6月3日は「ぽいぽいトーク」内で健康診断が行われた（この回は岡本宗史は出演せず）。7月15日以降は「ぽいぽいトーク」内包の時もあり。 |
| 月曜      | 24.5.20 - 7.1 | 松田元太のハクシキ道 | スタジオ        | 松田元太                                        | 薄識から博識を目指す。 | |
| 月曜      | 25.3.31 - 4.14 | ピュッと吹いてズバッと射抜け!○人連続吹矢チャレンジ                                                                                    | スタジオ        | 澤部佑 松﨑涼佳                                 | 初回は7人、2回目の4月14日は8人。 | 初回は、日本スポーツウエルネス吹矢協会、理事長の小田部文俊と広報の宇佐美綾乃が出演。 |
| 月曜      | 25.5.26 | クイズ 本物の受賞川柳はどっち!? | スタジオ        | 澤部佑 松﨑涼佳                                 | A・Bの一方は「しゅふ川柳」受賞作。 | |
| 火曜      | 23.1.10 - 3.14 | ぽかぽか おやつハンター | VTR             | 小原ブラス 戦慄かなの アレン                    | | |
| 火曜      | 23.1.10 - 3.14 24.3.5・3.12 | 午後一のヒーリングタイム ずっとみ | VTR             | 原田泰造 山田裕貴                               | ずっと見てられる映像を届けるコーナー。 | 22年6月4日に関東ローカルで放送された番組のコーナーレギュラー化。2024年3月2日は関東ローカルで単発番組として放送され、3月5日・12日に『ぽかぽか』内で1年ぶりに放送された。 |
| 火曜      | 23.1.10 - 9.26 | 暇すぎて○○しちゃいました 暇王 | スタジオ        | 岩井勇気 岸本理沙                               | 一般応募（芸能人も参加可）の「暇人」が途方もなく時間と根気が必要な作品や実験などを披露する。 | |
| 火曜      | 23.1.17 - 24.2.6 | 目指せ!ぽかぽか夫婦! よその喧嘩劇場                                                                                                   | スタジオ        | 岩井勇気 花澤香菜                               | 一般投稿で集まった夫婦（恋人）の喧嘩エピソードを、岩井と花澤の朗読劇で再現。結末はおおよそハッピーエンドの復縁オチとなる。 | 24年2月6日は「ぽいぽいトーク」に内包。 |
| 火曜      | 23.1.17 - 24.3.12 | 芸人青田買い! 火曜笑市 | スタジオ 生中継 | 井戸田潤 岸本理沙                               | まだテレビにほとんど出演歴のない若手芸人（中堅～ベテランの芸人も毎回数組混ざっている）がスタジオ外スペースに集まり、レギュラー出演者にアピールし興味を持たれた芸人がスタジオでコント、一発ギャグなどを披露。ネタ時間は芸人らの事前申請で秒単位で決まっており、長い場合で1分半～2分、短い場合は1～5秒で終わるパターンもあり、生放送ゆえの放送時間の余りなどが出た場合は、数秒のネタの芸人が何度かリクエストされる場合もある。 | 井戸田に代わり、23年2月21日と当日の「ぽいぽいトーク」ゲストだった24年3月12日は飯尾和樹（ずん）が担当。当日の「ぽいぽいトーク」ゲストだった23年3月21日はさらば青春の光が担当した。 類似のショートネタ披露企画としては単発で、「江口のりこを笑わせたら大したもん選手権」（24年4月16日）、「売れっ子芸人たちが今注目する若手芸人とは!?」（24年10月15日）がある。 |
| 火曜      | 23.4.11 - 10.3 | ハイリスクハイリターンチャレンジ ハラハラ1万円                                                                                        | スタジオ        | 岸本理沙                                        | 火曜メンバーがハラハラゲームに挑戦。一般応募のとにかくお金が欲しいという理由で集まった「ご入り用さん」（1ゲーム最大5名）には成功なら、昼太郎から1万円が手渡しで贈呈されるが、失敗なら「国民昼太郎化計画」として黒子に扮したスタッフによって顔に油性ペンで口髭の落書きをされてしまう。 | |
| 火曜      | 23.5.16 - 7.25 | バツ2以上さんいらっしゃい!ラストカウンセリング                                                                                        | VTR             | 小原ブラス 戦慄かなの アレン                    | 芸能人の出演が続いていたが、7月25日は一般応募者が登場した。 | 23年5月30日までは、「バツ2以上が知っている人生の教訓」。 |
| 火曜      | 23.5.23 - 24.5.28 | うまうまダービー● | スタジオ VTR    | 岸本理沙                                        | ある場所でレギュラー陣が推す市販食品各20個ずつを、セルフサービスで無料提供。どれが一番先になくなったか、そのVTR（実況は青嶋達也）を流す。第5弾（9月12日）以降は、一着予想を正解した観覧客の全員にその商品がプレゼントされるようになった。当初はフジテレビ社員食堂「DAIBA」で実施。第6弾（10月24日）のテーマは「最強の手土産」で「東京エレクトロン韮崎文化ホール」バックヤード（OWVのライブ会場当日）で行い、以降は一般の飲食店を舞台にするようになった。 | |
| 火曜      | 23.5.30 - 24.3.26 | 愛花のカフカ（可?不可?）● | スタジオ        | 神田愛花 岸本理沙                               | あるお題を神田愛花ができるかできないか（可か不可か）を予想する。レギュラーメンバーだけでなく観覧客も予想に参加出来、予想が的中すると、この企画のためだけにデザインされた500円分のクオカード（Suicaのパロディの『Aica』という名称（24年1月9日は観覧客と視聴者を対象に、「1万円分ゴールドAica」が用いられた。）が1枚贈呈される。さらにレギュラーメンバーが的中すると、神田自身がバニラのテーマソングの替え歌に乗って踊りながら1枚ずつ手渡しする。7月25日からは観覧客は不参加で視聴者のdボタン投票に変わったが、次の8月8日には観覧客参加も復活した。 | 初回は「神田愛花生誕記念企画『愛花のカフカ』」として実施。 |
| 火曜      | 23.8.8 - 24.4.30 | ぽかぽか未来予想図 | スタジオ        | 澤部佑                                          | 若い頃の写真4枚とJOKER1枚に対して、年配の「未来予想図さん」1ゲーム5名が着席（2ゲーム実施するので計10名だが8月8日のみ写真5枚に6名で計12名）。それをレギュラー陣が相談し全て正しく組み合わせる（席替えしてもらう）、クイズコーナー。不正解だと澤部が「卒アル拡散罰ゲーム執行」として小型アタッシュケース内の赤いボタンを押すと同時に、その日の出演者誰かの卒アル写真が番組公式Xに即時投稿・公開される（24年2月20日はパスポート写真で4月30日は17歳時の写真）。23年11月7日は2問とも正解で、逆に澤部の卒アル写真が同様に出された。 | BGMはDREAMS COME TRUE『未来予想図II』。24年1月23日の2問目では、整形美人編を初実施した。 |
| 火曜      | 23.8.15 - ? | フラワーアーティスト赤井勝の愛をこめて花束を                                                                                          | スタジオ        | 赤井勝                                          | 即興フラワーアレンジ。 | 赤井は23年3月21日にもスタジオで生実演した。10月17日は生実演はせず観覧席からの出演。11月14日は生実演、出演ともに無かったが、岩井の結婚を記念して赤井が作成したフラワーアレンジメントがスタジオセットに飾られた。24年2月20日も親交があるゲストの市村正親に花を贈った。 |
| 火曜      | 23.8.29 - 24.4.23 | できたてぽかぽか 日本一早い!?コンビニ新商品発表会                                                                                     | スタジオ        | 澤部佑                                          | コンビニ3社の社員が生プレゼンし、初回の8月29日は「プログルメリポーター」彦摩呂が、2回目の10月17日以降は澤部が、2024年4月23日は小杉が、食リポもした。最後に各出演者が札を挙げ、多数派のみが試食できる。 | |
| 火曜      | 23.11.7 | 家宅捜索クイズ ぽいぽいホーム | スタジオ 生中継 | 澤部佑 村重杏奈                                 | 捜査官の村重が潜入している部屋の住人が、容疑者（スタジオにいる3人）のうち誰っぽいかを推理し当てる。不正解だと容疑者3人全員に、家賃補助金（金一封）が贈呈される。 | |
| 火曜      | 23.12.19 - 24.1.16 | 球体ぷかぷかレース | スタジオ        | 岸本理沙                                        | ドライヤーの風でボールを運ぶレース。4人のトーナメント制で行い、フジテレビ社屋の模型の穴に入れることができたら優勝。制限時間は2分で、落とした場合はスタートからやり直し。どちらもゴールできなかった場合、2分時点で前にいた方が勝利。優勝賞品はSNSで話題の、5万円の高級ドライヤー（レースで使用するものとは別機種）。 | |
| 火曜      | 24.2.27 - 7.16 | 国民ごぶいちアンケート | スタジオ        | 岸本理沙                                        | レギュラー陣が、視聴者がdボタンで投票するアンケートに、「はい」がごぶいち（5分の1、20%）になるようにお題を考えるコーナー。2月27日は、5回の投票で合計95～105ポイントになれば成功で、観覧・レギュラー陣にKFCカード1000円分がプレゼントされるルール。次の3月19日では大幅変更。「はい」15%～25%以内を、5連続できた時点で成功。ご褒美は映画『FLY!/フライ!』鑑賞チケット1人1枚ずつだった。次の4月9日からは原則3連続で成功（鬼レンツァン）へと緩和。ご褒美は「ぽいぽいトーク」ゲストおすすめの食べ物となった。 | dボタンで投票に参加した視聴者にはキーワードが表示され、抽選で50名にQUOカードPay1000円分が当たる。 |
| 火曜      | 24.4.16 - 10.29 | 雑学マウントチャレンジ● | スタジオ        | 岸本理沙                                        | このコーナーでは全員メガネ着用。フリップに書いた雑学に対して、観覧客30人が「へぇ」と思った数（トータライザーを使用）を徐々に増やしていくチャレンジ。鬼レンツァン（5連続）成功でご褒美（レギュラー陣に次週豪華スイーツケータリングを提供したり10月29日はQUOカード）。 | |
| 火曜      | 24.8.20 | 神田愛花のバタバタトリップ | VTR             | 神田愛花 岸学（どきどきキャンプ）               | 番組初の海外ロケ。神田が週末2泊3日の弾丸旅行を決行。#01シンガポール編では、プラン監修したHISによる1泊4日の特別商品も販売された。VTRの途中には『24 -TWENTY FOUR-』風の演出もあり、主人公・ジャック・バウアーのモノマネで岸学（どきどきキャンプ）が、神田の挙動に対してツッコむ。 | |
| 水曜      | 23.1.11 - 1.25 | 知ってる人は知っている 今週のざわざわさん                                                                                             | スタジオ        | 澤部佑                                          | | |
| 水曜      | 23.1.11 - 2.15 | アノ職業の給料ウハウハ!? 月収ハウマッチング                                                                                           | スタジオ        | ゴリエ 山本賢太                                 | | |
| 水曜      | 23.1.11 - 3.29 | ゴリエの心ぽかぽか ちょっとウケた話教えて!                                                                                            | VTR             | ゴリエ                                          | ゴリエ（後に山本賢太も参加）が、若者に人気な場所で「最近笑ったぽかぽかする話」をインタビューする。ロケ地は主にスーパー銭湯。 | |
| 水曜      | 23.1.25 - 5.24 | 芸能人の不満買い取ります。ぶうぶう発表会                                                                                              | スタジオ 生中継 | 澤部佑                                          | 芸能人の不満を発表する。不満買取センターを利用し、高ポイントを狙う（中継で伊藤友博が採点）。 | |
| 水曜      | 23.2.8 - 10.4 | ちっとも役に立たない ふわふわ特技さん                                                                                                 | スタジオ        | 岩井勇気 山本賢太                               | 5週勝ち抜きで、ふわふわ界の王様「アルパカのぬいぐるみ」（税込み20万9000円）を贈呈。これは該当者が出なかったためスタジオ上手の高い位置に置いたままになっている（2025年4月4日現在）。 | |
| 水曜      | 23.3.1 - 24.1.31 | 価値観ギャップアンケート 空欄キング●                                                                                                  | スタジオ        | スペシャルMC 山本賢太                           | 2チームに分かれて、空欄部分を当てる。合計正解ポイント数が多かったほうは、翌週の楽屋弁当が豪華になる。ヒントとしてイラストの「ヤマケン・デッサン」（当初は写真の「ヤマケン・ピクチャー」）と観覧客フリップ回答の「オーディエンス」が1回ずつ使える。 | 当初は澤部と山本で進行していたが、24年1月10日からゲストMC（ものまねタレントなど）を招き、「澤部チーム」vs「岩井チーム」の構図となった。 1月31日は「ぽいぽいトーク」に内包して行われ、空欄部分を並び替えるものとなった。 |
| 水曜      | 23.3.22 - 10.25 | クイズ!なりきりメイク館 誰に変身してるでSHOW                                                                                          | スタジオ        | キンタロー。                                    | ものまね芸人のノーメイク状態から始まるVTRを見て、誰のものまねをするか、レギュラー陣が予想する。正答できた人のみ、この解答となる生ものまねパフォーマンスを観覧出来る。 | |
| 水曜      | 23.3.29 - 9.11 | 芸能人考案ゲーム ポカジノ | スタジオ        | Mr.ポカ                                         | 芸能人ゲストが考えたゲームで岩井が対決する。岩井が勝てばルーレットで決まったレギュラー陣のうち一人、岩井が負けたらゲストが商品を獲得する。なお岩井とゲストは『カイジシリーズ』の登場人物のような設定で、寸劇じみた口調と動作でゲームを進行および挑戦をする。また、コーナー開始時にはテレビドラマ『LIAR GAME』のBGMが使われてもいる。 | 23年7月26日放送回は、Mr.ポカ次郎（中村光宏の台詞に合わせ、目元のみを隠した山本賢太が身振りのみで演じる）が出演した。8月30日は「ポカジノ特別編」として、8月9日放送回でQuizKnockとしたスプリントシャウトのリベンジ対決を実施。 24年4月17日には、「ぽいぽいトーク」ゲストの一人である水野真紀本人が、ポカジノ発祥のゲーム「CXミキマキ」（岡野陽一考案）に挑戦した。 |
| 水曜      | 23.4.5 | 7秒間の幸せSHOWTIME セブンタイムでいい気分♪                                                                                           | スタジオ        | 澤部佑                                          | エンディングのミニコーナー。7秒間で楽しくなれる技を紹介。 | 尺調整コーナーとして備えられていたもので、実施された。 |
| 水曜      | 23.6.21 - 12.13 | イライラ実話をKO（ノックアウト）くらえ!私の怒ストレート                                                                               | スタジオ        | 神田愛花 山本賢太                               | 怒れる女性ゲストが打ったパンチングマシンのスコアに、4名の審査員札の数字（各×1から×4までで満点だと256倍）を掛けた額が、賞金になる。 | |
| 水曜      | 23.7.19 | レトロ食堂 店主のこだわり どっちの盛り付けSHOW                                                                                        | スタジオ        | 山本賢太                                        | 人気メニューのトッピングなど、店主のこだわりを2択で当てるクイズ。 | |
| 水曜      | 23.9.20 - 10.18 | 筋肉ムキムキゲームバトル ボディービルダービー                                                                                         | スタジオ        | 澤部佑 山本賢太                                 | ポージングトランクス一丁のマッチョ3人が、オリジナルレースで対決する筋肉の祭典。1着（最初にクリアした人）には勝利者賞を贈呈。1着予想を当てた出演者は来週の弁当が豪華になる。 | 当コーナーでは、山本は上裸になっている。10月18日に出演した塚本健太・芳賀涼平・福原俊介は、11月27日開始の「ハト胸時計」担当に抜擢された（その際の名義は「ツカケン」「芳賀セブン」「マンティ福原」）。 |
| 水曜      | 23.10.4 | 不思議体験 おっカネ〜ミステリー | スタジオ        | 澤部佑                                          | 視聴者に、お金のトラブル回避に役立ててもらうよう企画されたコーナー。複数の芸能人ゲストの中で、最もおっカネ〜話（お金の怖くて不思議な体験談）をした人に「おっ金（金一封）」を贈呈する。 | 夏休み特別企画「本当にあったおっカネ〜話」が前身。 |
| 水曜      | 23.12.20 - 24.4.10 | バルミューダ加湿器欲しい人大集合!顔面ダイビング王                                                                                     | スタジオ        | 澤部佑                                          | 優勝賞品はバルミューダ加湿器「Rain」。水槽に顔をつける4人の女性による息止め対決で、当初はトーナメント制。24年2月14日から4人同時対決で上位2人が決勝に進む方式になった。 | 実況は山本賢太。対戦中のBGMは初回がL'Arc〜en〜Ciel『DIVE TO BLUE』、2回目（24年1月17日）からはB'z『DIVE』。 |
| 水曜      | 24.2.7 | スターと一口目合わせましょう ↓ お弁当食べ順クイズ 最初の一口は絶対これ!                                                               | スタジオ VTR    | 澤部佑 山本賢太                                 | 一口目に何を食べるかを当てる。初回は、正解できたらスターと同じお弁当を食べることができ、黒人に「あなたはスター」と言われる。不正解ならお弁当は没収され、黒人に「あなたはスターじゃない」と言われる。 2回目の5月29日は改題し、代表者が正解すると出演者全員に高級弁当をプレゼント。 | |
| 水曜      | 24.2.21 - 3.27 | 全国ご当地食材欲しい人大集合!詰め放題王                                                                                               | スタジオ        | 山本賢太                                        | ご当地食材の詰め放題バトル。4人（赤はご当地芸能人ゲスト）のトーナメント制。相手より多く詰めた方が決勝戦に進み、優勝すると詰めた野菜全部を貰うことができる。途中で袋が破けた場合は、やり直し。 | |
| 水曜      | 24.4.17 - 6.5 | 金銭感覚常識クイズ 支払い間違えたらイケメンに顔パイPAY                                                                                | スタジオ        | 澤部佑                                          | 商品・サービスなどの現在の定価、上1桁をMC・レギュラー陣が当てていく。9つのうち3つ間違えたら加藤大悟に顔面パイが、黒子姿のスタッフから押し付けられる。 | 5月8日は「- 支払い間違えたらモノMONEY」として、「ふぉ〜ゆ〜辰巳雄大 目指せインスタフォロワー10万」と連動し加藤でなく辰巳が対象。6つそれぞれ、正解でインスタPRタイム、不正解でモノマネ披露。 6月5日は「- 正解できたらモノMONEY」として、3組のモノマネ芸人が正解時の対象。 類似企画として「金銭感覚アップデートチェック アレのお値段HIGH&LOWクイズ」などが誕生した。 |
| 水曜      | 24.9.18 | 超人気弁当の間違いを探せ!ダウ当 | スタジオ VTR    | 澤部佑 山本賢太                                 | 実物と加工の写真2枚を見比べて、時間内に4ヵ所の間違いを見つけ出せたら、レギュラー（およびゲスト）全員がその弁当を獲得できる（2問の場合はどちらか1品）。 | 9月18日は「ぽいぽいトーク」に内包。 |
| 木曜      | 23.1.12 - 2.2 | 3児の澤部!ベストファーザーへの道 | スタジオ 生中継 | 澤部佑 神田愛花                                 | 子沢山の有名人夫婦が、自宅から生でクイズを出題。 | |
| 木曜      | 23.1.12 - 6.22 | 財布がカツカツ時代にお世話になった激ウマ飯 ごほうび飯                                                                                 | スタジオ        | 岩井勇気                                        | 毎回週替りの芸人がそれぞれ、カツカツ時代（過去売れておらず生活苦の時代）にお世話になった飯をプレゼンし、良かった方をレギュラー陣が判定する。 | 3月9日までは、「カツカツ飯 財布がカツカツでも堪能できる激ウマ飯」。 |
| 木曜      | 23.1.12 - 11.9 | 最新商品使い方バトル!新家電プロレス                                                                                                   | VTR             | 勝俣州和 清野茂樹                               | 説明書を見ずに最新家電を使いこなせるか、本間朋晃、長州力、浜口京子&アニマル浜口らが、都内のハウススタジオで挑戦。 | |
| 木曜      | 23.2.9 - 8.31 | あつまれ!お母さん大好き党 | スタジオ 生中継 | 岩井勇気 松村未央                               | ママ好きな芸能人が母への愛をアピールする。 入党希望者は母への愛をVTRでアピールの後、スタジオの外でママフェストを選挙演説風に発表する。岩井が、党にふさわしい人材かをジャッジ（合格・不合格を決定）する。 | |
| 木曜      | 23.3.23 （第1シーズン） 23.5.25 （第2シーズン） 23.9.7 （第3シーズン） 23.10.19 （第4シーズン） 24.2.1 （第5シーズン） 24.2.22 （第6シーズン） | 昭和生まれ芸能人クイズ!記憶の数だけ歌謡ショー                                                                                         | スタジオ 生中継 | 澤部佑                                          | 23年5月25日までは「甦れ!マイメモリー 記憶の数だけ歌謡ショー」というタイトルで、松崎の楽曲名『愛のメモリー』にかけていた。 ゲスト（メモリーチャレンジャー）が自身にまつわる記憶クイズ計10問（制限時間各5秒）に挑戦し、正解数に応じた長さで、松崎しげるの『愛のメモリー』（第1シーズン）、高橋ジョージの『ロード』（第2シーズン）、錦野旦の『空に太陽がある限り』（第3シーズン）、サンプラザ中野くんの『Runner』（第4シーズン）、麻倉未稀の『ヒーロー HOLDING OUT FOR A HERO』（第5シーズン）、小野正利の『You’re the Only…』（第6シーズン）の生歌唱を聴けるコーナー。 歌手はスタジオ外から歌いながら登場し、挑戦者が8問以上正解しない限りサビに到達せず、スタジオに入れず歌いきることができない。歌手がスタジオで歌い上げることができると、そのシーズンは終了。 改題された6月8日からは、懐かしの昭和・平成クイズからの出題も含まれるようになった。 | 2024年「ぽいぽいトーク」内包 （2月1日）神田愛花の記憶の数だけ歌謡ショー - 山本譲二が『みちのくひとり旅』を歌唱。 （4月4日）特別企画!「ヒーロー」サビまで聞ける!?記憶の数だけ歌謡ショー - 麻倉未稀（第5シーズンを担当もしていた）。 （5月9日）「君のひとみは10000ボルト」サビまで聞けるのか!?記憶の数だけ歌謡ショー - 堀内孝雄。 （6月20日）「CHA-CHA-CHA」サビまで聞けるのか!?記憶の数だけ歌謡ショー - 石井明美。                                                                                                   |
| 木曜      | 23.4.6 - （第1シーズン） 23.9.7 - 10.5（第2シーズン）                                                                                          | 箱の中身はなにイケメン? | スタジオ        | 渡邊渚（第1シーズン） 松村未央（第2シーズン）   | 7月31日の誕生日に岩井が呼びたい対象男性を探す企画（第1シーズン）。改題前までは、マネージャーと共に各事務所の箱入りイケメンが登場し、岩井が独断で評価をするコーナーだった。評価の格付け名称や格付表のフォントなどは「聖闘士星矢」のパロディで、下から青銅美男子（ブロンズイケメン）、白銀美男子（シルバーイケメン）、黄金美男子（ゴールドイケメン）、白金美男子（プラチナイケメン）の5段階。 生誕祭の開催を持って一旦終了となったが、12月25日（月曜日）に開催予定の「イケメン クリスマスパーティー開催!（仮）」に向けて再開された（第2シーズン）。 23年11月30日からは後継の「イケオジ回避せよ!新星イケメンはどっちでショー!?」が開始され、このコーナーとしては終了した。 | 7月31日（月曜日）に「祝37歳!岩井勇気 生誕祭」を放送。総勢21人のイケメンが岩井を祝福し（過去登場したうちの13人に月曜コーナーレギュラーの岡本宗史も加わりDA PUMPの6人も生出演して千葉雄大のみVTR出演）、木曜レギュラーの島崎もスタジオに来た。 |
| 木曜      | 23.6.15 - 24.2.15 | 芸能界㊙️有頂天クイズ あの頃わたし天狗でした                                                                                           | スタジオ        | 澤部佑 原田葵                                   | 天狗の扮装をして登場する芸能人が誰なのか、レギュラー陣が当てるクイズ。 | 初回は「芸能界㊙️黒歴史クイズ あの頃わたし天狗でした」で、次の6月29日から改題された。 |
| 木曜      | 23.8.17 | 視聴者還元クイズ!人気ローカルチェーン店                                                                                               | スタジオ        | 生野陽子                                        | 栃木県のローカルタレント（U字工事、嶋均三）が地元のチェーン店（フライングガーデン）を紹介。人気メニューのおいしさの秘密を問う「視聴者還元クイズ」にレギュラー陣が正解すると、視聴者プレゼントGET（一部店舗で期間限定のお得なサービスが実施）。 | |
| 木曜      | 23.11.30 - 12.14 | イケオジ回避せよ!新星イケメンはどっちでショー!?                                                                                       | スタジオ        | 澤部佑 原田葵                                   | 新星イケメンとイケオジの2人が覆面で登場し、どちらが新星イケメンなのかを岩井が当てるクイズ。2023年10月5日まで放送された「箱の中身はなにイケメン?」の後継コーナー。 | 12月25日（月曜日）の「クリスマスにイケメン大集合!岩井勇気結婚おめでとう祭!!」では、12人のイケメン（この日の「ハト胸時計」担当だったマンティ福原を含む）が集合。7月31日の「祝37歳!岩井勇気 生誕祭」同様、木曜レギュラーの島崎もスタジオに来たが、この日別コーナー出演の岡本宗史が今回は不参加だった。 |
| 木曜      | 23.12.7 - 12.21 | ダイソン欲しい人大集合!ぶら下がり王                                                                                                   | スタジオ        | 澤部佑 原田葵                                   | 夫婦たちがダイソンの掃除機をかけ、対決する。ダイソン本体と同じ重量の箱を足に挟みぶら下がる。最初に落ちた人もしくは箱を落としたら失格。 12月7日は1回戦がパパのみの対決で、決勝戦がママさんから挑戦し落ちたらパパさんとバトンタッチの方式だった。 | 実況は清野茂樹が務める。 12月21日はエキシビションマッチとして、『いちばんすきな花』の4俳優（多部未華子・松下洸平・今田美桜・神尾楓珠）およびツカケンが出演した。 |
| 木曜      | 23.9.28 - 24.4.4 | ジェネレーション戦隊 合わせルンジャー                                                                                                 | スタジオ        | 澤部佑 原田葵                                   | 昼太郎に似た悪の怪人「ヒル・ターロ」に囚われた澤部少年が、定番にまつわるお題「～といえば?」を出す。各世代からの5人（ 0 30RED 岩井勇気・ 0 40PINK 神田愛花・ 0 50PURPLE 島崎和歌子・ 0 20YELLOW 白河れい・ 0 30BRONZE 髙橋大輔）の回答が揃わなければ、救出失敗。 黒い全身タイツ姿の巨漢男が登場して澤部少年に、お仕置き執行する。 | コーナー名と設定は、NHK BSプレミアムのプレミアムコント『七人のコント侍』第12期（16年2月12日放送）におけるコント「ジェネレーション戦隊 合わないんジャー」が由来。 髙橋の枠は24年2月29日まで、 0 70○○または60○○が担当してきた。 |
| 木曜      | 24.4.11 | わかって当然!クイズ ニャめんなよ! | スタジオ        | 澤部佑 原田葵                                   | 猫耳と長ランを着用してなめ猫に扮した生徒（MCとレギュラーの5人）が、あるテーマの常識クイズにフリップで回答。正解者には、原田からプチあたり前田のクラッカーが1袋ずつ配られる。 | BGMは、シンキングタイムが『ギザギザハートの子守唄』、正解だと『あんたが大将』、不正解だと『心のこり』の歌い出し。 |
| 木曜      | 25.4.24 - 5.15 | 動体視力を信じて!当てろ!ふすまのスキマ                                                                                                | スタジオ        | 澤部佑 原田葵                                   | 賞品は、ふすまパン（フスボン）など。 | |
| 木曜      | 25.6.5 - 6.12 | 棒を倒しちゃダメよ!アイス山崩し | スタジオ        | 澤部佑                                          | | SHOW-WAまたはMATSURIもゲームに参加。 |
| 金曜      | 23.1.13 - 24.4.19 24.5.3 | パパ対決!麻雀牌手積みサドンデス | スタジオ        | ハライチ                                        | 予め希望を伝えた豪華賞品をかけ、麻雀牌を用いたゲームで家族の代表者（主に父親）が、サバイバル方式で対決する。タイマン方式の「パパvs.パパ 麻雀牌手積みサドンデス」が、24年4月19日に4人の対戦となって改題。 過去には、勝った側の子どもが希望する商品を、追加でもらえる「澤部無表情チャレンジ」も実施されていた。澤部が子役二人（戸部真都里と齊藤オーレル翼颯が登場）の寸劇に笑わなければ成功だが、その成否判定は非常に緩く、澤部が半笑いの状態でも大抵は成功と判定される。 | もっと初期は、「心臓バクバク!ファミリープレッシャー」というタイトルで、ドラめくりなどが実施された回もあった。 子どもSP（23年3月17日・24日・31日）では、代表者が子どもになるためドンジャラ牌を用いたが、24年5月3日は麻雀牌だった。12月29日には「麻雀牌手積みサドンデス年末編 〜ぷるぷるしたパパ ありがとうSP〜」を実施した。 このコーナーの放送頻度は減ったが、（投扇興企画が始まるまではほぼ毎週）23年7月14日から、ぽいぽいトークのゲストが挑戦する「芸能界手積み王は誰だ!?麻雀牌手積みランキング」を実施している。 |
| 金曜      | 23.1.13 - 24.7.12 | 赤ちゃんハイハイレースぽかぽか杯 | スタジオ        | 澤部佑 小室瑛莉子                               | 以前は、アカチャンホンポの店舗から、赤ちゃんハイハイレースを生中継していた。23年12月22日以降は「お台場出張SP」としてスタジオの観覧席部分で椅子をどかしてレース開催している。レギュラー陣がスタジオで1着を予想する。 | 当初は「秒で埋まる!予約ムズムズ調査隊」。中継時代はカミナリ、みやぞん（ANZEN漫才)）、U字工事が、リポーターを務めた。 |
| 金曜      | 23.1.13 - 24.7.26 | 懐ぽかぽか!キャリーオーバー | スタジオ        | ハライチ 小室瑛莉子                             | 松本薫、登坂絵莉、サンシャイン池崎、朝倉未来らと、賞金をかけて一般応募者や芸能人およびスポーツタレントが対決する。ごく当初は外で実施していたが、スタジオ内の観覧席部分で椅子を一旦どかして行う方式になった。 | 24年2月2日には特別企画「レスリング金メダリスト・登坂絵莉をひっくり返せ!」をぽいぽいトーク内で実施した。 |
| 金曜      | 23.1.13 - 24.2.23 24.10.25 24.11.1 | ぱくぱく!岩井のわんぱくワンスプーン                                                                                                   | スタジオ VTR    | 岩井勇気 小室瑛莉子                             | 毎回3名の料理人（料理が特技の芸能人が参加する場合もある）が、口を大きく開けられることが特技である岩井のために特大のスプーンに乗る料理をプレゼンし岩井に振る舞う。岩井は「真実の口」を模した等身大の箱型セットに顔だけ出した状態で収まっているため、手を使わずに口の広げ方だけで食べなければいけない。3人の料理を味わった後に、もっとも岩井が気に入った料理を判定し「おかわり」を希望した料理人の勝利。子どもスペシャルも何度か実施した。 | 24年1月26日は「ぽいぽいトーク」内にて、派生企画「告知ワンスプーン」を実施。2月23日以来となる、10月25日は岩井のワンスプーン特別編!「腸に超いい! 大麦ワンスプーン」、11月1日は岩井のワンスプーン特別編!「腰痛ワンスプーン」として実施。 |
| 金曜      | 23.2.3 - 6.30 | ぶらぶら!ストリートのど自慢 | VTR             | サンシャイン池崎 さくらまや or どぶろっくMay J. | 街角や店内で、歌が上手な人に歌唱してもらう。 | 23年1月13日と20日は時間が押してカット、27日もコーナーがなかった。 |
| 金曜      | 23.2.10 - 24.8.9 | 芸能人NUMBERS● | スタジオ        | 澤部佑 小室瑛莉子                               | 芸能人ゲストやレギュラー陣が生挑戦する事柄の数値3つ全てを当てた人（レギュラー陣と観覧客）は、10万円がもらえる。 | 23年6月16日と8月18日は「芸能人緊急NUMBERS」として放送（共に「懐ぽかぽか!キャリーオーバー」急遽中止による埋め合わせ）。10月27日は「当選確率超アップ!ラッキーNUMBERS」として放送。24年9月6日は「カラオケナンバーズ」を実施。 |
| 金曜      | 23.4.28 - 5.26 | アンジャッシュ児嶋王決定戦 | スタジオ        | 小室瑛莉子                                      | 児嶋一哉に関するクイズの大会。 | 1週ごとに予選が行われた後に勝者2名により決勝戦が行われた。出題ナレーションは伊藤利尋が担当。 |
| 金曜      | 23.8.4 - 9.22 | 澤部vs芸能人家族 じゃまじゃまフリースロー                                                                                             | スタジオ        | 小室瑛莉子                                      | 賞品ゲットを目指して笑わせ、澤部の集中力を散らせてフリースローを阻止する。 | |
| 金曜      | 23.8.18 - 11.10 | 芸能人私服クイズ!● | スタジオ 生中継 | 小室瑛莉子                                      | 別の仕事を称して呼んだゲスト数名を個々に、児嶋一哉がフジテレビ1階リハーサル室で待ち受ける。イメージ通りの私服で来るか否かのA・B2択に全問正解した場合、そのレギュラー陣には来週豪華弁当を、その観覧客には番組グッズの「ぽかぽかエコバッグ」を贈呈。 | 初回は、フジテレビ7階エレベーターホールが舞台。9月15日も11月10日も「ぽいぽいトーク」に内包。 |
| 金曜      | 23.9.1 - 24.3.15 | 電動自転車ほしい人大集合!ママチャリ王                                                                                                 | スタジオ        | 小室瑛莉子                                      | 株式会社あさひが提供する優勝商品（オリジナルブランド「ENERSYS」の電動アシスト自転車1台・約12万円）をかけて、4人のママさんが家族の応援を受けながら、ステージ上でママチャリを漕ぎ脚力を競う。実況は堀池亮介が担当（12月22日は黒瀬翔生）。 | 後に、「パパvsパパ のろのろ自転車王」という企画が派生。 |
| 金曜      | 23.9.22 - 24.7.19 | GUで夫婦をオシャレに生改造 |                 |                                                 | 2組の夫婦が生放送中GUダイバーシティ東京 プラザ店にて、「GUの達人」山本あきこ（12月8日は霜鳥まき子）に商品を見繕ってもらい番組が購入。局に戻って全身コーディネートしてもらい番組終盤にお披露目。17個の牌を用いた「成功したら服を全部ゲット!麻雀牌を手積みでレジまで運べ」に成功した夫婦には、それぞれの衣装一式が贈呈される（失敗しても児嶋や岩井が代わりに挑戦する「ラストチャンス」も用意されている）。 | 初回は「1時間半でお洒落に変身 生放送で家族まるごと大改造」というコーナー名で、ヘアメイクアップアーティスト名取瞳とスタイリスト清水恵子が生放送中に家族全員をオシャレに大変身させるという内容だった。第2回（23年11月17日）からは現在のコーナー名・内容に変更された。 24年5月24日には、事前考案した1万5000円以下GUコーディネートを山本あきこが紹介。「ぽいぽいトーク」ゲストの安藤和津と池畑慎之介へオススメする趣旨で、真飛と犬飼が着用してモデルを務めた。                                                          |
| 金曜      | 23.10.13 - 24.9.13 | 犬飼貴丈のリンボーコマーシャル※ | スタジオ        | 澤部佑 犬飼貴丈 小室瑛莉子                      | 9月8日の「ぽいぽいトーク」内で実施した「リンボーダンス王は誰だ!?」にて犬飼がゲスト2人に勝ったことを受け、「放送200回記念新企画」として誕生。"Mr.リンボー"犬飼と宣伝希望者2名が協力して10cmごと下がるリンボーダンスに挑み、バーの上の告知ポスターを少しでも多く見せるよう目指す。2回目の10月27日から「犬飼リンボーサンバ隊」（フロール・ヂ・マツド・セレージャ）がサンバを披露するようになった（登場のタイミング・条件は回によって異なり放送500回の24年12月13日にも出現した）。 | 24年1月26日・2月23日は「ぽいぽいトーク」に内包。12月13日は「宇野昌磨 VS 犬飼貴丈 リンボー対決」を実施。 |
| 金曜      | 23.11.24 - 24.3.8 | パパvsパパ のろのろ自転車王 | スタジオ        | 澤部佑 小室瑛莉子                               | 4人のパパがステージ上の5mコースをママチャリで、どれだけゆっくりゴールできるかを競う。足がつく・コースアウトはマイナス20秒。各回戦ごとの勝敗は、それまで個々が出した最高記録で判断される。優勝者には、子どもたちの欲しいものを贈呈。 | 「電動自転車ほしい人大集合!ママチャリ王」放送時、岩井や児嶋がCM中に話していたアイデアから誕生したコーナー。2024年3月8日は、1回戦はリハーサル室で実施した。 |
| 金曜      | 24.2.2 - 8.30 | 目隠しで妻の手を当てろ!利き妻の手 | スタジオ        | 澤部佑                                          | 目隠しの夫が手を触り、妻の手を4択で当てるコーナー。当てることができたら、旅行券5万円分がプレゼントされる。3月22日は「 - 利き妻の手」旅行券3万円分、3択で妻が挑戦する復活チャレンジ「利き高橋名人の頭」旅行券2万円分に分けられた。 | 初回は「ぽいぽいトーク」に内包され、ゲストの倉本一真も挑戦した。3月22日回のシンキング中BGMはDREAMS COME TRUE『LOVE LOVE LOVE』。 |
| 金曜      | 24.6.7 | 俺の演技を見ろ!クイズ幹久 | スタジオ        | 小室瑛莉子 東幹久                               | これまでのぽかぽか出演での名誉挽回のため、東幹久の「演技力」を活かした2択クイズ。AとBどちらがウソ演技かを、MCチーム・俳優チーム3人ずつに分かれて当てる。 | 「火曜笑市」のゲートのセットをアレンジして流用。 |

#### ぽいぽいトーク内包コーナー
| 曜日      | 期間                     | コーナー名                                       | 概要 | 備考 |
| --------- | ------------------------ | ------------------------------------------------ | --- | --- |
| 月 - 金曜 | 23.1.9 - 9.29            | たぶん自分が1番ランキング                        | 「ぽいぽいトーク」の最後に実施されていたコーナー。ゲストが自分が1位になれると思うランキングを考案。当日のゲストが誰か知らない状態で、一般人50人の事前アンケートで1位になれば、「昼太郎ピンバッジ」が贈られる。ゲストが2人以上で、代表者が挑戦する場合は成功で全員に、複数人のゲストがそれぞれ挑戦する場合は成功者にのみピンバッジが贈られる。10月16日からは「お客さん半々チャレンジ」（毎日でなく不定期）に移行された。 | 昼のトークコーナー内のアンケートゲーム企画としては、『笑っていいとも!』の「テレフォンショッキング」内で行われた「1/100アンケート」「X/100アンケート」と共通している。 |
| 月 - 金曜 | 23.9.25 - 24.6.25        | クイズ!大嫌いダウト!                             | 開始当初から10月30日までは月曜日のみで毎週放送され、コーナー名は回によって異なっていた。ゲストが大嫌いな事柄について、正解が何個あるかは不明な選択肢（計4または5つの再現VTR）が提示され、岩井・神田と曜日レギュラーが解答する。2023年11月1日を始め他曜日で行われるようになり、その場合は曜日レギュラーは登場しないこともある。 - 23年12月19日 - 「浅田美代子さんの天然伝説ダウト」。ウソエピソード1つを当てる。 - 023年12月27日 - 「ゲストが怖いモノは何?クイズ!超怖いダウト」。 - 24年3月13日 - 「クイズ!大ショックダウト!」。 - 24年4月10日 - 「平野レミの料理ダウト～!」。 - 24年4月30日 - 「きよし師匠の伝説ダウト」。 | |
| 月 - 金曜 | 23.10.16 - 24.5.30       | お客さん半々チャレンジ●                          | 23年9月29日まで実施されていた「たぶん自分が1番ランキング」の後継。ゲストがお客さん30人にアンケートを行う。ぴったり半数の15人が該当すれば成功。ゲストに番組特製パーカーがプレゼントされる。 | |
| 月曜      | 23.8.7 - 10.2            | お客さんに生アンケート!30人いたら1人はいるっぽい | 制限時間内に観覧客30人中1人だけが該当しそうなことを、出演者陣がフリップに書いて質問する。『笑っていいとも!』の「テレフォンショッキング」内で行われた「1/100アンケート」「X/100アンケート」と共通している。月曜レギュラーも参加する。1人しか挙手しなかった場合はその観覧客には商品券1万円分が贈呈され、出演者の弁当が高級な物になる。逆に0人が3回続くと出演者がセンブリ茶の罰ゲームとなる。8月14日からは、より公平を期すために目をつぶって挙手するようにした。 | |
| 火曜      | 23.7.25 - 9.5            | マンマミーアチャレンジ                           | 開始当初は「マリオチャレンジ」というタイトル名だった。ゲストがスーパーマリオブラザーズの1面（1-1）に挑戦する。制限時間内にクリアできたらゲストは欲しいものをゲットできる。 | |
| 火曜      | 23.11.7 - 24.5.7 25.3.25 | カタカナーシチャレンジ                           | 2チーム対抗戦でカタカナ禁止の連想ゲームを行う。勝利チームはゲストがおすすめするグルメを実食（24年3月12日から一時期は持ち帰り）できる。11月21日はぽいぽいトークのゲストが、NHK連想ゲームでキャプテンを務めていた中田喜子だったことにちなみ「連想ゲームチャレンジ」として実施。 12月5日に曜日レギュラーも参加する対抗戦となり、当初は岩井チームvs神田チームだったが、12月19日からは澤部チームvs岩井チームとなった。23年11月28日まではMC、ゲスト、進行アナのみで行われていた。 | 岸本の最終出演日、25.3.25には「カタカナーシ リベンジマッチ」が実施された。 |
| 火曜      | 23.12.12 - 24.5.28       | タイマの持ち物検査クイズ                         | ゲストの楽屋の私物から、持ち主を予想する（タイムマシーン3号が担当）。12月12日は全ての楽屋の私物から持ち主を予想するルールだったが、1月23日・2月13日は選択肢の中からどれがゲストの私物かを当てるルールとなった。 | 12月12日は「持ち主は誰っぽい?ぽいぽいバッグ」、1月23日は「この私物どっちのっぽい?爆笑問題の私物問題」というコーナー名で、2月13日からは「タイマの持ち物検査クイズ」となった。5月28日は「持ち主は誰っぽい?ぽいぽいバッグ」に再び戻り、カナコス（花澤香菜・小杉竜一）が担当した。 |
| 火曜      | 24.1.16 - 5.14           | 好き-1グランプリ2024                             | ゲストの好物のNo.1を決める大会。ゲスト含め出演者計7人による最後のジャッジは、『M-1グランプリ』最終決戦風に開票する。 | 初回テーマは冷凍たらこパスタで、コーナー名自体が「たら-1グランプリ2024」だった。 |
| 火曜      | 24.9.10                  | すぽっと入れるだけのスポーツ すぽスポ            | ご褒美の実食をかけた、プレッシャーゲーム企画。初回のゲームは「すぽスポマグネット」。 | |
| 水曜      | 24.4.17 - 9.18           | ゲストの思い出の曲を熱唱!ぽかぽカバー            | 加藤大悟が生歌唱。初回は90点以上だとゲストおすすめの食べ物を出演者全員にプレゼント。4月24日には94点以上、5月15日は95点以上となった。 | 9月18日は「ぽかぽカバー 特別編」として加藤が、ゲストの荒牧陽子と採点対決した。 |
| 水曜      | 24.5.29 - 9.4            | 脳内で数えろ!カーゾエーター                      | 指を使わずに数字を答える、映像クイズ。ゲストおすすめの食べ物をかけて、ゲストチームとぽかぽかチームで対戦。 | 9月4日はオープニングでの個人戦。 |
| 水曜      | 24.9.25                  | ランキングクイズ!令和の新BIG3●                   | 番組が20～60代の男女200人にアンケートを実施。答えの概要が書かれたボードのベストテンを下から順に協力して予想し、3回間違えると失敗、全問正解だとスイーツランキングなどの「BIG3」を出演者に贈呈。「価値観ギャップアンケート 空欄キング」同様、ヒントが各1回ずつ使える（「イニシャル」「1秒メロディー」「サイレント」「オーディエンス」の4種類）。 | |
| 木曜      | 23.8.3 - 12.7            | ぽかぽか福袋チャレンジ                           | ゲストが「ぽかぽか福袋」+賞金を目指して週替わりの企画に挑戦する。 | |
| 木曜      | 24.6.20                  | 芸能人!捨てるに捨てられないモノ!ゆずります!●     | ゲストが自宅から持参した私物を、挙手した観覧客の誰かに譲る。 | 6月3日週のオープニングトークでは、テーマが「衣替え!家にあるいらない洋服」で、一部の衣類を観覧客に譲っていた。 |
| 金曜      | 23.10.20 - 24.2.9        | ぬか漬けリレー                                   | ゲストがその場で漬けた食材を当初は、「ebisu NUKA factory.」（24年1月31日をもって閉店）にて1週間管理。翌週金曜、スタジオで犬飼貴丈が掘り起こしてゲスト・レギュラーが試食し、また別の食材を漬けるという連鎖。 | 2月9日は1月19日以来の3週間ぶりだったため、スタッフが一度試食し、再度めんたいこを漬けたものが出された。武蔵川親方がマンゴーを漬けたが、ここで企画が途絶えた。初期のタイトルは「ぬか床に漬けて来週食べよう!ぬか漬けリレー」。                                                    |
| 金曜      | 24.2.2 - 3.1             | 1歳の赤ちゃんをお祝い!背負い肉                   | 中継MC：チャンカワイ。背負い餅の牛肉版。 | 24年2月2日のタイトルは、「特別中継 祝ぽかぽか1周年イベント!背負い肉」。 |
| 金曜      | 24.2.23 - 4.26           | 俳優・東幹久が料理を美味しそうに撮影 箸あげ幹久  | 23年10月13日の「ぽいぽいトーク」芸能界手積み王は誰だ!?麻雀牌手積みランキング、12月29日の「麻雀牌手積みサドンデス年末編～ぷるぷるしたパパありがとうSP～」にて活躍した東幹久に、再オファーしたロケVTR企画。ナレーションも東が担当。 | |
| 金曜      | 24.3.1 - 4.12            | たけのこニョッキ                                 | ゲスト・レギュラー陣全員参加で、食べ物を没収する対象者（最初に2ドボンになった人）を決める目的で実施。4月5日は「私のNo.1激うまパン」と、4月12日は「真飛聖のまとぶスイーツ」と連動。 | 24年3月1日のタイトルは「19年ぶり!たけのこニョッキ」。かつて『ネプリーグ』にあったゲーム。 |
| 金曜      | 24.4.5 - 10.25           | 重さ半分ぴったりに切れ!超絶半々チャレンジ●       | 誰かが成功すれば（ゲストやレギュラー陣や観覧客計2～4人ほどが挑戦）、観覧客全員に「昼太郎麻雀牌」をプレゼント。当初は誤差1g未満が条件で、6月28日に誤差±5g以内にルール緩和され初めて成功者が出て（児嶋）、しばらく休止。次の8月9日（真夏のカレーSP）は誤差±5g未満で、従来のたい焼きでなくナンをカットした（9月20日も同様のルールだったが5gぴったりが出てこれを成功とした）。10月25日（腸活新常識SP）は誤差±5g未満で「ソーセージを重さ半分ぴったりに切れ!ソーセージ半々チャレンジ」を実施した。 ドイツのBrainpool TVの視聴者参加番組『Schlag den Henssler』の切り抜き動画が、最近SNSで話題に。「プレッツェルを半分ぴったりの重さになるように切る」企画で、「牛肉ぴったんこチャレンジみたい」「ぽかぽかでやってほしい」との声が上がったことを受けて、たい焼きで行う。 | 4月5日は「半分ぴったりに切れ!超絶半々チャレンジ」、4月12日のタイトルは「半分ぴったりに切れ!たい焼き半々チャレンジ」。次の4月26日にまた改題。 5月3日からは従来の澤部に代わり、このコーナーを愛する犬飼が進行を担当。                                                            |
| 金曜      | 24.4.12                  | スイーツ大好き!真飛聖のまとぶスイーツ            | | 4月12日は「たけのこニョッキ」と連動。 |
| 金曜      | 24.5.31 - 7.26           | 真飛コレクション                                 | 前週5月24日のGUコーディネート紹介コーナーにて、児嶋が「（真飛の）メンズファッションとか色々見てみたい」と言ったのが発端。元宝塚トップスターの真飛聖が、「昭和のヤンキー」（児嶋リクエスト）、「看守」（岩井リクエスト）、「流浪人」（澤部リクエストで12月27日にも再登場）のテーマで、男装しオープニングで登場。エンディングまで着続ける。 | 3月21日の「ぽかぽか特別企画 メンタルが一番弱いのは誰だ!?プレッシャーよわよわ王決定戦」でポイント最下位となった児嶋は、強靭なメンタルを身に付けてもらうため次週28日に流浪人の格好で出演することとなった。                                                                       |

## テーマソング
|   | 歌手名/ユニット名      | 曲名                             | 収録音源                                 | 使用期間       |
| - | ---------------------- | -------------------------------- | ---------------------------------------- | -------------- |
| 1 | チャラン・ポ・ランタン | 『ぽかぽか』（円盤ゲシュタルト） | デジタル配信の後、『紆余曲折集』にも収録 | 2023年1月9日 - |

- この番組テーマソングを歌うチャラン・ポ・ランタンは、2023年2月21日放送分のオープニングにて生出演生演奏を行った。5月2日放送分のゴールデンウィーク特別企画「真っ昼間のゴールデンショー」や、8月13日開催の番組イベントお台場冒険王2023 SUMMER SPLASH!「ぽかぽか SUMMER FES」[863]、翌年夏の「ぽかぽか SUMMER FES 2024」にも出演した。

## 視聴率
国民の祝日（成人の日）だった初回2023年1月9日は、世帯平均視聴率3.3%、個人平均視聴率1.9%。しかし、その後も視聴率はなかなか好転せず下降。同年7月時点では、世帯視聴率1％台、個人視聴率は1%を下回る放送回が続いていた。
ただ、その後は徐々に上昇し、プロモーション強化した夏休みの視聴率は上昇傾向が見られたと編成はいい、内容も（今までと）ブレない方向で放送継続していくことが9月4日に発表された。11月第2週の世帯視聴率は1.8％から2.1%だった。
国民の祝日（スポーツの日）かつ、13:00までの短縮放送だった10月9日には、世帯視聴率4.0%を記録した。
番組2年目、2024年の一例では5月17日は、世帯1.7%、個人0.8%だった。
番組3年目、2025年の一例では6月6日は、世帯2.5%、個人1.2%だった。

## 番組の歴史
- 派：派生番組、コ：コーナーの開始/終了、代：代役、R：番組レギュラーの人事、E：関連イベント

| 2022年 09月28日    |    | 『ポップUP!』の年内終了を正式発表。2023年1月からの新番組タイトルとMCも判明。 |
| 2023年 01月06日    |    | 曜日レギュラー陣（一部を除く）を発表。 |
| 01月09日           |    | 番組初回（11:45 - 14:45）。月曜レギュラーを務めることが当日発表された、白河れいも出演。 |
| 01月14日           | 派 | ハイライト番組『今週のぽかぽか』（ローカルセールス）を、不定期で放送開始。 |
| 01月24日 - 2月17日 |    | 前日の「ぽいぽいトーク」にて「初代牛肉ぴったんこ成功者」となったGACKTとの約束で、MCハライチの2人が「ハラ」と「イチ」に改名（当番組においてのみの措置で当初は以降1ヶ月間の予定だった）。 |
| 03月01日           |    | 番組のスタジオ表面に、目印となる巨大広告を新設。 |
| 03月31日           |    | 3時間放送としてはラスト。山本賢太アナウンサーが寝坊で生放送に遅刻。ただし、本来出演する水曜ではなく、急遽出演すると聞かされた『ドッキリGP』の企画であり、一部始終は5月6日の同番組で放送された。 |
| 04月03日           | R  | 放送時間縮小での初放送（11:50 - 13:50、5分繰下げ、60分減）。14時台は再放送枠（地域ごと異なるローカルセールス枠）へ移行。「ぽいぽいトーク」における出演者間のアクリル板（コロナ対策で設置）が撤去された。松﨑涼佳が月曜進行を初担当（岸本理沙と月火を入れ替わり）。 |
| 04月04日 - 5日     | 代 | （2回）澤部が体調不良で休み。日替わりで2人の代打男性MCを起用。翌6日も休んだが木曜レギュラーの島崎が担った。 |
| 05月14日           | E  | 2023年大相撲五月場所（夏場所）の初日から、番組懸賞旗を出した（『バイキング』でも2017年にされていた）。 |
| 05月26日           |    | 放送100回。 |
| 05月29日           |    | SEVENTEEN（のうち4名）がコーナーゲスト出演。外観覧に多数来場し入場規制実施。 |
| 06月21日           |    | 当番組で使用しているオープンスタジオが「ぽかぽかパーク」と命名されたことを、放送内で発表。 |
| 06月26日 - 9月1日  |    | （50回）「隠れ昼太郎キャンペーン」を放送内で連日実施（QUOカードPay総額500万円分の視聴者プレゼント）。「番組公式Twitter」を、8月3日からは「番組公式X（旧Twitter）」と言い換えるようになった。 |
| 06月29日           | 派 | ゴールデン3時間特番『ぽかぽかゴールデン』を生放送（初）。 |
| 08月13日           | E  | 「お台場冒険王2023 SUMMER SPLASH!」にて、音楽イベント「ぽかぽか SUMMER FES」を開催。 |
| 08月25日           |    | 明石家さんま及び宮里藍がゲストの「ぽいぽいトーク」を中心としたスペシャル生放送回。視聴率は個人・コアともにその日の『ノンストップ!』を上回った。 |
| 08月28日 - 9月1日  | 代 | （5回）神田が夏休み。日替わりで5人の代打女性MCを起用。 |
| 09月05日           |    | くす玉にて「祝 打ち切り回避」と、放送内で発表。前日の「10月期改編記者発表会見」を受けた反応。 |
| 09月27日           | コ | 月・水曜の「まめきちまめこニートの日常」が終了し、ショートアニメコーナー一旦休止（2024年10月から週1で再開・「ねこに転生したおじさん」）。 |
| 09月29日           | コ | 「ライオンちゃんと行く!肉食さんぽ」（中盤の帯コーナー）が終了し、59年間の平日昼のLION一社提供枠に終止符。 |
| 09月29日 - 10月3日 | 代 | （3回）澤部が夏休み。日替わりで3人の代打男性MCを起用。 |
| 10月13日           |    | 放送200回。 |
| 10月19日           | R  | 翌週26日から木曜進行が入社1年目の原田葵アナウンサーに代わることを、「とれたてフジテレビ」等で発表。 |
| 10月25日           |    | 前日の「ぽいぽいトーク」での陣内孝則のエピソードを受け、視聴率向上を願ってドラゴンタートル2体を番組が約7万円で購入してスタジオに設置。 |
| 11月08日           |    | 山本賢太アナウンサーのスラックス付け根がオープニングで屈んだ際に破ける。黒の粘着テープで応急処置した後、黒いジャージに穿き替えて出演継続した。 |
| 11月16日           |    | 当年の「ギネス世界記録の日」であるこの日、放送内の「30秒セーター重ね着チャレンジ」にて10枚を着用し、神田・岩井ペアが記録更新した。 |
| 11月27日           | コ | 「ハト胸時計」を開始。原則13:00のミニ帯時報コーナー（翌年1月12日まで）。 |
| 12月25日           | 派 | ゴールデン3時間特番『ぽかぽかゴールデン』を生放送（第2弾で前回は6月29日）。 |
| 2024年 01月08日    | コ | 番組2年目。「愛花を紅白に連れてって!」を開始（エンディングにSHOW-WAが生歌唱する帯コーナーで12月5日には改題された）。 |
| 01月23日           |    | 「ぽいぽいトーク」ゲストの一人、太田光（爆笑問題）がオープニングで「まんぷく昼太郎」にタックルし、へそを引きちぎる。 |
| 01月25日           |    | 「ぽいぽいトーク」を特別編「美容医療 徹底解剖SP」として実施。専門家を招く形式は当コーナーでは初で、その後は6月26日、7月23日、MLBワールドシリーズ期間の特別編成、11月12日・26日、12月4日・20日・23日、25年1月21日、2月5日・10日・20日、3月18日・24日、4月7日・16日、5月29日、6月25日、8月4日にも採用された。                                                                           |
| 03月01日           | R  | 4月からの新レギュラー（計7人のうち6人）を放送内で発表。 |
| 03月08日           | 代 | 放送300回を迎えるが、澤部の体調不良に伴ってMC3人とも不在。番宣ゲストだった坂上忍が急遽代打MCとなる。 |
| 03月18日 - 29日    |    | （10回）「隠れ昼太郎キャンペーン」を放送内で連日実施（QUOカードPay総額100万円分の視聴者プレゼントで昨年夏以来2度目の実施）。 |
| 03月29日           | R  | 名前が明らかにされていなかった最後の1人、月曜新レギュラーが発表される。本人は金曜レギュラーと聞かされ、同日の生放送に寝坊して遅刻するというドッキリが仕掛けられた（『ドッキリGP』の企画であり一部始終は5月11日の同番組で放送された）。3月1日放送回にて「今をときめくイケメン」と伏せられたのは、『ドッキリGP』のためであったことも同日に明らかにされた。白河れいは4月から木曜へ移動。 |
| 03月30日           | E  | 「SHOW-WA イベントでファン1000人集められるか!?」をフジテレビ湾岸スタジオにて開催。 |
| 04月01日           |    | 番組公式Instagramの投稿開始。スタジオのバックヤードに撮影背景となるエリアを作り、番組オープニングでも用いられるようになる。 この週では各5曜日に新レギュラー（計7人）が加入。 |
| 04月06日           | 派 | ハイライト番組『今週のぽかぽか』（ローカルセールス）を、以降は土曜朝に毎週実施（しかし9月で終了）。 |
| 05月04日           | E  | 神田がMAZDA Zoom-Zoom スタジアム広島にて人生初の始球式。昼太郎もスラィリーと共に捕手後方で見守った。 |
| 06月15日           | E  | SHOW-WA & MATSURIリアル投票イベントを、ラゾーナ川崎プラザ・ルーファ広場にて開催（投票総数4352票）。 |
| 06月28日           |    | この日で北口富紀子が異動のため、番組離脱。7月3日から制作統括には鈴木善貴が着任し、代わりに総合演出には田村優介（月曜歴代4人目の演出）が昇格。 |
| 07月26日           |    | 放送400回。 |
| 08月02日 - 5日     | 代 | （2回）澤部が夏休み。日替わりで2組の代打男性MCを起用。 |
| 08月10日           | E  | 「お台場冒険王2024〜人気者にアイ♡LAND〜」にて、昨年に続いて音楽イベント「ぽかぽか SUMMER FES 2024」を開催。 |
| 08月26日 - 30日    | 代 | （5回）神田が夏休み。日替わりで5人の代打女性MCを起用。 |
| 09月9日 - 10日     | 代 | （2回）岩井が夏休み。日替わりで2人の代打男性MCを起用。 |
| 09月12日           |    | 番組キャラクターのまんぷく昼太郎が遅刻。 |
| 09月27日           |    | 「ぽいぽいトーク」ゲストの一人、茂出木浩司が（IH調理器だったこともあり）「最強オムライス」の実演に失敗（12月27日の「年の瀬に大リベンジSP」では成功した）。 |
| 09月28日           | 派 | ハイライト番組『今週のぽかぽか』（ローカルセールス）が終了（『土曜RISE!』が移動）。 |
| 10月07日           | コ | ショートアニメコーナーが、昨年9月以来で復活（月曜「ねこに転生したおじさん」）。 |
| 10月28日           |    | MLBワールドシリーズ生中継に伴う特別編成（この日は試合無し）。「ぽいぽいトーク」のゲストに、三英傑（に扮した面々）を迎える異色異例の試み。 |
| 10月31日           |    | MLBワールドシリーズ生中継延長で、13:48からエンディング1分20秒のみの放送となった（この日の第5戦で優勝したドジャースのシャンパンファイトまでを流したため）。 |
| 11月02日           | E  | 2024JリーグYBCルヴァンカップ決勝（国立競技場）のハーフタイムに、バックスタンド側で「JリーグレジェンドOBチーム」と「ぽかぽかチーム」のPK対決を実施。 |
| 11月21日           |    | 当年の「ギネス世界記録の日」であるこの日、昨年とは別種目で挑戦。放送内の「30秒将棋ドミノチャレンジ」にて33枚を並べて倒し、神田・岩井ペアが今年も記録更新した。 |
| 12月05日           | コ | 「愛花を紅白に連れてって!」を「愛花を万博に連れてって!」と改題。 |
| 12月13日           |    | 放送500回。 |
| 12月25日           | R  | 桂二葉（水曜レギュラーを開始当初から丸2年務めた）が、番組卒業。 |
| 2025年 01月06日    | 派 | 番組3年目。この日より、放送直後の5分番組『ぽかぽか延長戦』（13:50 - 13:55）を関東ローカルで放送（翌週14日まで全7回）。 |
| 03月21日           |    | 「ぽいぽいトーク」は無く、金曜コーナーを集結した「ぽかぽか特別企画 メンタルが一番弱いのは誰だ!?プレッシャーよわよわ王決定戦」を実施（同様に水曜は4月2日・5月21日・8月6日に「常識王決定戦」を実施し金曜8月22日は投扇興SPを予定）。 |
| 03月25日           | R  | 岸本理沙（第1回放送から月曜進行→同年4月4日から火曜進行）が、番組卒業と冒頭で発表（当日朝には6月末で退社との正式報道）。番組公式サイトが更新され、4月1日からは小室瑛莉子が火・金の2曜日を担当することも明らかに。 |
| 03月31日           |    | 「ぽいぽいトーク」の勝手なイメージ一覧を、冷蔵庫前面のボードから、内側の画面表示へスタイル変更。 |
| 04月01日           |    | 春夏冬休みと祝日の、保護者同伴スタジオ内観覧条件の改定（中1から小5へ2学年引き下げ）。 |
| 04月18日           | E  | 大阪・関西万博での「ぽかぽかプレゼンツ!SHOW-WA＆MATSURIスペシャルライブ」（5月18日）の開催中止を、放送内で発表し、番組公式サイトにも明記した。なお、予定日の大阪での振替公演実施が決まった。 |
| 05月05日           |    | 外観覧希望者が約1600人来場。ゲストは鶴田真由とSnow Man阿部亮平。 |
| 05月09日           |    | 放送600回。 |
| 05月18日           | E  | 吹田市のYAMATO ARENAにて、SHOW-WA＆MATSURI振替公演を実施。 |
| 05月28日           | R  | 辻希美（水曜レギュラー）が、次週から第5子の産休と発表。助っ人ゲストが週によって置かれた（柳原可奈子・坂下千里子・野々村友紀子）。 |
| 06月02日           |    | 「ぽいぽいトーク」での長テーブル使用を以降やめて（7月29日などは除く）、澤部は上手の冷蔵庫サイドで曜日アナと共に立って進行するように変わる。 |
| 06月16日           |    | 「牛肉ぴったんこチャレンジ」で急遽、ゲスト（波乃久里子）の付き人が、代わりに挑戦。 |
| 06月20日           |    | この日で鈴木善貴が結果的に、番組離脱。前年6月とは異なって後任の制作統括は置かず。 |
| 07月07日           |    | ゲスト柳葉敏郎の要望に応え、桂田先生と金曜の担当スタッフ陣も集結して投扇興企画を実施。35点の「澪標」が2回出る。 |
| 07月10日           | R  | 山本賢太（出演は5月21日が最後）から勝野健に水曜進行が、番組公式サイトの出演者一覧にて書き換わる。 |
| 07月14日           |    | この日から山﨑貴博（7月11日まで全曜日P）がチーフプロデューサーに昇格し、初代の南條祐紀は番組離脱。 |
| 07月30日           |    | 放送休止（冒頭約7秒以外）。8時24分に発生した「2025年カムチャツカ半島地震」報道のため。ゲストの2人はそれぞれの自身の仕事スケジュールの都合により、収録をした上で9月12または15日に改めて出演予定。 |
| 08月15日 - 19日    | 代 | （3回）澤部が夏休み。日替わりで3人の代打男性MCを起用。 |

## ネット局と放送時間
| 放送対象地域   | 放送局                    | 系列                                         | 放送時間                  | ネット状況                   | 備考               |
| -------------- | ------------------------- | -------------------------------------------- | ------------------------- | ---------------------------- | ------------------ |
| 関東広域圏     | フジテレビ（CX）          | フジテレビ系列                               | 月曜 - 金曜 11:50 - 13:50 | 制作局                       | 制作局             |
| 北海道         | 北海道文化放送（UHB）     | フジテレビ系列                               | 月曜 - 金曜 11:50 - 13:50 | 同時フルネット               |                    |
| 岩手県         | 岩手めんこいテレビ（mit） | フジテレビ系列                               | 月曜 - 金曜 11:50 - 13:50 | 同時フルネット               |                    |
| 宮城県         | 仙台放送（OX）            | フジテレビ系列                               | 月曜 - 金曜 11:50 - 13:50 | 同時フルネット               |                    |
| 秋田県         | 秋田テレビ（AKT）         | フジテレビ系列                               | 月曜 - 金曜 11:50 - 13:50 | 同時フルネット               |                    |
| 山形県         | さくらんぼテレビ（SAY）   | フジテレビ系列                               | 月曜 - 金曜 11:50 - 13:50 | 同時フルネット               |                    |
| 福島県         | 福島テレビ（FTV）         | フジテレビ系列                               | 月曜 - 金曜 11:50 - 13:50 | 同時フルネット               |                    |
| 新潟県         | NST新潟総合テレビ（NST）  | フジテレビ系列                               | 月曜 - 金曜 11:50 - 13:50 | 同時フルネット               |                    |
| 長野県         | 長野放送（NBS）           | フジテレビ系列                               | 月曜 - 金曜 11:50 - 13:50 | 同時フルネット               |                    |
| 静岡県         | テレビ静岡（SUT）         | フジテレビ系列                               | 月曜 - 金曜 11:50 - 13:50 | 同時フルネット               |                    |
| 富山県         | 富山テレビ（BBT）         | フジテレビ系列                               | 月曜 - 金曜 11:50 - 13:50 | 同時フルネット               |                    |
| 石川県         | 石川テレビ（ITC）         | フジテレビ系列                               | 月曜 - 金曜 11:50 - 13:50 | 同時フルネット               |                    |
| 福井県         | 福井テレビ（FTB）         | フジテレビ系列                               | 月曜 - 金曜 11:50 - 13:50 | 同時フルネット               |                    |
| 中京広域圏     | 東海テレビ（THK）         | フジテレビ系列                               | 月曜 - 金曜 11:50 - 13:50 | 同時フルネット               |                    |
| 近畿広域圏     | 関西テレビ（KTV）         | フジテレビ系列                               | 月曜 - 金曜 11:50 - 13:50 | 同時フルネット               |                    |
| 島根県・鳥取県 | さんいん中央テレビ（TSK） | フジテレビ系列                               | 月曜 - 金曜 11:50 - 13:50 | 同時フルネット               |                    |
| 岡山県・香川県 | 岡山放送（OHK）           | フジテレビ系列                               | 月曜 - 金曜 11:50 - 13:50 | 同時フルネット               |                    |
| 広島県         | テレビ新広島（TSS）       | フジテレビ系列                               | 月曜 - 金曜 11:50 - 13:50 | 同時フルネット               |                    |
| 愛媛県         | テレビ愛媛（EBC）         | フジテレビ系列                               | 月曜 - 金曜 11:50 - 13:50 | 同時フルネット               |                    |
| 高知県         | 高知さんさんテレビ（KSS） | フジテレビ系列                               | 月曜 - 金曜 11:50 - 13:50 | 同時フルネット               |                    |
| 福岡県         | テレビ西日本（TNC）       | フジテレビ系列                               | 月曜 - 金曜 11:50 - 13:50 | 同時フルネット               |                    |
| 佐賀県         | サガテレビ（STS）         | フジテレビ系列                               | 月曜 - 金曜 11:50 - 13:50 | 同時フルネット               |                    |
| 長崎県         | テレビ長崎（KTN）         | フジテレビ系列                               | 月曜 - 金曜 11:50 - 13:50 | 同時フルネット               |                    |
| 熊本県         | テレビ熊本（TKU）         | フジテレビ系列                               | 月曜 - 金曜 11:50 - 13:50 | 同時フルネット               |                    |
| 鹿児島県       | 鹿児島テレビ（KTS）       | フジテレビ系列                               | 月曜 - 金曜 11:50 - 13:50 | 同時フルネット               |                    |
| 沖縄県         | 沖縄テレビ（OTV）         | フジテレビ系列                               | 月曜 - 金曜 11:50 - 13:50 | 同時フルネット               | [ 注 163 ] [ 769 ] |
| 大分県         | テレビ大分（TOS）         | 日本テレビ系列 フジテレビ系列                | 月曜 - 金曜 11:50 - 13:50 | 同時フルネット               | [ 注 163 ] [ 929 ] |
| 宮崎県         | テレビ宮崎（UMK）         | フジテレビ系列 日本テレビ系列 テレビ朝日系列 | 月曜 - 金曜 12:00 - 13:50 | 同時ネット （12:00飛び乗り） | [ 注 164 ]         |

### 重大ニュース・特別番組放送時の対応
[↑ 放送リスト ↑]
- 突発的な大事件・大事故や大地震などの自然災害、政局などでの重大な動きが発生した時に、報道フロアから臨時ニュースを放送する必要が生じた場合は一時中断とする場合がある[注 165]。ニュースの重要度によっては本番組は途中打ち切りもしくは休止となる場合もある。
- 特番などによる放送の休止・内容・時間変更は以下の通り。
  - 2023年05月19日（金）：「第49回先進国首脳会議」（G7広島サミット）の関連ニュースを急遽放送するため『FNN Live News days』が延長され、12:21から短縮放送[930][931]。放送を予定していたコーナー「第1回アンジャッシュ児嶋王決定戦」の決勝が、次週へ延期となった[794]。
  - 2023年10月09日（月）：『富士通Japanスポーツスペシャル出雲全日本大学選抜駅伝競走』を放送するため、13:00までの短縮放送。この日は各曜日レギュラーのアナウンサー陣も大会の中継に赴いていたため、番組エンディングで現地と中継を繋いだ。
  - 2024年10月14日（月）：『富士通Japanスポーツスペシャル出雲全日本大学選抜駅伝競走』を放送するため、13:00までの短縮放送（現地との中継は無し）。
  - 2024年10月29日（火）：『MLBワールドシリーズ2024 ヤンキース×ドジャース』第3戦が[注 60]、放送時間を60分延長したため、12:50から短縮放送[240][932][933]。そのため新聞等のラテ欄に記載されていた一部企画内容が未放送になった[934][注 166][935]）。
  - 2024年10月30日（水）：同第4戦が[注 60]、放送時間を45分延長したため、12:35から短縮放送[932][933]。そのため新聞等のラテ欄に記載されていた一部企画内容が未放送になった（ただ、放送していない時間帯もスタジオ観覧者に向けて企画が行われた）。
  - 2024年10月31日（木）：同第5戦が[注 60]、放送時間を118分延長[注 167]したため、13:48から短縮放送[932][933]（僅か1分20秒のみの放送）[916][917][918]。そのため新聞等のラテ欄に記載されていた全ての企画内容[936]が未放送になり、後日改めて企画を行うことを告知した[228][916][注 166]。ゲストだったハラミちゃんは12月12日に再出演し、10月31日収録分のダイジェストも流された。
  - 2025年07月30日（水）：「2025年カムチャツカ半島地震」（8時24分に発生）の関連ニュースを急遽放送するため、実質放送休止。番組冒頭7秒ほど、いつもオープニングでゲストが「ぽかぽかポーズ」するバックヤードから水曜進行の勝野健アナが「このあとも引き続き津波の情報をお伝えします」等を伝え、『FNN Live News days』枠でしていた緊急ニュースに戻った[351][352][注 168]。
  - 2025年08月15日（金）：『戦後80年いま、平和ですか 報道特番 全国戦没者追悼式』を（11:50から）放送するため、12:10から短縮放送[937][938]（直後にCMを挟んだため実際オープニングは12:12過ぎから[939]）。

### 動画配信
放送当日18時頃から、TVerとフジテレビオンデマンドでの見逃し配信も行われている。2023年3月30日までは、GYAO!でも配信されていた（翌31日にサービス終了）。

## 派生番組

### 『ぽかぽか延長戦』
『ぽかぽか延長戦』は2025年1月6日から14日までの7回、関東ローカルのみで、番組直後に放送した5分番組（13:50 - 13:55）。観覧客がフリップに書いた、MCと曜日レギュラーへの「〇〇っぽい」を幾つか選んで答える。なおTVerとフジテレビオンデマンドでは各日、（3）に組み込まれて配信された。

### 『今週のぽかぽか』
『今週のぽかぽか』は2023年1月14日よりフジテレビ（と一部系列局）にて不定期で週末に、2024年4月6日から9月28日まで（6月29日・9月7日は別番組のため休止）毎週土曜に、放送されていた『ぽかぽか』のダイジェスト番組。

#### 概要（ダイジェスト）
『森田一義アワー 笑っていいとも!』における『笑っていいとも!増刊号』以来、約9年ぶりとなるフジテレビの平日昼のバラエティ番組の週末に放送するダイジェスト番組となっている。
当初は土、日曜日の日中のローカル枠で放送されており、放送枠は固定されておらず週により放送時間が異なっているが、2023年5月27日放送分以降はほぼ土曜スペシャル枠で放送される事が多かった。
なお、2024年4月6日から土曜午前10:25 - 11:05の40分枠（『いただきハイジャンプ』を放送していた時間帯）に、レギュラー放送、フジテレビのほかに、福島テレビ、さんいん中央テレビで放送された。
内容は1週間分のぽいぽいトークのダイジェストをメインで編成し、合間に放送終了後トークを挟んで放送している。本放送では画面左上に「『ぽかぽか』仕様の時刻表示」が映されているが、時刻の部分は「今週の名場面イッキ見」と表示し、アニメーションは止められている。

#### 放送時間（ダイジェスト）
レギュラー化前の放送枠は次の通り。
- 土W：『土曜ワイド』（2023年3月廃枠、14:30 - 15:30）
- 土SP：『土曜スペシャル』（14:00 - 17:00）
- 日SP：『日曜スペシャル』（16:00 - 17:25）

| 放送週               | 放送日   | 放送時間（JST）   | 分 | 放送枠                             |
| -------------------- | -------- | ----------------- | -- | ---------------------------------- |
| 2023年（1月14日 - ） |          |                   |    |                                    |
| 1月9日週             | 1月14日  | 土曜14:35 - 15:30 | 55 | 土W                                |
| 1月16日週            | 1月22日  | 日曜16:30 - 17:20 | 50 | 日SP・第2部                        |
| 1月30日週            | 2月4日   | 土曜16:00 - 16:30 | 30 | 土SP・第2部                        |
| 2月13日週            | 2月18日  | 土曜15:30 - 16:00 | 30 | 土SP・第1部                        |
| 4月3日週             | 4月8日   | 土曜14:30 - 15:00 | 30 | 土SP・第1部                        |
| 4月17日週            | 4月23日  | 日曜12:00 - 12:30 | 30 | 『なりゆき街道旅』を休止して放送。 |
| 5月8日週             | 5月14日  | 日曜16:00 - 16:30 | 30 | 日SP・第1部                        |
| 5月22日週            | 5月27日  | 土曜14:30 - 15:00 | 30 | 土SP・第1部                        |
| 6月5日週             | 6月10日  | 土曜14:30 - 15:00 | 30 | 土SP・第1部                        |
| 6月19日週            | 6月24日  | 土曜14:30 - 15:00 | 30 | 土SP・第1部                        |
| 7月17日週            | 7月22日  | 土曜14:30 - 15:00 | 30 | 土SP・第1部                        |
| 7月31日週            | 8月5日   | 土曜14:30 - 15:00 | 30 | 土SP・第1部                        |
| 8月14日週            | 8月19日  | 土曜14:30 - 15:00 | 30 | 土SP・第1部                        |
| 9月11日週            | 9月16日  | 土曜14:30 - 15:00 | 30 | 土SP・第1部                        |
| 9月25日週            | 9月30日  | 土曜14:30 - 15:00 | 30 | 土SP・第1部                        |
| 11月13日週           | 11月18日 | 土曜14:30 - 15:00 | 30 | 土SP・第1部                        |
| 11月27日週           | 12月2日  | 土曜14:30 - 15:00 | 30 | 土SP・第1部                        |
| 12月11日週           | 12月16日 | 土曜14:30 - 15:00 | 30 |                                    |
| 2024年（ - 3月23日） |          |                   |    |                                    |
| 1月8日週             | 1月13日  | 土曜14:00 - 14:30 | 30 | 土SP・第1部                        |
| 1月22日週            | 1月27日  | 土曜14:00 - 14:30 | 30 | 土SP・第1部                        |
| 2月5日週             | 2月10日  | 土曜14:00 - 14:30 | 30 | 土SP・第1部                        |
| 2月19日週            | 2月24日  | 土曜14:00 - 14:30 | 30 | 土SP・第1部                        |
| 3月4日週             | 3月9日   | 土曜14:00 - 14:30 | 30 | 土SP・第1部                        |
| 3月18日週            | 3月23日  | 土曜14:05 - 14:35 | 30 | 土SP・第1部                        |

### 『ぽかぽかゴールデン』
『ぽかぽかゴールデン』は、2023年6月29日・2023年12月25日にフジテレビ系列のゴールデンタイムで生放送した特別番組。

#### 概要（ゴールデン）
第1回は、『ぽかぽか』初となる特別番組かつゴールデンタイムでの放送で、夏の新ドラマ出演者をゲストに迎える「ぽいぽいトーク」を中心とした構成となった。
フジテレビの平日昼のバラエティ番組においてゴールデン・プライムタイムに特別番組が放送されるのは、『バイキング』の『バイキング・ザ・ゴールデン〜河野景子が独占初告白!2018年ニュースの主役に直撃SP〜』（2018年12月）以来約4年半ぶり。全編生放送の特別番組としては、『笑っていいとも!』の『森田一義アワー笑っていいとも! グランドフィナーレ感謝の超特大号』（2014年3月）以来約9年ぶりとなる。
番組ロゴはゴールデン仕様。通常版のものを昼太郎のイラストも含めて金色のカラーリングで「ゴールデン」の文字が追加された。通常放送時と同じく画面左上に、ぽかぽかのロゴを表示（ゴールデン仕様）したが、時刻は表示せず昼太郎がゴールデン仕様になるアニメーションが施された。
第2回は、2023年12月25日に放送。年末のゴールデン・プライムタイムにフジテレビの平日昼のバラエティ番組の特別番組が全編生放送されるのは、『笑っていいとも!ラストクリスマス特大号』（2013年12月25日放送）以来10年ぶりとなった。

#### 各回の放送概要
| 放送年 | 放送回 | 放送日   | 曜日   | 時間                   | 番組タイトル        | 視聴率 （関東地区・ビデオリサーチ社調べ） | 備考                                               |
| ------ | ------ | -------- | ------ | ---------------------- | ------------------- | ----------------------------------------- | -------------------------------------------------- |
| 2023年 | 第1回  | 6月29日  | 木曜日 | 19:00 - 21:54（174分） | ぽかぽか ゴールデン | 世帯・3.5% 個人・2.0%                     | 一部地域は21:48に飛び降り。                        |
| 2023年 | 第2回  | 12月25日 | 月曜日 | 19:00 - 21:54（174分） | ぽかぽか ゴールデン | 世帯・3.0% 個人・1.9%                     | 一部地域は21:48に飛び降り。 テレビ大分は非ネット。 |

### 出演者（ゴールデン）
☆：フジテレビアナウンサー。
|   | MC                                     | 進行      | 進行        | ゲスト | 備考                    |
| - | -------------------------------------- | --------- | ----------- | --- | ----------------------- |
| 1 | ハライチ （岩井勇気・澤部佑） 神田愛花 | 山本賢太☆ | 渡邊渚☆     | 月9『真夏のシンデレラ』 森七菜・間宮祥太朗・神尾楓珠水10『ばらかもん』 遠藤憲一・中尾明慶・綱啓永木曜劇場『この素晴らしき世界』 若村麻由美・沢村一樹・犬飼貴丈                 | [ 946 ] [ 947 ]         |
| 2 | ハライチ （岩井勇気・澤部佑） 神田愛花 | 山本賢太☆ | 小室瑛莉子☆ | 金9『院内警察』 桐谷健太・市村正親 / サンシャイン池崎チーム群馬 中山秀征・井森美幸・関太（タイムマシーン3号） / 児嶋一哉・花澤香菜月9『君が心をくれたから』 永野芽郁・松本若菜 | [ 948 ] [ 949 ] [ 950 ] |

#### 放送されたコーナー
第1回（2023年夏）
- ぽいぽいトーク

前述の夏ドラマの出演者によるトークの他、話題になった過去のトークを振り返った。
- 牛肉ぴったんこチャレンジ
- 芸能界手積み王は誰だ!?麻雀牌手積みランキング（本コーナーのみ番組終盤6分間のローカルセールス枠にて放送）

第2回（2023年冬）
- ぽいぽいトーク
  - 張って張って張りまくれ!ぽかぽか大声選手権
  - カタカナーシチャレンジ
  - 牛肉ぴったんこチャレンジ
- ぽいぽいトーク特別編 群馬&埼玉にまつわる世間の勝手なイメージ
  - 目指せ500g こんにゃくぴったんこチャレンジ
- ぽいぽいトーク
  - クイズ!大嫌いダウト
  - カタカナーシチャレンジ
  - 牛肉ぴったんこチャレンジ（番組終盤6分間のローカルセールス枠にて放送。松本若菜が史上2人目の300gピタリ達成[310]）

## スタッフ
- 構成
  - （全曜日）横田俊介
  - （月・火）酒井健作（以前は月〜水）
  - （月）佐藤優介
  - （火）中藤洋、坂田至、くるぶしかかと
  - （水）デーブ八坂、植田将崇
  - （木）八代丈寛、つじまこと、ゴージャス染谷
  - （金）キンダイチ、吉野基比古
- ナレーター：奥寺健・梅津弥英子・榎並大二郎・小山内鈴奈・東中健（フジテレビアナウンサー）、一木千洋、森一丁、レニー・ハート、落合隼亮（森→以前は全曜日「ライオンちゃんと行く!肉食さんぽ」→一時離脱）
- 美術制作：古川重人・三竹寛典（フジテレビ／フジアール）
- デザイン：小濵まほろ（フジテレビ／フジアール）[25]
- アートコーディネーター
  - （月）石田博己（フジアール）
  - （火）山田裕也（フジアール）
  - （水）林勇（フジアール）
  - （木）高木翔瑛（フジアール）
  - （金）西嶋友里（フジアール）
- 大道具：渡辺桃加（以前は操作）
- アクリル装飾：伊藤幸枝
- アートフレーム：石井智之
- 電飾：太田真由美、齊藤真依、倉持光祥、荻島彩実、鈴木健也、中尾学、菅田重樹【日替り】
- 装飾：高祖朋代
- メイク：山田かつら
- 装飾タイトル：竹内理恵、上田桃子、山本琴美
- TD：高瀬和彦（フジテレビ、月/水曜TD/CAM、月曜CAM、以前は週替りCAM）、畠山直人（月曜TD/SW、月曜SW、以前は月・水曜SW）【日替り】
- SW
  - （火）河西純
  - （水）馬塲義土（フジテレビ、以前は月・火・木・金曜TD、水曜TD/SW）
  - （木）佐藤勝彦（共テレ）[951]
  - （金）真野昇太、長尾康平【週替り】
- CAM
  - （月・水）村上信介、遠山康之（遠山→以前は水→一時離脱→月）【週替り】
  - （火）宮崎健司【週替り】
  - （火・水）厚味山斗【週替り】
  - （木）森田千尋・小野寺駿（共テレ）【週替り】
  - （金）横山大輔
- VE
  - （月・水・金）蜷川太一（以前は月〜水→一時離脱）、白波考大【週替り】
  - （月〜水・金）井上貴人（フジテレビ）、鈴木貴裕、伴場匡、皆本翔太、杉本雄亮、藤崎康広、関口貴久（井上→以前は週替り）【週替り】
  - （月・火・金）西野孝夫、大塚高矢、田中昭博【週替り】
  - （月・水）岩切理子【週替り】
  - （火・水）佐野裕一【週替り】
  - （火・水・金）松田和樹、横井甲児【週替り】
  - （木）鈴木翔（共テレ）
- 音声
  - （月）綾高興、神田英幸、永井強【週替り】
  - （火）成澤隆介、大城卓也、佐藤博隆、北野尚史（佐藤→以前は月〜金→一時離脱）【週替り】
  - （水）松本良道、江川祐、松原瑞貴、小清水健治【週替り】
  - （木）村脇昭一・藤橋浩司郎（共テレ）【週替り】
  - （金）大島啓光、木戸寛公、唐松秀弥、門脇茂誠【週替り】
- PA
  - （日替り）長谷川大輔、佐々木洋、黒瀬和(知)幸、築舘幸宜、大島啓光、白鳥慎一郎、須藤傑、水野愛里香、小泉沙貴、秋野岳夫、本田一智（本田→以前は月・火・木・金）
  - （月・火・木・金）清野裕貴【週替り】
- 照明
  - （日替り）川田敦史、浅野陽一（浅野→以前は水・木）、大野遙平（フジテレビ、以前は週替り→一時離脱）
  - （月・火・木）尾籠晴文【週替り】
  - （月〜水）大場佳祐【週替り】
  - （月・水・金）須藤淳【週替り】
  - （水・木）萩原勝大【週替り】
  - （木）津保久夕【週替り】
  - （水・金）森本勝【週替り】
- 配信：椿学・伊藤賢俊（共同エディット、伊藤→2023年10月17日 - ）
- CG制作：木本禎子（フジテレビ）、武村吉雄
- マルチ：上福更記
- 編集
  - （月）相澤太郎・中川直喜（共同エディット）
  - （火・木）刈屋綾乃・石塚詩絵里（共同エディット）
  - （水・金）名和雄太・秀島大冶斗（共同エディット）
- MA
  - （月）峯紀雄・小田口将史（共同エディット、小田口→以前は火・金→火・水）
  - （火）泉英理奈・宮本将希（共同エディット、泉→以前は月・水・木・金→月・火）
  - （水）岩下広史・山崎倫瑠（共同エディット）
  - （木）内田昭弘（共同エディット、以前は月・水・木→月・金）
  - （木・金）神田こころ（共同エディット）
  - （金）深沢一友（共同エディット、以前は木・金）
- 音響効果
  - （月・火）村上嘉康（第一音響）
  - （水）無盡弘昭（第一音響）
  - （木・金）斎(齋)藤宏之（第一音響）
  - （金）星裕介
- テーマソング
  - チャラン・ポ・ランタン『ぽかぽか』（円盤ゲシュタルト）
- 校閲
  - （月）生田目翔太、田草川真佐美
  - （月・火）原逸郎（以前は木曜）
  - （火・木・金）廣井翔（以前は全曜日）
  - （水・木）富山知邑（以前は火〜金）
  - （水・金）古澤航
- 技術協力：fmt、ニューテレス、TELESIGHT、共テレ、サンフォニックス、タイトルアート、KYORITZ（KYORITZ→月・火）、Move On（Move→金）
- カラオケ音源協力：DAM【不定期】
- 制作協力
  - （木）共テレ[11]（2023年10月5日 - ）、オラフズ
  - （金）NEXTEP[11]
- リサーチ：スコープ、ジャパンフッテージ（ジャパン→金）
- 協力︰高岡辰臣、稲田豊史【不定期】
- TK
  - （月/金）山口奈保美（TBG）【週替り】
  - （火/水）星美香（TBG）【週替り】
  - （月/火/水）色摩涼（TBG）【週替り】
  - （木）江野澤郁子（TBG）【週替り】
  - （火/木/金）髙木美紀（TBG）【週替り】
- デスク
  - （全曜日）古賀美由紀
  - （月）内田美奈子
  - （火）市川亜季
  - （金）渋谷清美
- 広報：飯泉英一郎（フジテレビ）
- AD
  - （月）堀内沙耶、山内愛実、福山慶起、一瀬真菜、安田早希、山本琉駆、口田琢仁（フジテレビ）（堀内→一時離脱→復帰）
  - （火）梅谷響、岡田壮、亀川乃晶、山越結太、伊藤大地、三上葵（伊藤→木曜日のみ週替りD）
  - （水）田上晃幹、田茂井竜次、伊倉慶斗、山﨑玲那、渡邉舞美、中村帝紀、西田颯太
  - （木）村松ひな、大原琉太、奥村祐弦、鳥海荘太、杉崎(﨑)春香、渡部瑞貴/八木岡小晴
  - （金）鈴木裕太、田中綾乃、佐藤陽美、井置鈴香、伊藤英助、宗像柊奈、小島南菜、板谷有紀子、村岡知佳穂、矢橋香織
- AP
  - （水）萩野知美
  - （木）高津摩里愛、鶴見明香里（オラフズ）（高津→2023年9月7日 - ）
  - （金）糸井綾珠、山城智慧子
- FD
  - （月）川名良和（合同会社フロアーズANDカンパニー）
  - （木）安喰優華、赤羽愛菜（共に以前は木曜AD）【週替り】
  - （金）市川良太（NEXTEP、以前は金曜D）
- ディレクター
  - （月〜水）池田おさむ（READREAD）
  - （水・木）渋谷さくら[378][952]（フジテレビ、以前はFD兼務→全曜日→月〜木曜AD）
  - （月）秋山将慶、犬飼義啓（K-max）、大貫隼斗（アントラッシュ）（秋山→以前は月曜演出）
  - （火）浦川瞬、井上拓也、富本純平、備前真悟（浦川→以前は火曜D→一時離脱→月曜D、井上→以前は火曜AD、備前→以前は火/木→火曜FD）
  - （水）奥野祐士、桑幡真禄、清水裕香
  - （木）阪口悠樹・山本泰輔・葛島若菜（オラフズ、葛島→以前はFD兼務）【毎週】、楠田健太・勝部美帆（ガスコイン・カンパニー、楠田→以前は水曜D→一時離脱→火曜D→再び一時離脱、勝部→以前は月曜D）、前田匡寛（一時離脱→復帰）、小田(新谷)里沙子（共テレ、以前は木曜AD→木曜D→FD→一時離脱→復帰→木曜FD）、坪井拓郎（坪井→以前は月→木曜AD）【週替り】
  - （金）椎葉佐都子・村上寧々・吉本一生（NEXTEP）、岡﨑沙彩香（岡崎→以前は金曜AD）
- プロデューサー
  - （全曜日）池田圭司・朝妻一・木村壮（フジテレビ、池田→2025年7月14日 - 、木村→2024年1月22日 - 2025年2月28日・7月14日 - 、以前は月曜演出→一時離脱→復帰）、高宮一徳（共テレ）、松井英泰（NEXTEP）、増谷秀行（ザ・スピングラス）、木内美歩（スクイズ）（増谷・木内→2023年7月4日 - ）
  - （月）鈴木浩史、今尾千里（SWITCH）、渡邊恵美（鈴木・今尾→2025年4月7日 - ）
  - （火）橋本苑香、宮﨑孝幸（ステイ）、福田桃子（橋本→2023年4月 - 、宮﨑→2023年10月17日 - 、福田→2025年8月12日 - ）
  - （水）五十嵐久也、桐谷太一（桐谷→2024年4月3日 - ）
  - （火・木）倉科知美（フジテレビ）
  - （木）佐々木華愛（オラフズ）、植竹彩香（2025年6月12日 - 、以前は木曜AP）
  - （金）坂本耕司（プラモ合同会社）、尾谷亜貴崇（NEXTEP）
- 演出
  - （月）玉置遼（フジテレビ、2024年7月22日 - ）
  - （火）齊藤未来（フジテレビ、2025年7月15日 - 、以前は火曜AD→火曜FD→火曜ディレクター）
  - （火/水曜D）宇佐美尭也（フジテレビ、2025年7月15日 - ）
  - （水）伊藤嘉彦（ONETEN、2025年1月8日 - 、以前は水曜ディレクター）
  - （木）但木洋光（オラフズ）[953]
  - （金）錫木亮（NEXTEP）[953]
- チーフプロデューサー：山﨑貴博（フジテレビ、2025年7月14日 - 、以前は2025年3月3日 - 7月11日まで全曜日P）
- 総合演出：田村優介（フジテレビ、2024年7月3日 - 、以前は全曜日P→月曜演出）[912]
- 制作：フジテレビスタジオ戦略本部第3スタジオ（2024年6月28日まで編成制作局バラエティー制作センター→編成総局バラエティ制作局バラエティー制作センター）
- 制作著作：フジテレビ

歴代スタッフ
- 制作統括：北口富紀子、鈴木善貴（フジテレビ、北口→2023年1月9日 - 2024年6月28日、鈴木→2024年7月3日 - 2025年6月20日[928]、以前は総合演出[6][7]）
- ナレーター：山本賢太（フジテレビアナウンサー）
  - （月）小室瑛莉子・小澤陽子（フジテレビアナウンサー）、松嶌杏実
  - （火）窪田等、宮澤智・松﨑涼佳（フジテレビアナウンサー）
  - （水）鈴木唯（フジテレビアナウンサー）
  - （金）海老原優香（フジテレビアナウンサー）
- 構成
  - （全曜日）北本かつら
  - （月）興津豪乃、若園丈優、鹿谷忠弘
- アートコーディネーター
  - （火）鈴木あみ
  - （木）中村秀美
- 大道具製作：西田武史
- アートフレーム：坂脇伸吾
- 電飾：石井誠
- SW
  - （水）斉藤伸介（フジテレビ）
  - （木）伴野匡（共テレ）
- CAM
  - （月）大井允人
  - （火）横山政照
  - （木）堀田香菜美（共テレ）
- VE
  - （月〜水・金）松本賢二、富澤貴啓
  - （火）久保貴博
  - （水・金）久保島春樹
- 音声
  - （火）斎藤由佳、元山拓巳
- PA
  - （月・火）本間清孝
  - （水・木）本間良孝
- 照明
  - （火）河野誠
- 配信：鈴木康平
- 電源：新井教史（TMES、2023年1月16日 - ）
- 中継：古橋淳二（金）【不定期】
- 編集
  - （月）林迪晴・佐々木春香（共同エディット、共に以前は月・水・木）
  - （火）藤井彩・中島史雄・葉柴英次・木村信彦・村田千秋（共同エディット、葉柴→以前は金）
  - （木）猪狩賢一（共同エディット）
  - （金）永井慎二（共同エディット）
- MA
  - （火）阿部祥高、小林由愛子【週替り】
  - （水・木）佐藤浩二（共同エディット）
- 音響効果
  - （月）大久保吉久（ヴェントゥオノ）
  - （火）高津浩史
  - （金）手塚正志（第一音響）
- 校閲
  - （月）渡部望美（以前は火〜金）
  - （火〜金）守谷優花（以前は全曜日）
  - （火）今村俊徳
  - （金）後藤正道（以前は月曜）
- 技術協力：デジデリック、J-crew（金）
- カラオケ音源協力：Pokekara（金）【不定期】
- TK
  - （月）松下絵里（TBG）
  - （火）海老澤廉子（TBG、水/金曜日のみ週替り）
  - （水）槇加奈子（TBG、月/木曜日のみ週替り）
  - （木）水越理恵（TBG、月/水/金曜日のみ週替り）
  - （金）平野美紀子（TBG、火/木曜日のみ週替り）
- デスク
  - （月）瀬川桃花、河田美緒、富澤佳子
- AD
  - （全曜日）西野宮寛季（フジテレビ、以前は月曜AD→一時離脱、木曜日のみ週替りD）
  - （月/木）蜂屋圭佑（フジテレビ）
  - （月）鈴木涼功、金安恒香、薗部舞衣子、大森麻斗香、長江貴大、長屋朱音、澤田奈々、森川崇（フジテレビ）、續山大地、座本海里、岸井飛、岩本啓生、平川功
  - （火）池上俊、石井里加子（クリエイターズボックス）、井上七海、金澤萌桃、坂入尚洋、尾末城太郎、デヴォー葉月、三浦颯斗、山下美怜、藤本結衣（フジテレビ）
  - （水）井上豊、久保田圭佑、原木真尋、陳庭渟、藤原千秋、杉山裕佳、船越綵和、山本紗恵子、寺方愛美、高橋巧、志羅山美由紀、山根有結（山根→一時離脱→復帰）
  - （木）田島柊、山本悠樹、川野葵、月岡果穂、遠藤紗良、宮平拓摩、久保陽太朗、柏倉杏介、中川雅也[954]、関海洸、三輪果子、佐藤晴奈
  - （金）浦口郁哉、古賀誓、岡崎彩香、小野星南、秋本陽依、田口佳乃、塩原奈菜香、東浦創、池乗輝紀、井置鈴香、竜崎剛熙、本川美夢、関野亜美、瀬賀万尋
- AP
  - （水）高島千春
  - （木）杉本千紘
  - （金）柴崎香苗・御舩慧（NEXTEP、柴崎→2023年7月28日 - 、御舩→2023年8月4日 - ）
- FD
  - （火）加藤武（フジテレビ）【週替り】
- ディレクター
  - （複数曜日・週替り）河合潤（アクシーズ、月～金）、浅野慶太（月〜木）、奥田鷹章（月・火・金、以前は火・水曜D）、佐藤凌也（月・水・金）、仲野治夫（月・金）、小島隆補（火・水）、早川和孝・磯谷直行・村上和光（共に火〜木）、三浦謙太郎（ナダックス、水・木）・金子大地（火・水・木）、新井由佳子（月・水・木）、森山菜央子（水〜金）、濱島敦志（月・火・木・金）
  - （月〜水）奥村達哉（STAYTUNED）
  - （月）若狭聡司（以前は月曜AD）【毎週】、大林良汰（オイコーポレーション）、鈴木章浩【週替り】
  - （火）岡田純一【毎週】、坪井一季（フジテレビ、一時離脱→復帰）【週替り】
  - （水）田中良樹（フジテレビ）、梅澤慶光（VIVIA→フジテレビ）、内田和之（内田→以前は2023年2月22日 - 2024年8月21日まで水曜制作進行）
  - （木）菅野真彦（てれすこ・ライターズ）
  - （金）小林一丈（以前は金曜FD）、金孝義（NEXTEP）【毎週】、山﨑宏之、篠原輝成、川島未幸【週替り】
- 演出
  - （月）加藤智章（フジテレビ、2023年1月9日 - 5月1日）[953]
  - （火）石川隼（フジテレビ）[953]
  - （水）宮川直樹（フジテレビ、2024年1月10日 - 12月25日）
  - （木/月～水・金曜P）高橋正尚（フジテレビ、2024年1月 - 2025年6月、以前は水曜演出→月・木曜演出/火・水曜P）[953]
- プロデューサー
  - （全曜日）二宮幸平（フジテレビ）、笠井雅旭（FCC）、深野和伸（共テレ、2023年7月11日 - 9月、以前は月〜木曜P）
  - （月～水・金曜P/木曜D）中西義博（フジテレビ）【回によって異なる】
  - （月）和田健（フジテレビ）、吉川なるみ（ガスコイン・カンパニー）、井口恭子
  - （火）島本亮（フジテレビ、以前は全曜日P）、相場優衣子（クリーク・ アンド・リバー社、2023年2月21日 - ）
  - （水）五十嵐剛（フジテレビ、2023年2月1日 - ）
  - （木）岡田憲明（共テレ、以前は月～木曜P）
- チーフプロデューサー：南條祐紀（フジテレビ、2023年1月9日 - 2025年7月11日）[6][7]

### ぽかぽかゴールデン
- 制作統括：北口富紀子（フジテレビ）
- 構成：北本かつら、横田俊介、ゴージャス染谷、大平将貴（ゴージャス・大平→第2回）
- 美術制作：古川重人・三竹寛典（フジテレビ／フジアール）
- デザイン：小濵まほろ（フジテレビ／フジアール）[25]
- 技術協力：fmt、ニューテレス、TELESIGHT、共テレ、サンフォニックス、タイトルアート
- 制作協力：共テレ、NEXTEP
- AD：渋谷さくら、長屋朱音、續山大地、赤羽愛菜、坪井拓郎、本川美夢、伊倉慶斗（長屋以降→第2回）
- FD：伊藤嘉彦（ONETEN、第2回）
- ディレクター：渡辺恭三、阪口悠樹（オラフズ）、池田おさむ（READREAD）、備前真悟（渡辺・阪口→第2回）
- プロデューサー：渡邊恵美、吉川なるみ（ガスコイン・カンパニー）、高宮一徳（共テレ）、増谷秀行、井口恭子、朝妻一（フジテレビ）、五十嵐久也、松井英泰（NEXTEP）（高宮～井口、松井→第2回）
- 演出：田村優介（フジテレビ）、秋山将慶（第1回はディレクター）、但木洋光（オラフズ）、高橋正尚（フジテレビ）（田村～但木→第2回）
- チーフプロデューサー：南條祐紀（フジテレビ）[6][7]
- 総合演出：鈴木善貴（フジテレビ）[6][7]
- 制作：フジテレビ編成制作局バラエティー制作センター
- 制作著作：フジテレビ

歴代スタッフ
- 構成：デーブ八坂（第1回）
- AD：蜂屋圭佑（フジテレビ）、斎藤未來、山本紗恵子、船越綵和、中村帝紀（全員→第1回）
- FD：加藤武（フジテレビ、第1回）
- ディレクター：梅澤慶光（フジテレビ、第1回）、若狭聡司（第1回）
- プロデューサー：島本亮・二宮幸平（共にフジテレビ）、倉科知美、橋本苑香（全員→第1回）
- 演出：木村壮・石川隼（共にフジテレビ、第1回）

## 問題となった放送内容

### ルフィ広域強盗事件に関する速報
2023年2月7日 - 特殊詐欺に関与した窃盗の疑いでルフィ広域強盗事件に関する容疑者が飛行機内で逮捕され、テレビの画面上部にニュース速報が流れると番組MCを務める岩井が｢皆さん ルフィ逮捕されました！｣｢強制送還され！あのルフィが！今日本に着き！逮捕されました！｣と繰り返し発言した。画面下部にも『《速報》“ルフィ”逮捕』とテロップが出された。対して澤部は｢いい！いい！いい！いいから！いいから！ぽかぽかやっているから！いいから！｣と岩井の頭を数回叩きながら焦るように言っていた。神田にもアナウンサーとしての発言を求め、｢詳しくは、ニュースセンター（報道センター）からお伝えします｣｡と発言し、この一連の流れでスタジオは笑いに包まれた。しかし連続強盗事件の容疑者を茶化した内容であり、さらには漫画『ONE PIECE』の印象を悪くするとして物議となった（フジテレビは同作のアニメ版を放送している）。
フジテレビの港社長は同月24日の定例社長会見にて「配慮に欠けていました」として謝罪し、再発防止勉強会を行ったことを明らかにした。

## その他の特記事項
- 2024年3月8日、MCのハライチと神田愛花（フリーアナ）が欠席[958]。番組公式サイトでは3月6日の出演者複数が体調を崩したことが発表[152][958]され、原因特定までは至らなかったものの、集団食中毒の可能性が指摘された[958][959][960][961]。「ぽいぽいトーク」のゲストで番組全編に出演したカンニング竹山[962]と千秋[963]の2人も、体調不良を自ら明かした。
以降しばらく、生放送中の試食・実食は控えられ（3月25日に再開[964]）、「カタカナーシ」の持ち帰りや「名店探偵ドコナン?」の食事券など代替方法もとられた。